# Mistrovství světa v orientačním běhu 2021
37. Mistrovství světa v orientačním běhu, oficiálním názvem Nokian Tyres World Orienteering Championships 2021, proběhlo ve dnech 3.–10. července 2021 již počtvrté v Česku a hlavním centrem v Doksech. 
Na mistrovství se původně měly běžet pouze lesní disciplíny, neboť od roku 2020 se na mistrovství měla každoročně střídat disciplíny lesní a sprintové. Z důvodu pandemie covidu-19 bylo však MS v roce 2020 zrušeno a proto byl program MS 2021 dodatečně rozšířen o sprintové disciplíny.
Všechny závody snímala Česká televize, část závodů byla vysílána živě. I z toho důvodu byl start závodů pozdě odpoledne. Vysílací práva zakoupilo 8 dalších zemí. 

## Program závodů
| Den   | Závod                                 | Centrum závodu  |
| ----- | ------------------------------------- | --------------- |
| 3. 7. | Sprint - kvalifikace, Sprint - finále | Terezín         |
| 4. 7. | Mixed relay, zahajovací ceremoniál    | Doksy           |
| 5. 7. | volný den                             |                 |
| 6. 7. | Middle - kvalifikace, Middle - finále | Smržovka        |
| 7. 7. | volný den                             |                 |
| 8. 7. | Štafety                               | Heřmánky        |
| 9. 7. | Long; závěrečný ceremoniál, banket    | Heřmánky; Doksy |

## Účastníci
Mistrovství se zúčastnili sportovci ze 40 členských výprav Mezinárodní federace orientačního běhu (z toho 6 mužů a 6 žen z Ruska pod neutrální vlajkou), kteří se utkali o 9 medailových sad a celkem 48 medailí.
Z celkového počtu 303 závodníků bylo 172 mužů a 131 žen.
- Argentina (1+0)
- Rakousko (5+6)
- Bělorusko (0+1)
- Belgie (6+3)
- Bulharsko (5+4)
- Chorvatsko (2+0)
- Česko (6+6)
- Dánsko (5+7)
- Egypt (1+1)
- Estonsko (6+4)
- Finsko (7+7)
- Francie (6+4)
- Německo (7+5)
- Spojené království (7+6)
- Maďarsko (4+4)
- Irsko (5+0)
- Izrael (4+0)
- Itálie (5+5)
- Japonsko (4+4)
- Severní Korea (1+0)
- Lotyšsko (6+5)
- Litva (4+5)
- Moldavsko (2+0)
- Nizozemsko (0+1)
- Nový Zéland (2+0)
- Severní Makedonie (1+1)
- Norsko (9+6)
- Polsko (5+4)
- Portugalsko (4+1)
- Rumunsko (3+2)
- Srbsko (1+1)
- Slovensko (5+3)
- Slovinsko (3+0)
- Španělsko (5+4)
- Švédsko (8+8)
- Švýcarsko (8+5)
- Turecko (2+2)
- Ukrajina (6+5)
- Spojené státy americké (5+4)

## Medailové pořadí podle zemí
Pořadí zúčastněných zemí podle získaných medailí v jednotlivých závodech mistrovství (tzv. olympijské hodnocení). 
| Medailové pořadí podle zemí | Medailové pořadí podle zemí | Medailové pořadí podle zemí | Medailové pořadí podle zemí | Medailové pořadí podle zemí | Medailové pořadí podle zemí |
| Pořadí                      | Stát                        | Zlatá medaile               | Stříbrná medaile            | Bronzová medaile            | Celkem                      |
| --------------------------- | --------------------------- | --------------------------- | --------------------------- | --------------------------- | --------------------------- |
| 1                           | Švédsko                     | 7                           | 1                           |                             | 8                           |
| 3                           | Norsko                      | 1                           | 4                           | 2                           | 7                           |
| 2                           | Švýcarsko                   | 1                           | 2                           | 4                           | 7                           |
| 4                           | Neutrální závodníci         |                             | 2                           |                             | 2                           |
| 5                           | Ukrajina                    |                             |                             | 1                           | 1                           |
| 5                           | Nový Zéland                 |                             |                             | 1                           | 1                           |
| 5                           | Dánsko                      |                             |                             | 1                           | 1                           |

## Závod ve sprintu (Sprint)
Závod proběhl ve městě a v barokním opevnění města Terezín. Před odpoledním finále sprintu proběhla dopoledne kvalifikace. Z českých zástupců se do finále probojovali všichni závodníci.

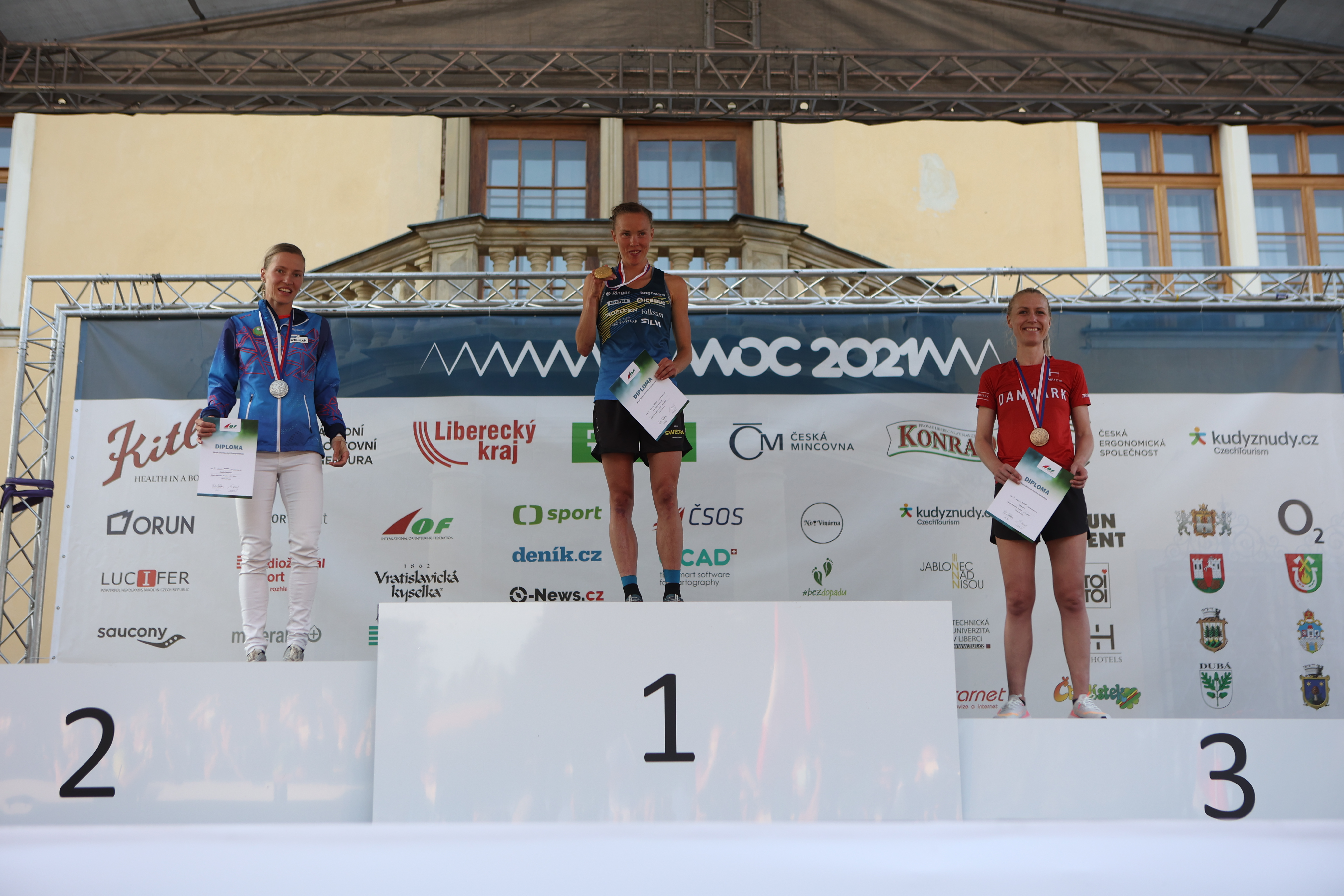
Stupně vítězů ženy
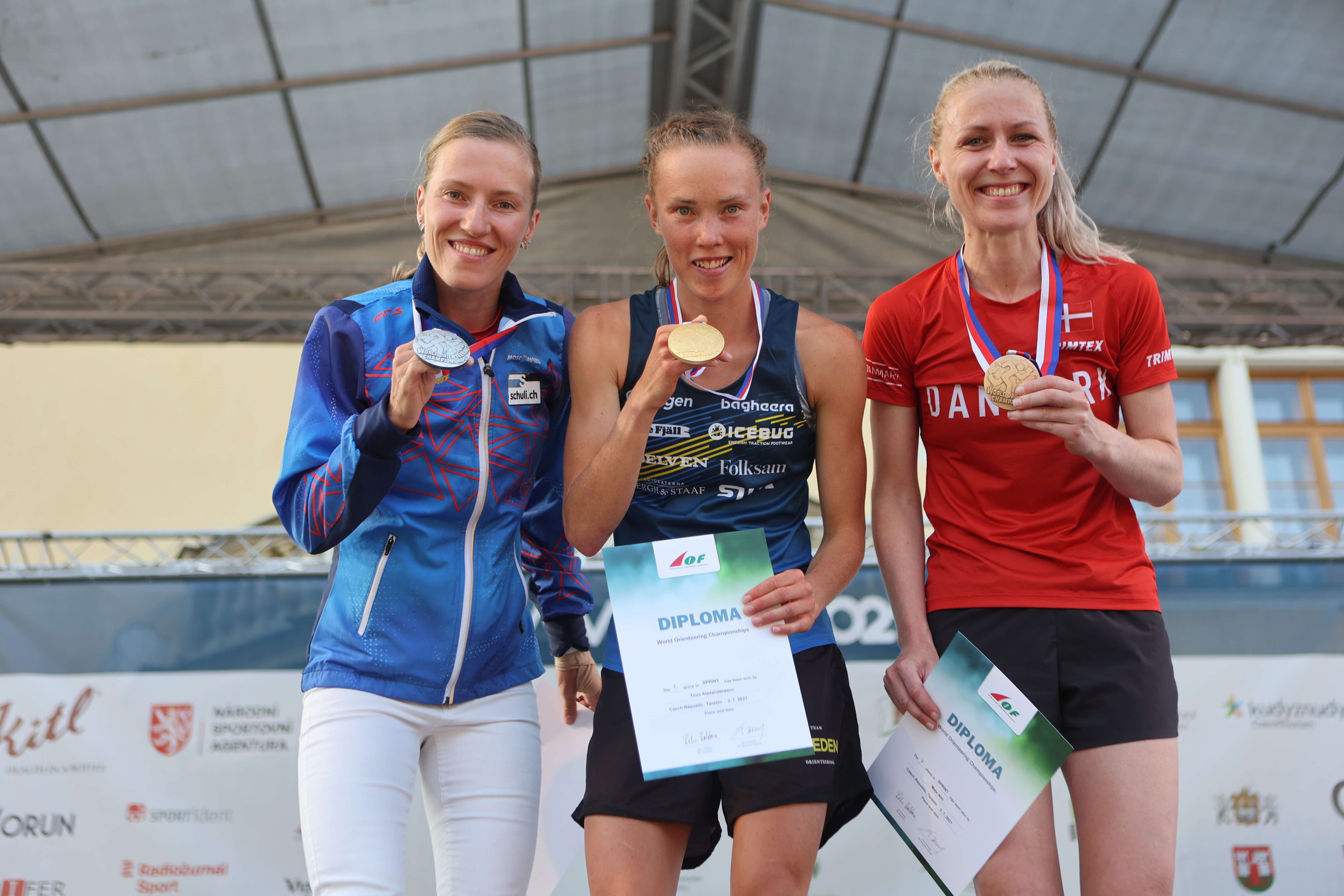
Vítězky
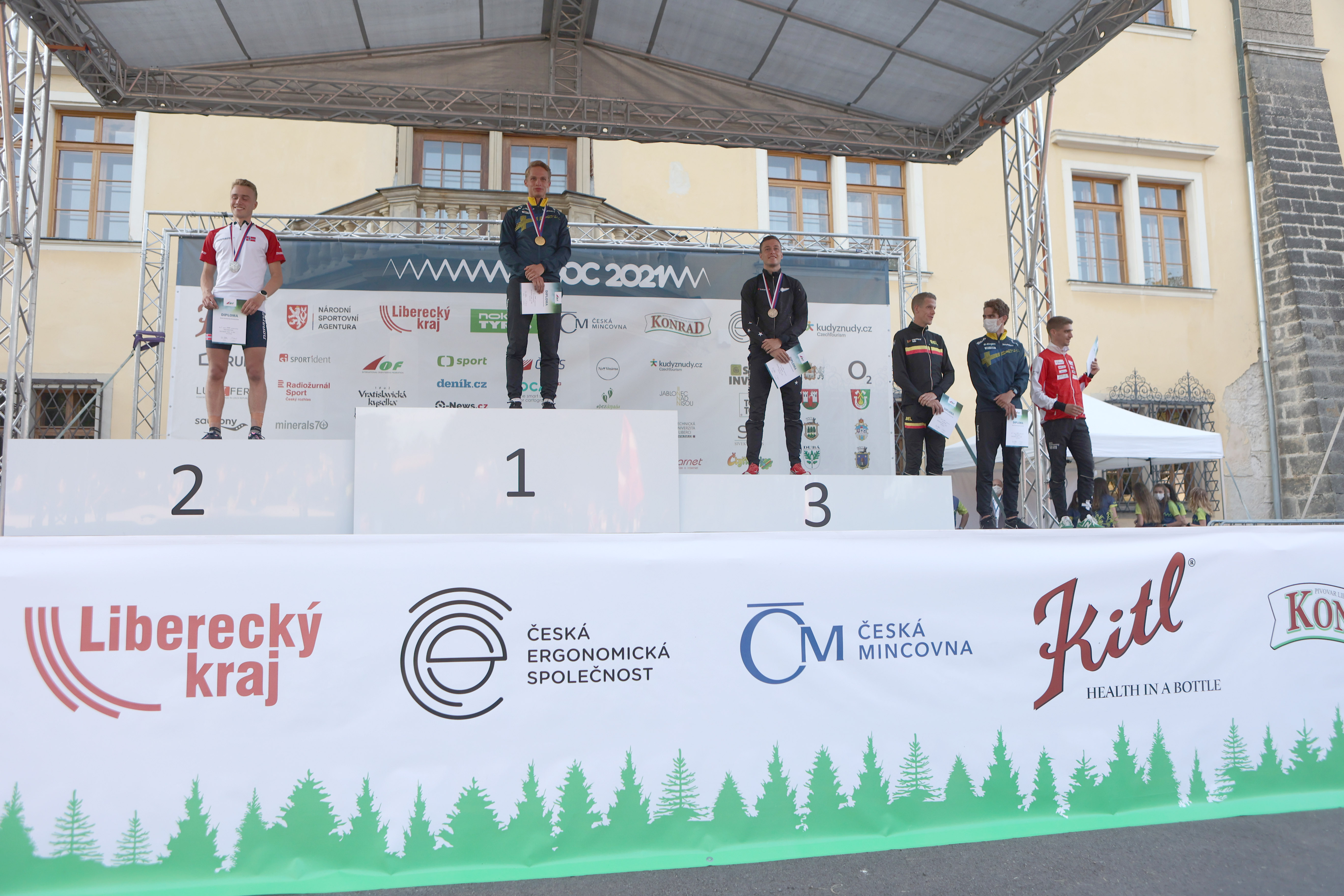
Stupně vítězů muži
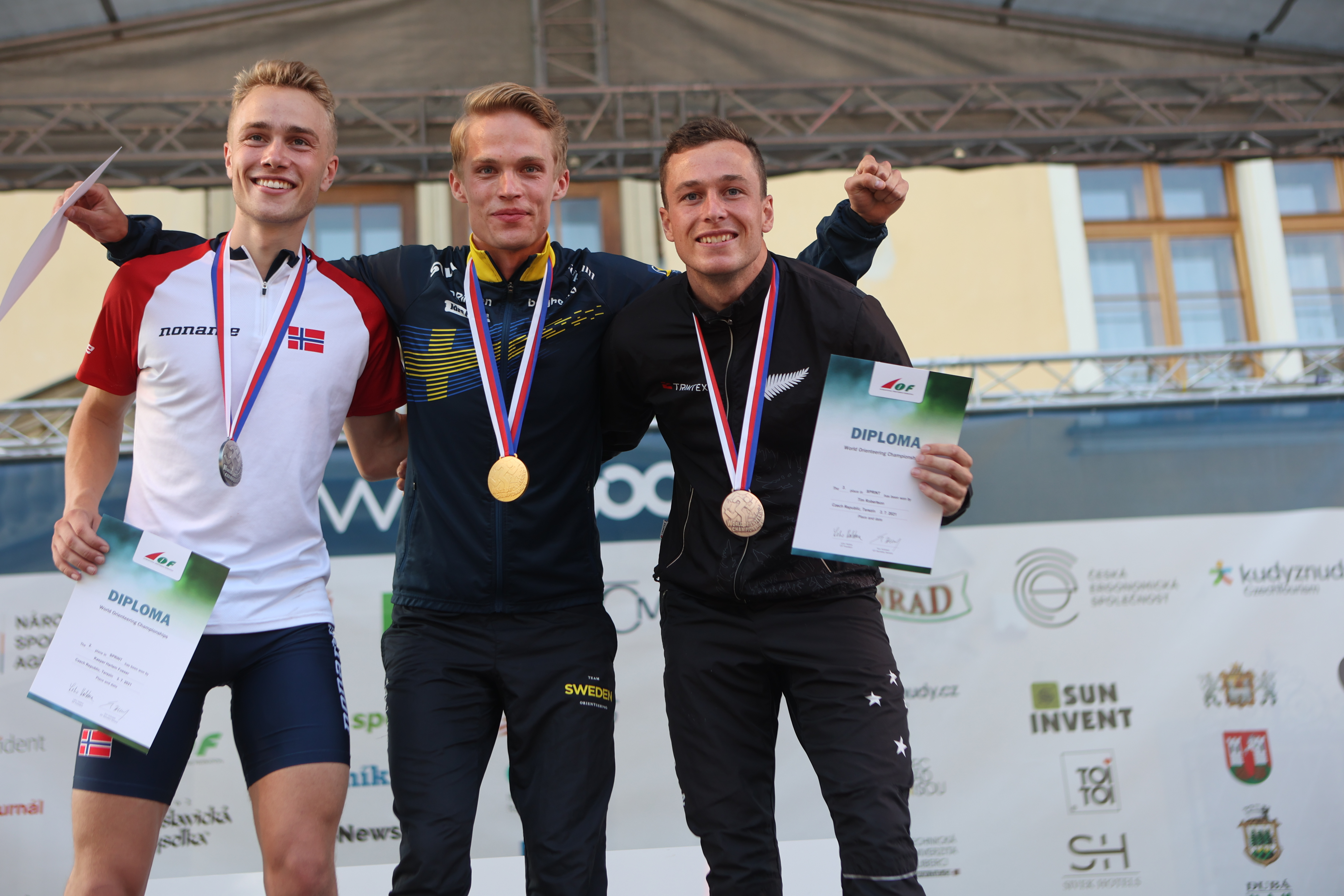
Vítězové

| Zkrácené výsledky | Zkrácené výsledky | Zkrácené výsledky | Zkrácené výsledky | Zkrácené výsledky | Zkrácené výsledky | Zkrácené výsledky | Zkrácené výsledky |
| Muži | Muži | Muži | Muži | Ženy | Ženy | Ženy | Ženy |
| --- | --- | --- | --- | --- | --- | --- | --- |
| - Traťové parametry: 3,9 km, 40 m převýšení, 24 kontrol. - Mapa: Terezín Bastion 5 1 : 4 000, E = 2 m - Stavitel tratí: Daniel Wolf - 46 závodníků | - Traťové parametry: 3,9 km, 40 m převýšení, 24 kontrol. - Mapa: Terezín Bastion 5 1 : 4 000, E = 2 m - Stavitel tratí: Daniel Wolf - 46 závodníků | - Traťové parametry: 3,9 km, 40 m převýšení, 24 kontrol. - Mapa: Terezín Bastion 5 1 : 4 000, E = 2 m - Stavitel tratí: Daniel Wolf - 46 závodníků | - Traťové parametry: 3,9 km, 40 m převýšení, 24 kontrol. - Mapa: Terezín Bastion 5 1 : 4 000, E = 2 m - Stavitel tratí: Daniel Wolf - 46 závodníků | - Traťové parametry: 3,5 km, 40 m převýšení, 20 kontrol. - Mapa: Terezín Bastion 5 1 : 4 000, E = 2 m - Stavitel tratí: Daniel Wolf - 45 závodnic | - Traťové parametry: 3,5 km, 40 m převýšení, 20 kontrol. - Mapa: Terezín Bastion 5 1 : 4 000, E = 2 m - Stavitel tratí: Daniel Wolf - 45 závodnic | - Traťové parametry: 3,5 km, 40 m převýšení, 20 kontrol. - Mapa: Terezín Bastion 5 1 : 4 000, E = 2 m - Stavitel tratí: Daniel Wolf - 45 závodnic | - Traťové parametry: 3,5 km, 40 m převýšení, 20 kontrol. - Mapa: Terezín Bastion 5 1 : 4 000, E = 2 m - Stavitel tratí: Daniel Wolf - 45 závodnic |
| Umístění | Jméno | Čas | Ztráta | Umístění | Jméno | Čas | Ztráta |
| Zlatá medaile | Isac von Krusenstierna | 13:46 | | Zlatá medaile | Tove Alexandersson | 14:03 | |
| Stříbrná medaile | Kasper Harlem Fosser | 13:53 | +0:07 | Stříbrná medaile | Natalia Gemperle | 14:12 | +0:09 |
| Bronzová medaile | Tim Robertson | 13:59 | +0:13 | Bronzová medaile | Maja Alm | 14:20 | +0:17 |
| 4 | Yannick Michiels | 14:02 | +0:16 | 4 | Simona Aebersold | 14:24 | +0:21 |
| 5 | Max Peter Bejmer | 14:05 | +0:19 | 4 | Alice Leake | 14:24 | +0:21 |
| 6 | Florian Howald | 14:06 | +0:20 | 6 | Elena Roos | 14:25 | +0:22 |
| Kompletní výsledky na IOF Eventor | | | | | | | |

## Závod sprintových štafet (Sprint Relay)
Závod sprintových štafet měl startovní a cílovou arénu v parku zámku v Doksech a probíhal jak v zámeckém parku tak ve městě.

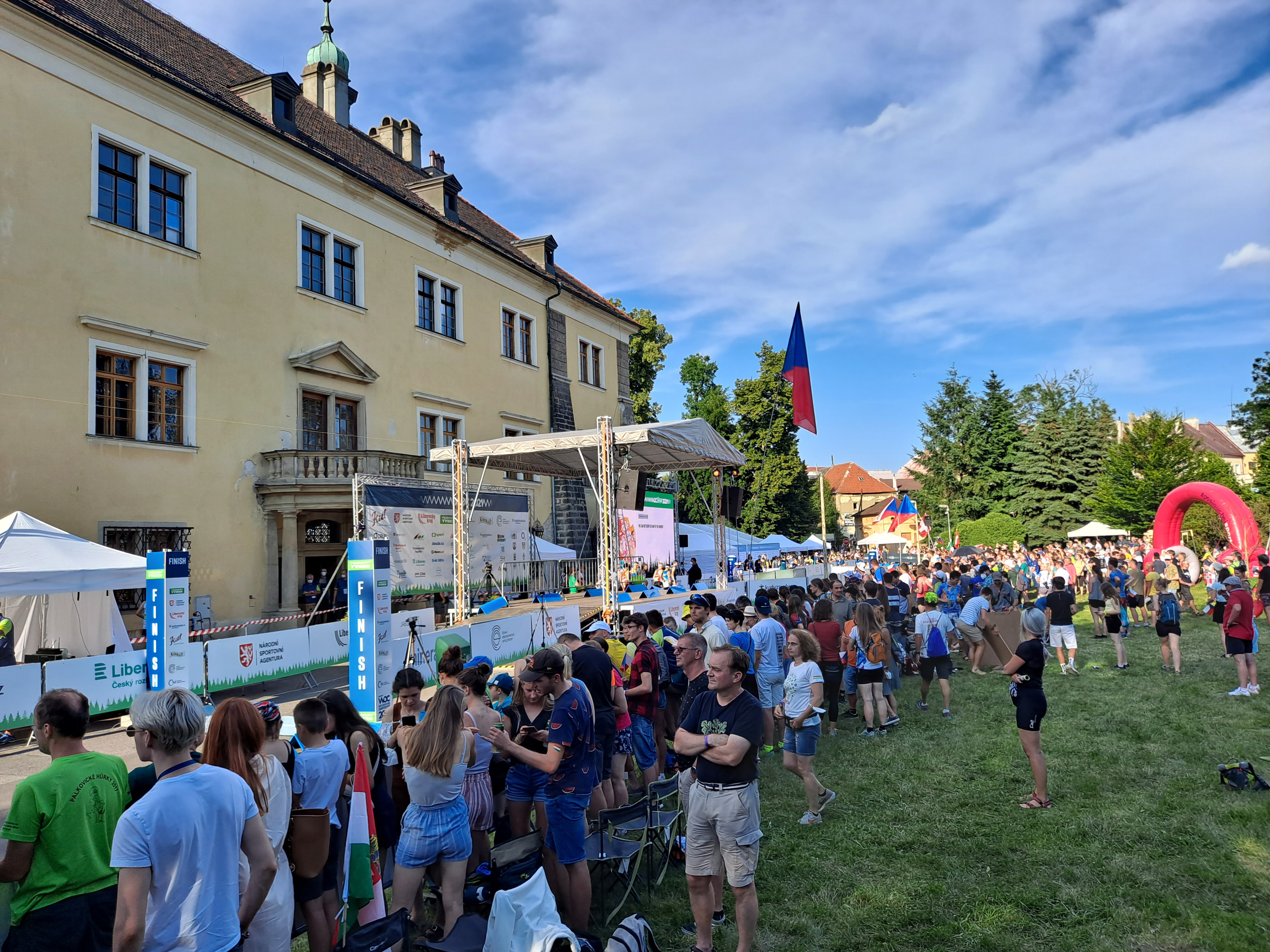
Aréna závodu
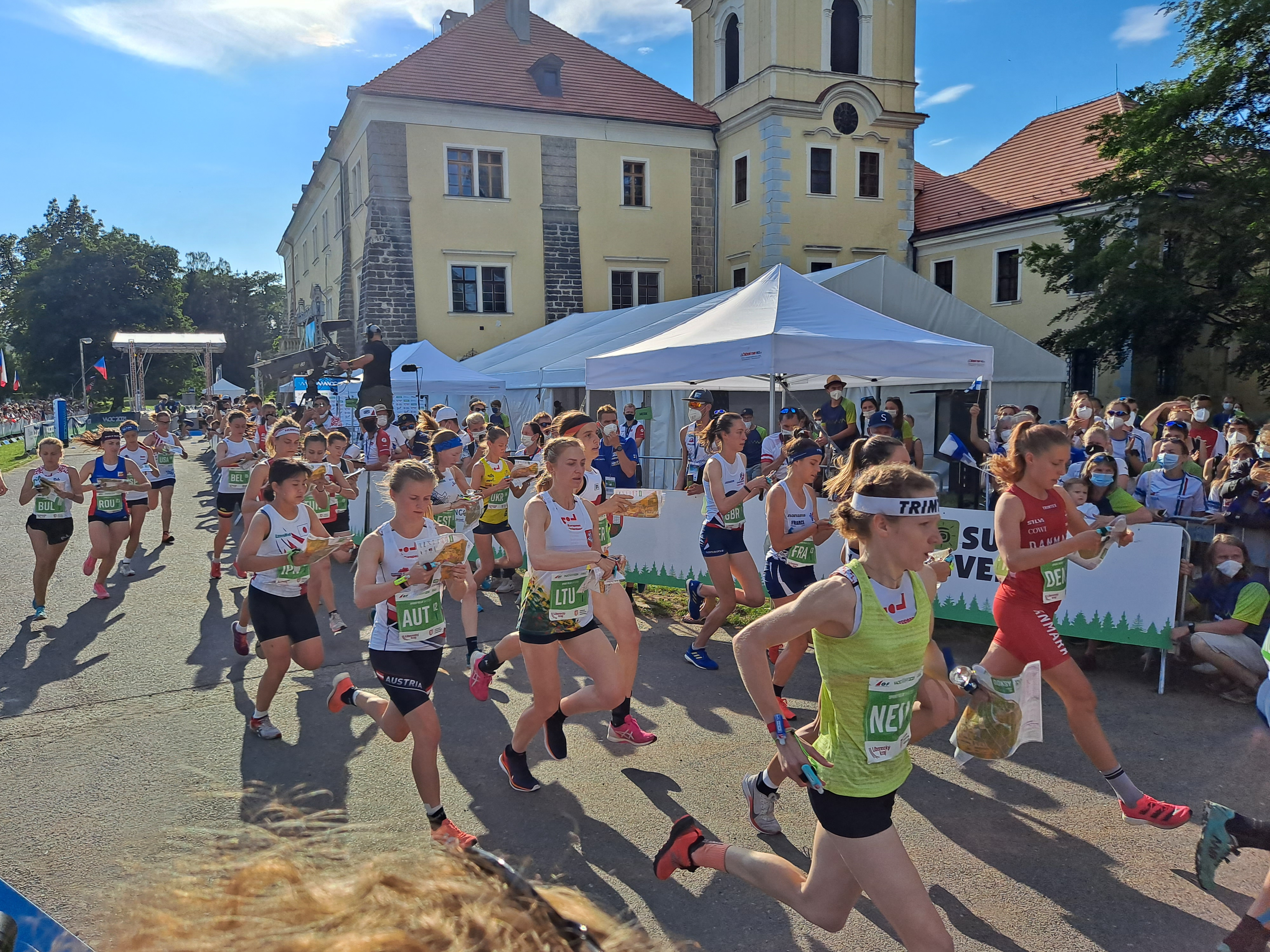
Start štafet
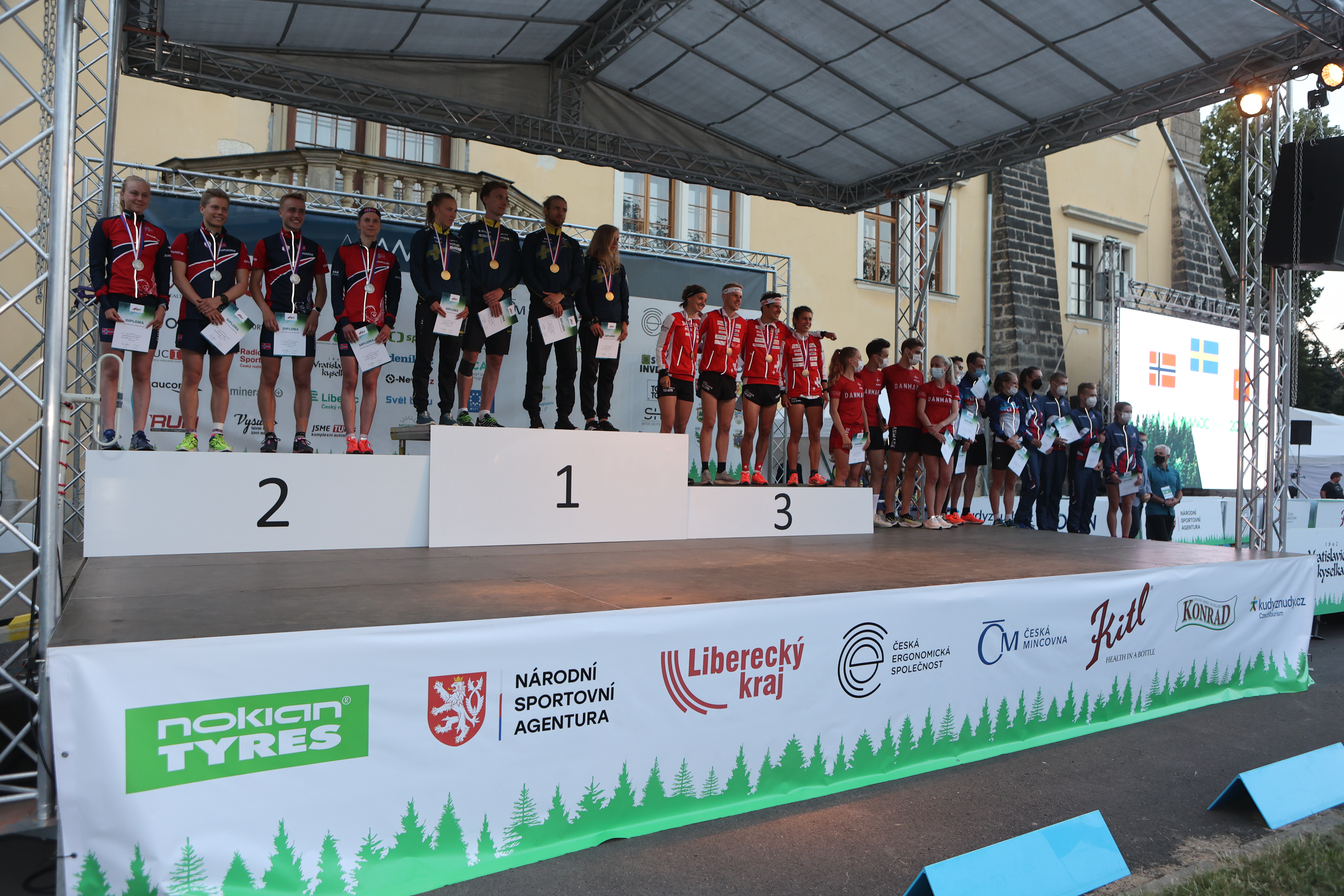
Stupně vítězů
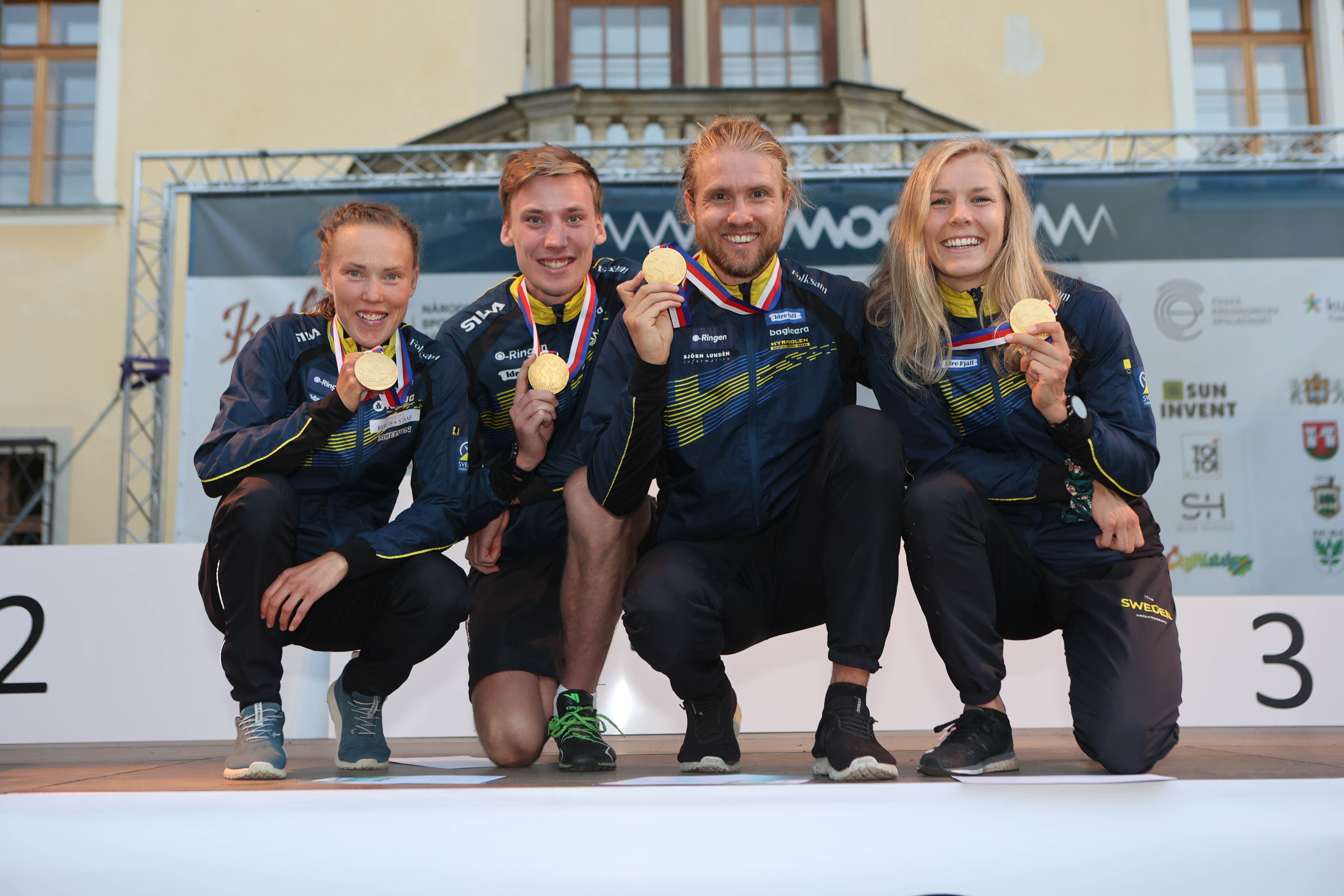
Štafeta Švédska
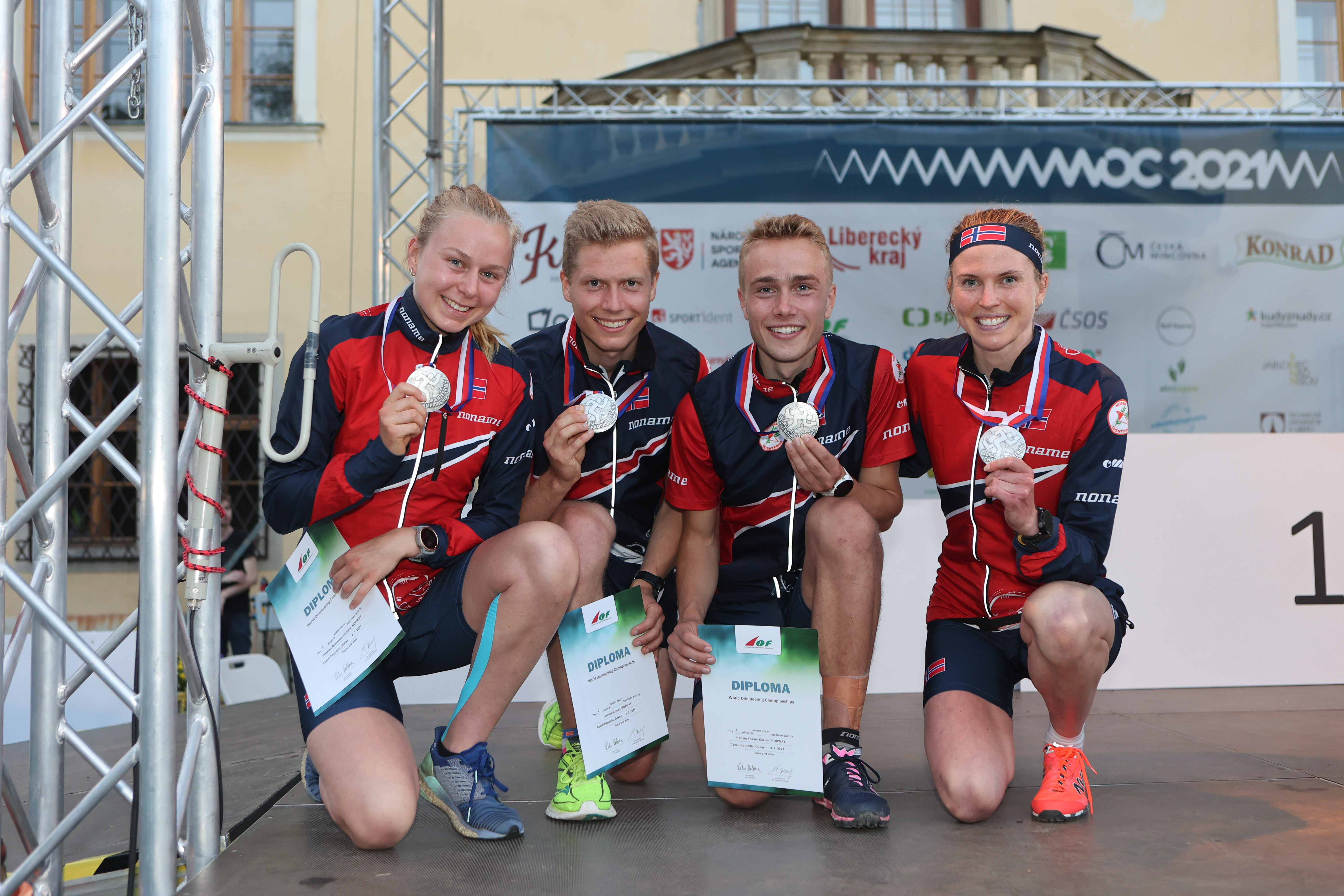
Štafeta Norska
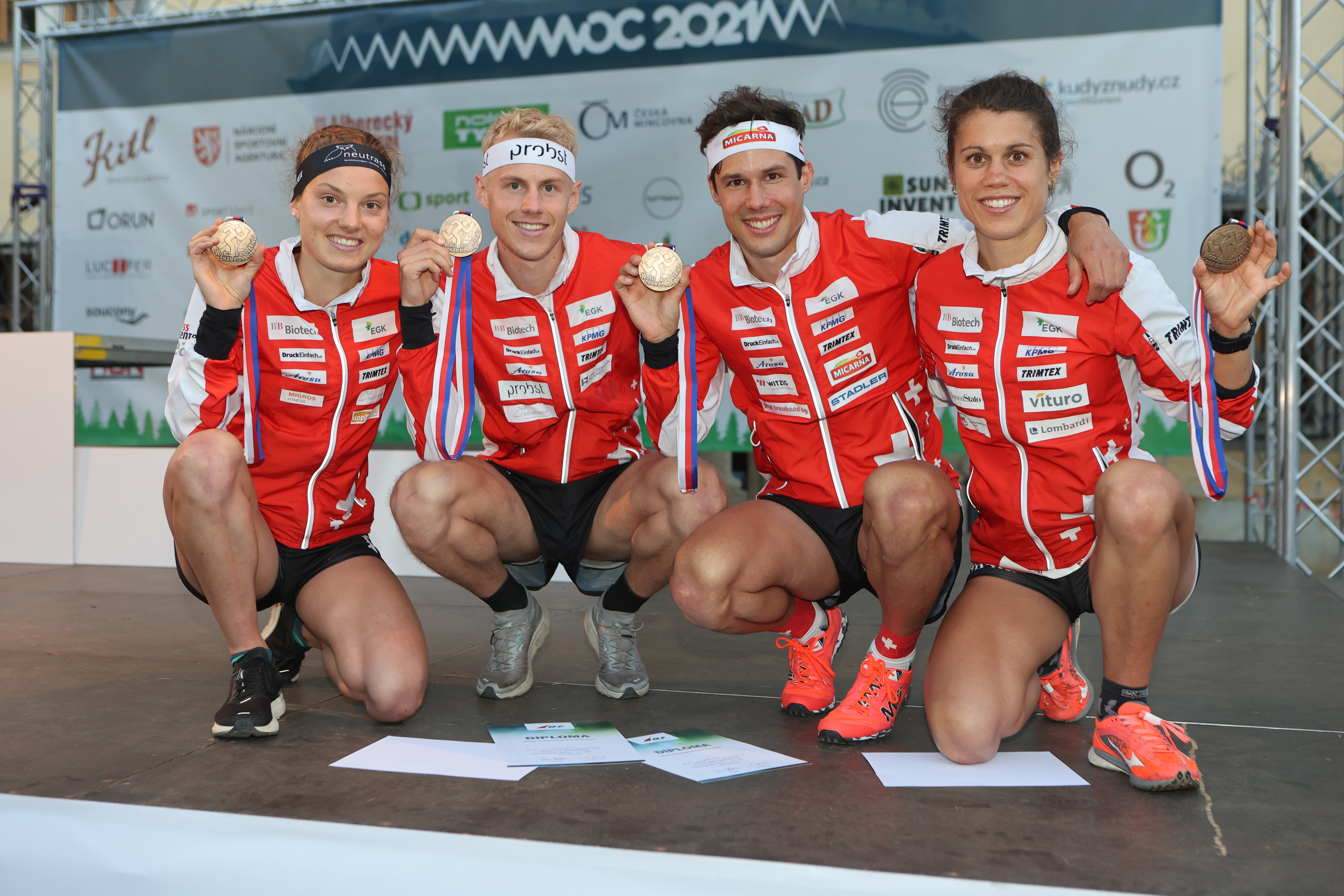
Štafeta Švýcarska

| - Traťové parametry: - Mapa: Doksy 1 : 4 000, E = 2 m - Stavitel tratí: Radek Novotný - 26 štafet |                                                                                         |         |        |
| Umístění                                                                                          | Jména                                                                                   | Čas     | Ztráta |
| Zlatá medaile                                                                                     | Švédsko Tove Alexandersson Emil Svensk Gustav Bergman Sara Hagström                     | 1:02:19 |        |
| Stříbrná medaile                                                                                  | Norsko Victoria Hæstad Bjørnstad Audun Heimdal Kasper Harlem Fosser Andrine Benjaminsen | 1:02:45 | +0:26  |
| Bronzová medaile                                                                                  | Švýcarsko Simona Aebersold Joey Hadorn Martin Hubmann Elena Roos                        | 1:02:48 | +0:29  |
| 4                                                                                                 | Dánsko Cecilie Friberg Klysner Soren Thrane Odum Jakob Edsen Maja Alm                   | 1:03:34 | +1:15  |
| 5                                                                                                 | Česko Jana Knapová Miloš Nykodým Vojtěch Král Tereza Janošíková                         | 1:03:50 | +1:31  |
| 6                                                                                                 | Spojené království Alice Leake Ralph Street Peter Hodkinson Megan Carter Davies         | 1:03:52 | +1:33  |
| Kompletní výsledky na IOF Eventor                                                                 |                                                                                         |         |        |

## Závod na krátké trati (Middle)
Před odpoledním finále krátké trati proběhla dopoledne kvalifikace. Z českých zástupců se do finále probojovali všichni závodníci.

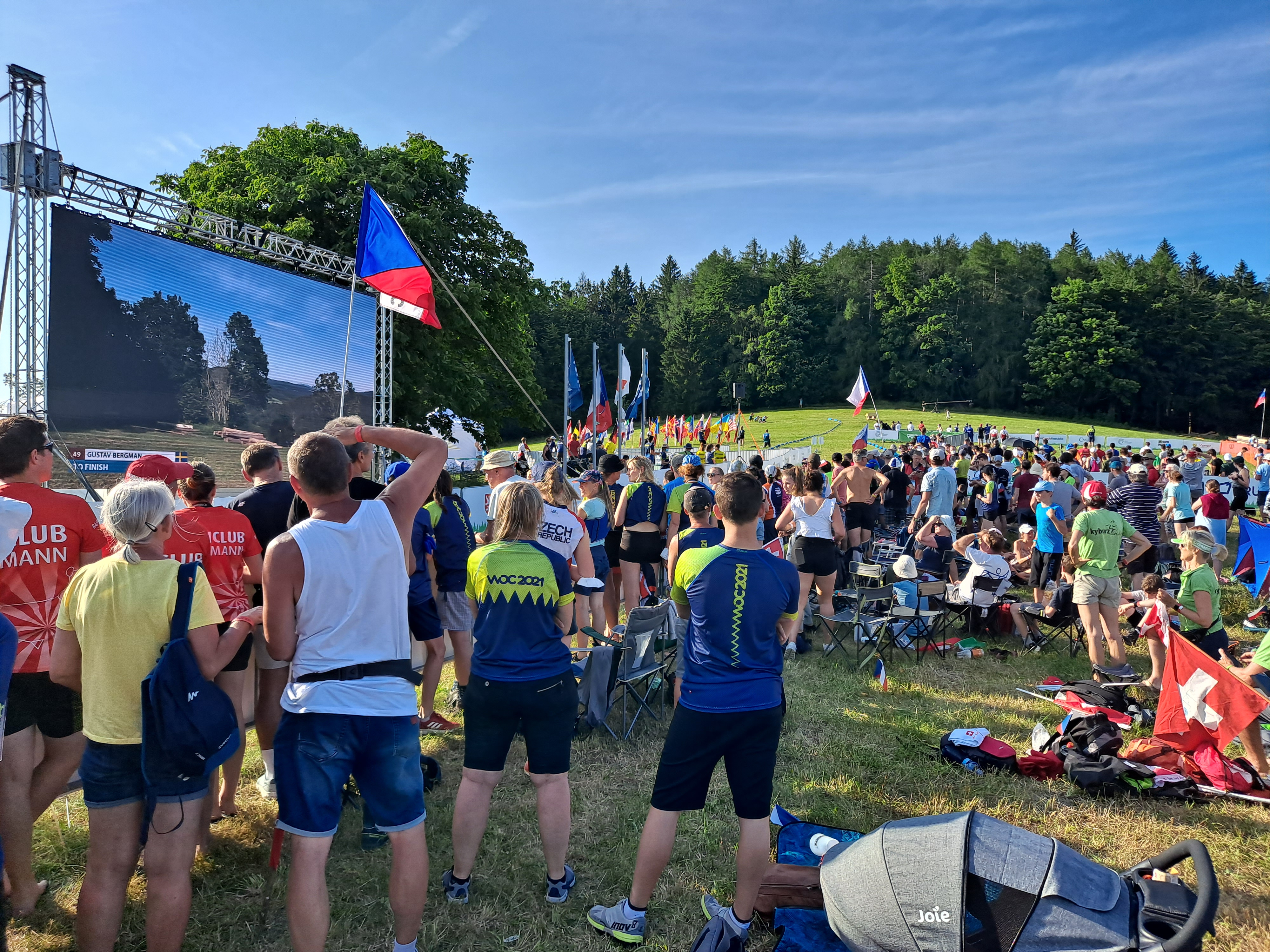
Aréna závodu na krátké trati
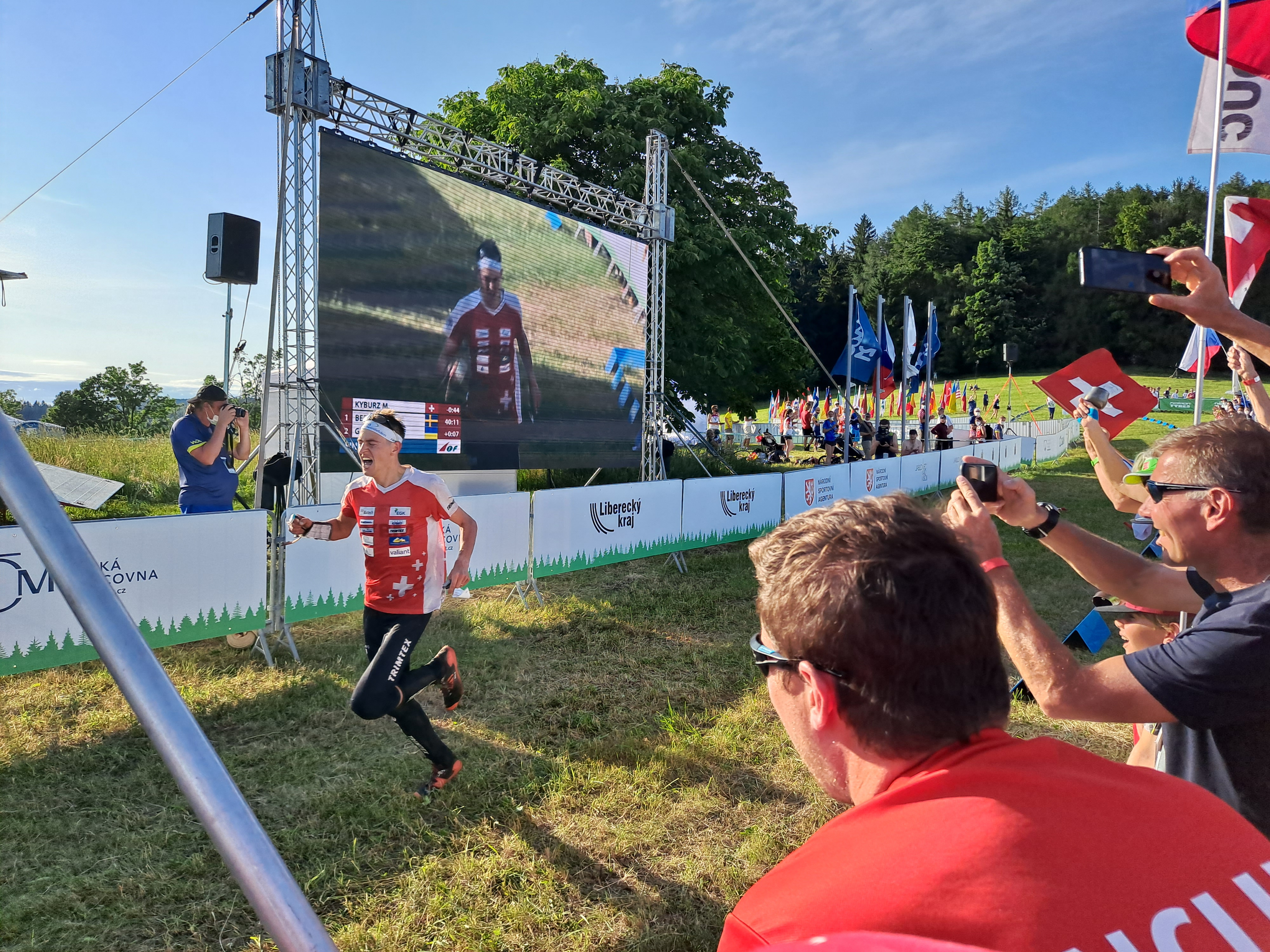
Matthias Kyburz
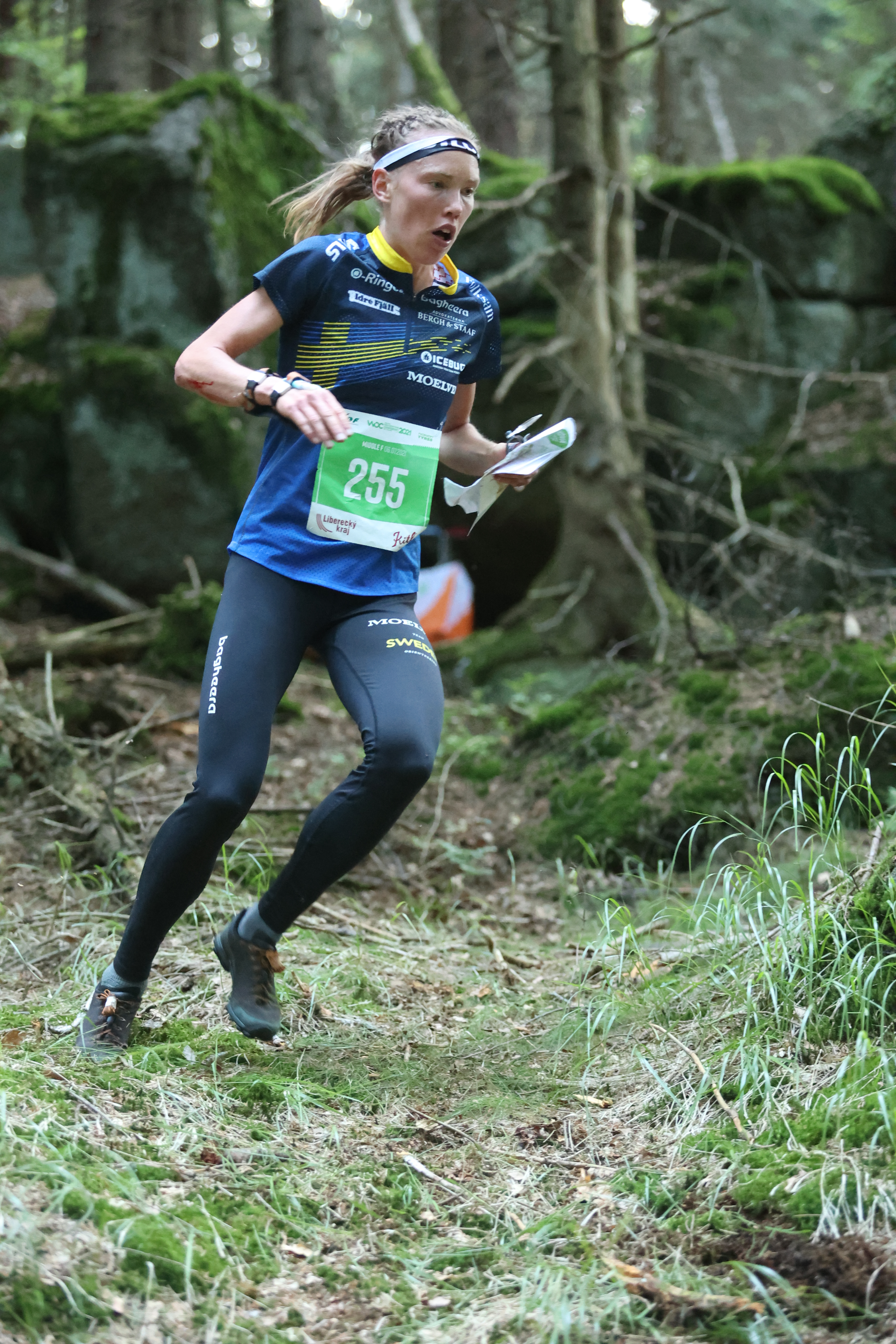
Tove Alexandersson
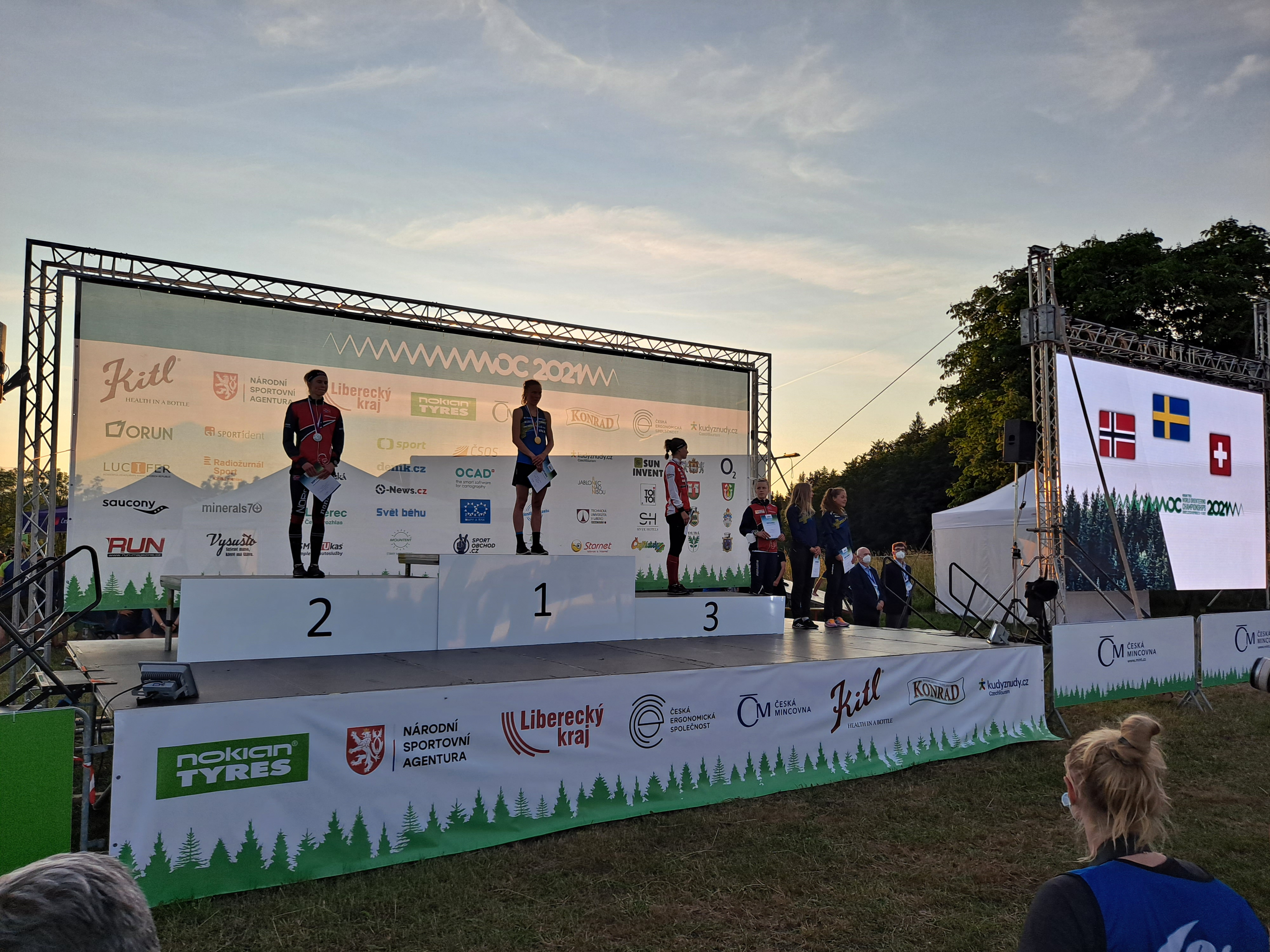
Stupně vítězů ženy
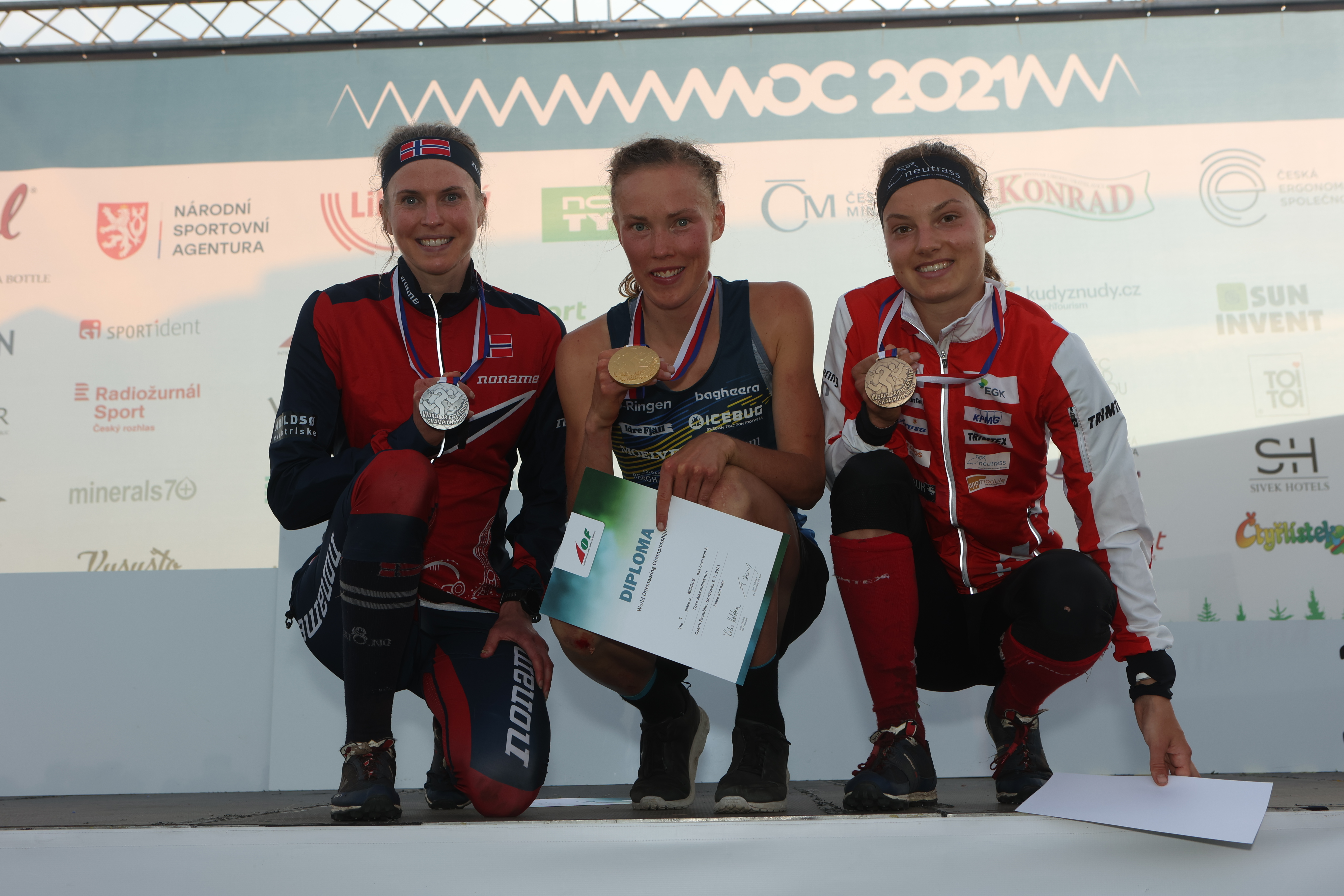
Medailistky
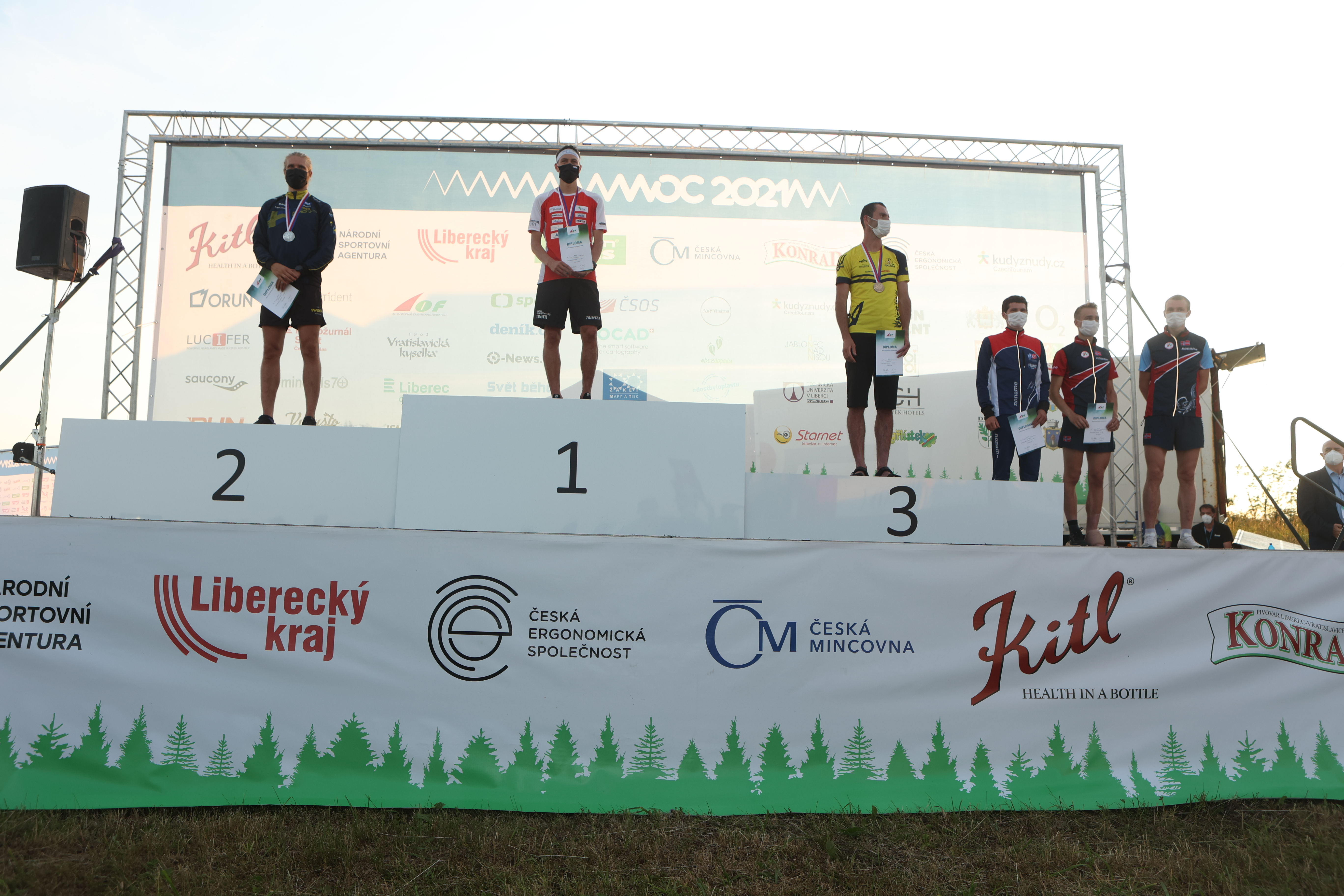
Stupně vítězů muži
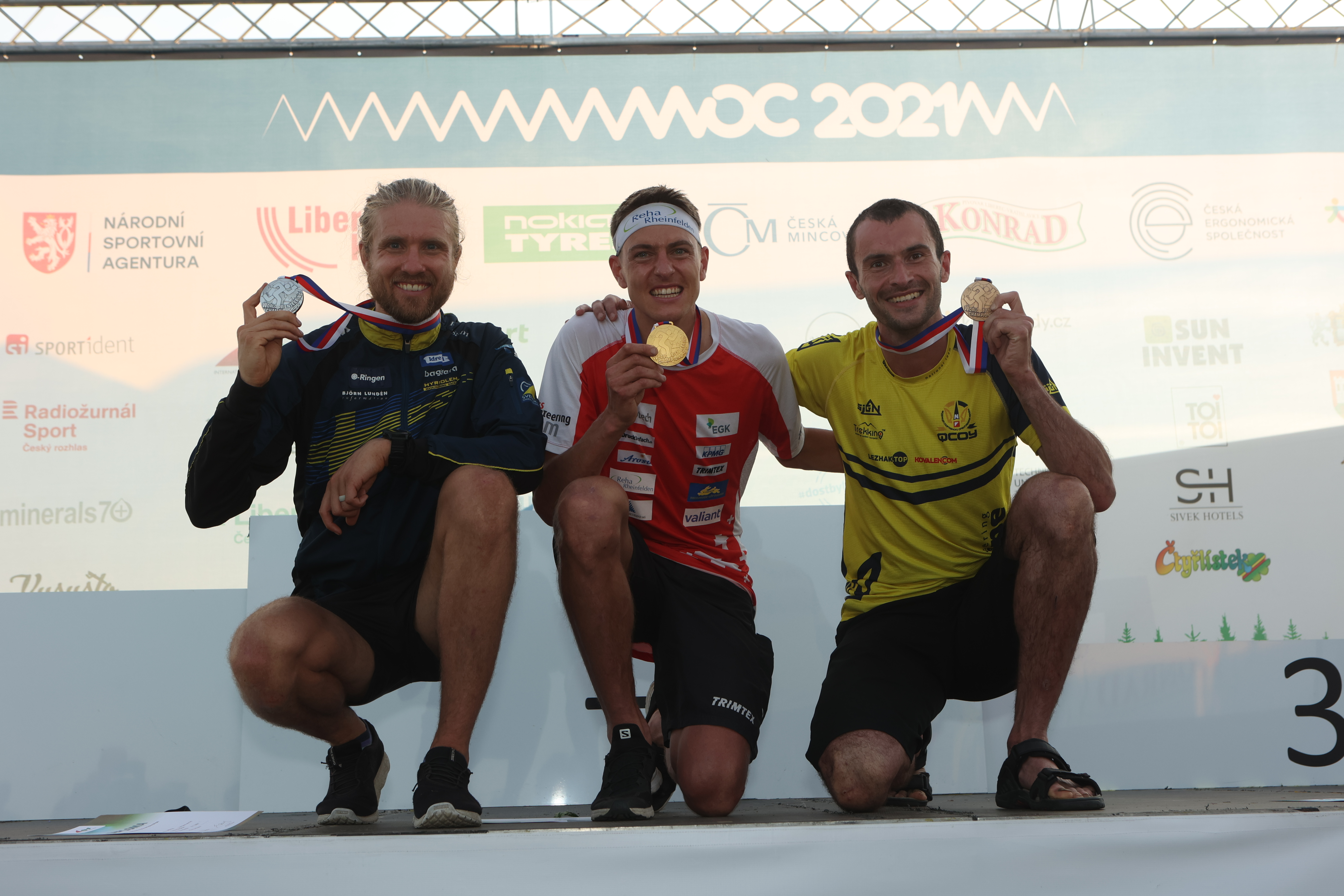
Medailisté

| Zkrácené výsledky | Zkrácené výsledky | Zkrácené výsledky | Zkrácené výsledky | Zkrácené výsledky | Zkrácené výsledky | Zkrácené výsledky | Zkrácené výsledky |
| Muži | Muži | Muži | Muži | Ženy | Ženy | Ženy | Ženy |
| --- | --- | --- | --- | --- | --- | --- | --- |
| - Traťové parametry: 5,4 km, 320 m převýšení, 24 kontrol. - Mapa: Buková 1 : 10 000, E = 5 m - Stavitel tratí: Michal Horáček (finále), Martin Janata (kvalifikace) - 58 závodníků | - Traťové parametry: 5,4 km, 320 m převýšení, 24 kontrol. - Mapa: Buková 1 : 10 000, E = 5 m - Stavitel tratí: Michal Horáček (finále), Martin Janata (kvalifikace) - 58 závodníků | - Traťové parametry: 5,4 km, 320 m převýšení, 24 kontrol. - Mapa: Buková 1 : 10 000, E = 5 m - Stavitel tratí: Michal Horáček (finále), Martin Janata (kvalifikace) - 58 závodníků | - Traťové parametry: 5,4 km, 320 m převýšení, 24 kontrol. - Mapa: Buková 1 : 10 000, E = 5 m - Stavitel tratí: Michal Horáček (finále), Martin Janata (kvalifikace) - 58 závodníků | - Traťové parametry: 4,5 km, 260 m převýšení, 20 kontrol. - Mapa: Buková 1 : 10 000, E = 5 m - Stavitel tratí: Michal Horáček (finále), Martin Janata (kvalifikace) - 56 závodnic | - Traťové parametry: 4,5 km, 260 m převýšení, 20 kontrol. - Mapa: Buková 1 : 10 000, E = 5 m - Stavitel tratí: Michal Horáček (finále), Martin Janata (kvalifikace) - 56 závodnic | - Traťové parametry: 4,5 km, 260 m převýšení, 20 kontrol. - Mapa: Buková 1 : 10 000, E = 5 m - Stavitel tratí: Michal Horáček (finále), Martin Janata (kvalifikace) - 56 závodnic | - Traťové parametry: 4,5 km, 260 m převýšení, 20 kontrol. - Mapa: Buková 1 : 10 000, E = 5 m - Stavitel tratí: Michal Horáček (finále), Martin Janata (kvalifikace) - 56 závodnic |
| Umístění | Jméno | Čas | Ztráta | Umístění | Jméno | Čas | Ztráta |
| Zlatá medaile | Matthias Kyburz | 39:31 | | Zlatá medaile | Tove Alexandersson | 38:12 | |
| Stříbrná medaile | Gustav Bergman | 40:11 | +0:40 | Stříbrná medaile | Andrine Benjaminsen | 40:33 | +2:21 |
| Bronzová medaile | Ruslan Glibov | 40:18 | +0:47 | Bronzová medaile | Simona Aebersold | 41:33 | +3:21 |
| 4 | Lucas Basset | 41:36 | +2:05 | 4 | Kamilla Steiwer | 41:35 | +3:23 |
| 5 | Kasper Harlem Fosser | 41:38 | +2:07 | 5 | Sara Hagstrom | 41:46 | +3:34 |
| 6 | Eskil Kinneberg | 41:40 | +2:09 | 6 | Lisa Risby | 42:10 | +3:58 |
| Kompletní výsledky na IOF Eventor | | | | | | | |

## Závod štafet (Relay)

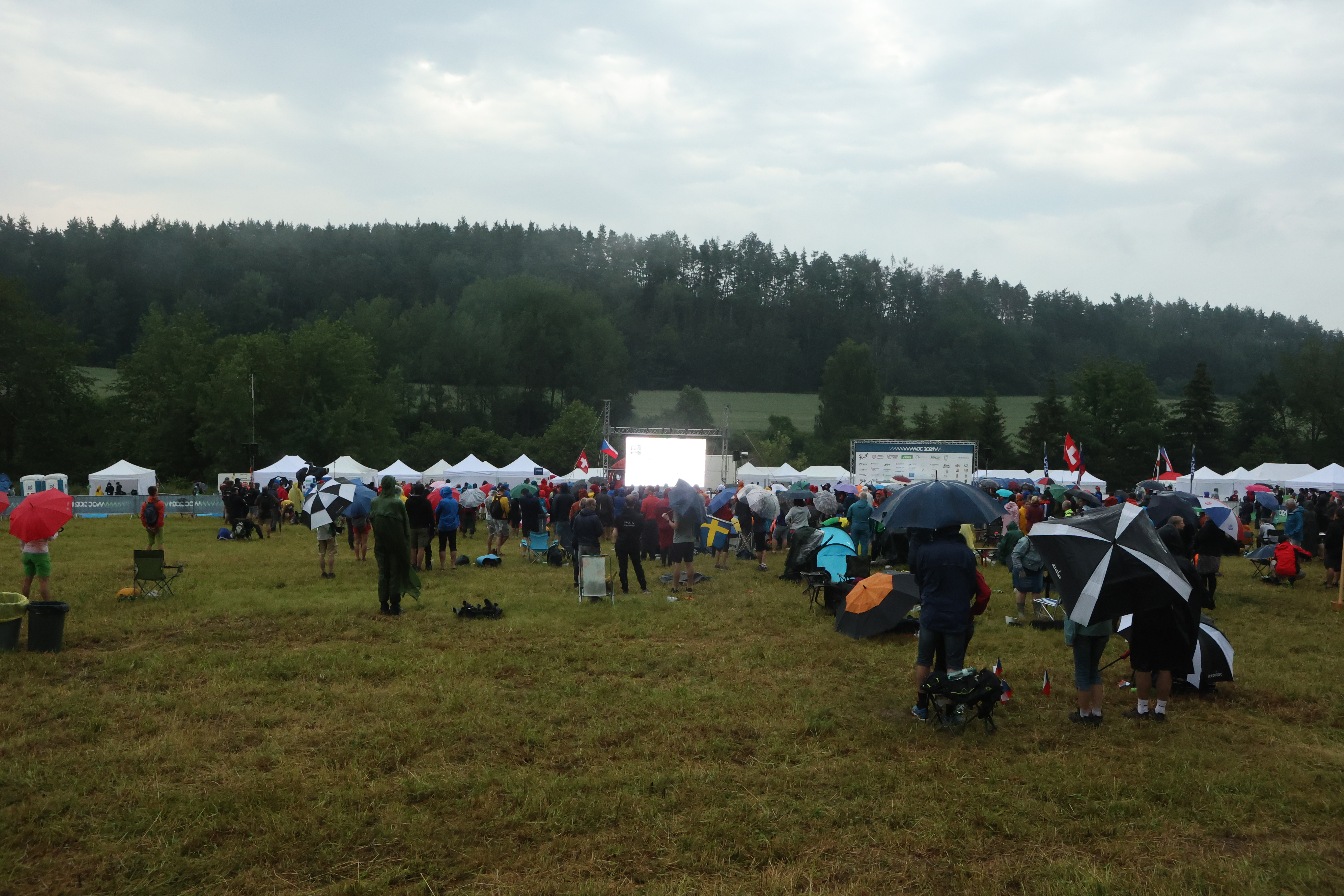
Aréna závodu
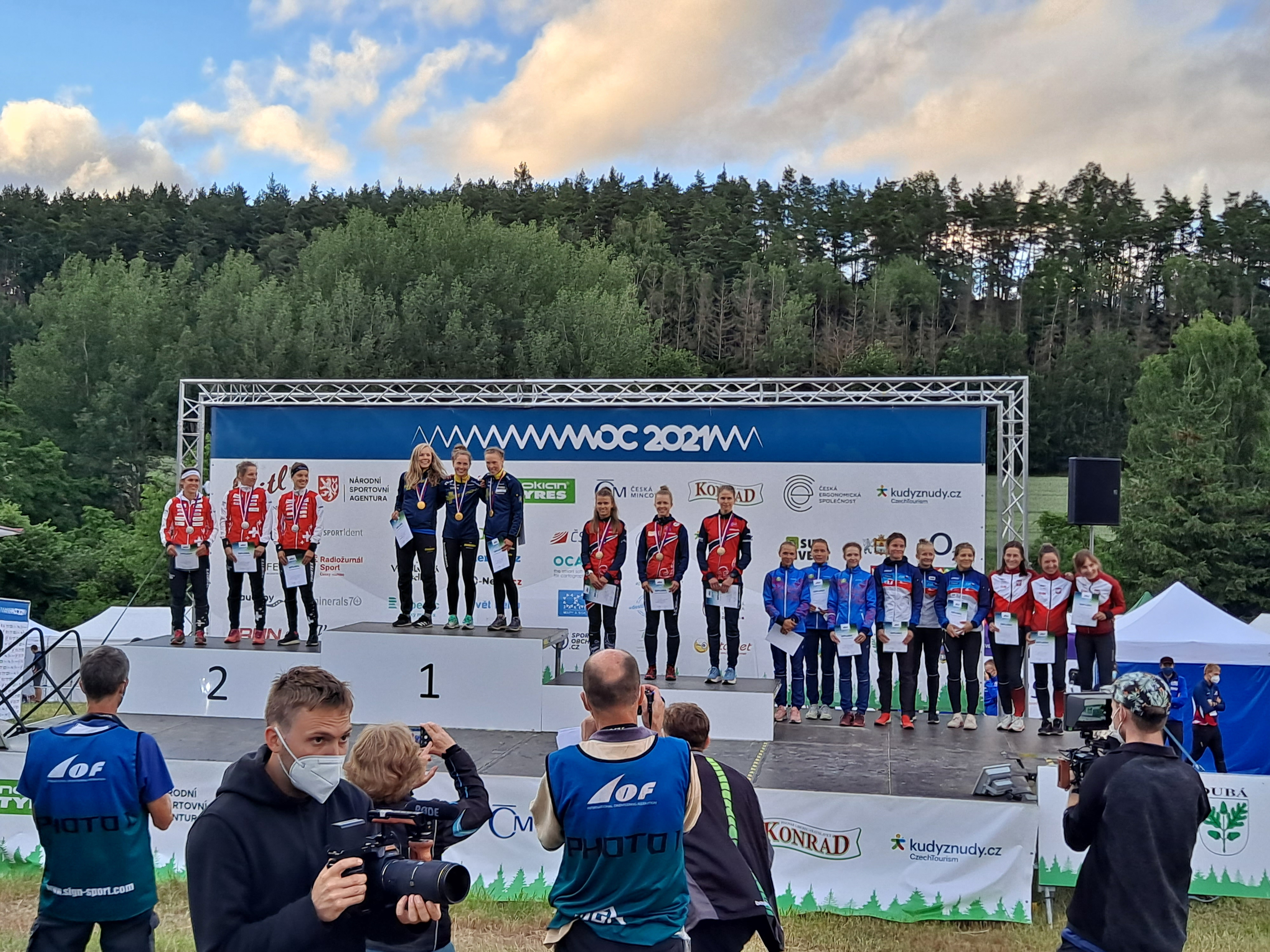
Stupně vítězů ženy
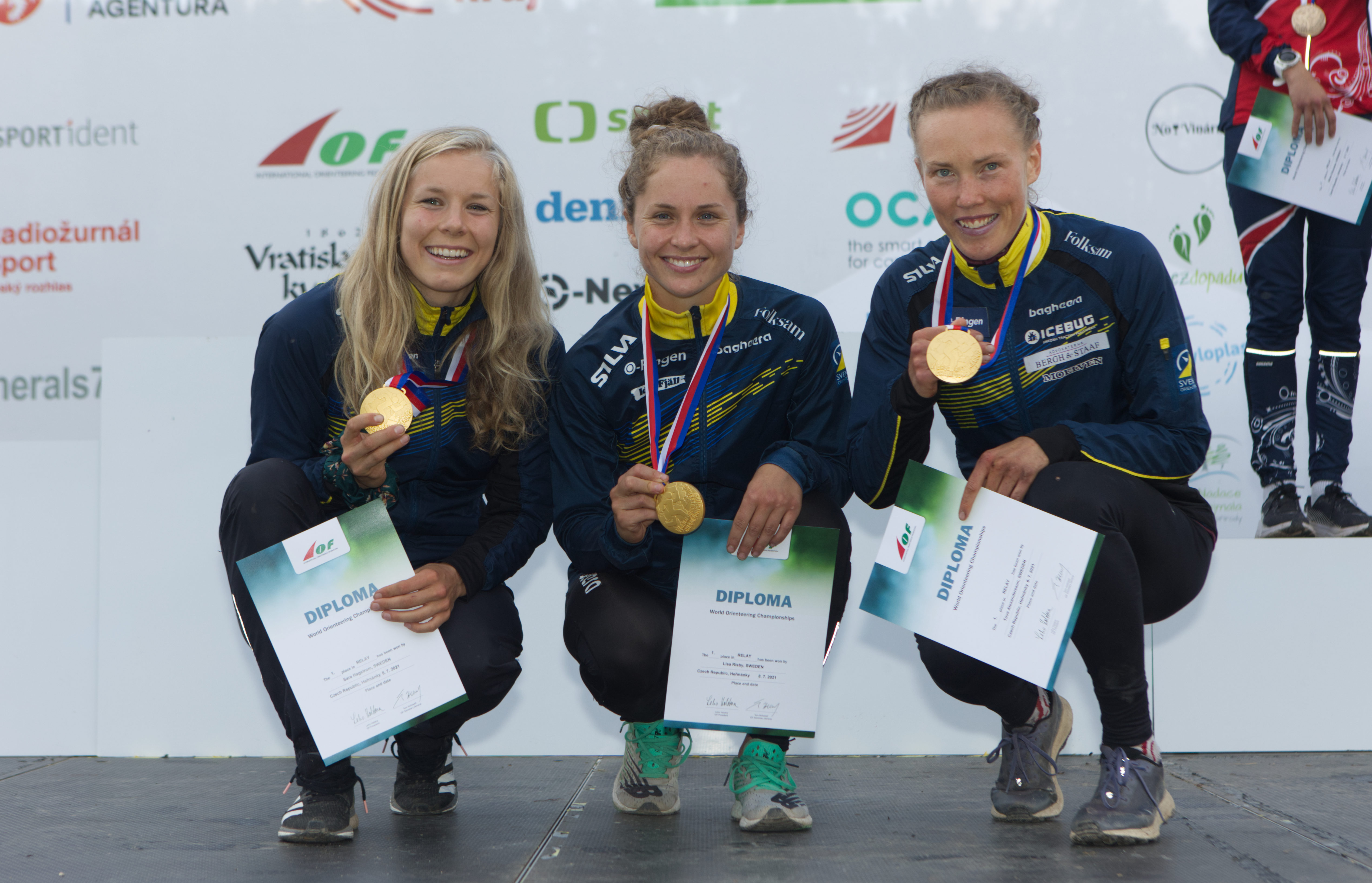
Vítězná štafeta žen
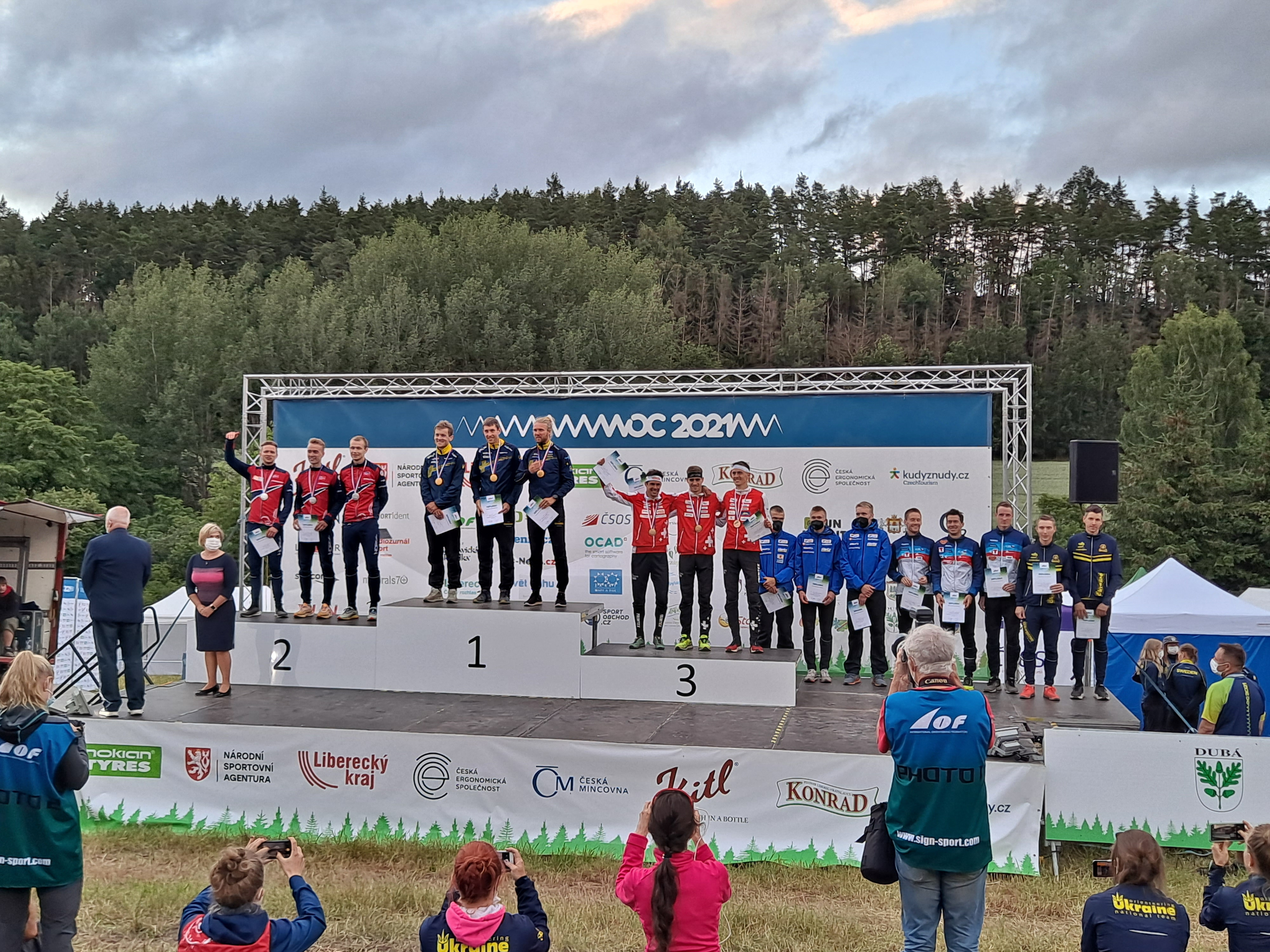
Stupně vítězů muži
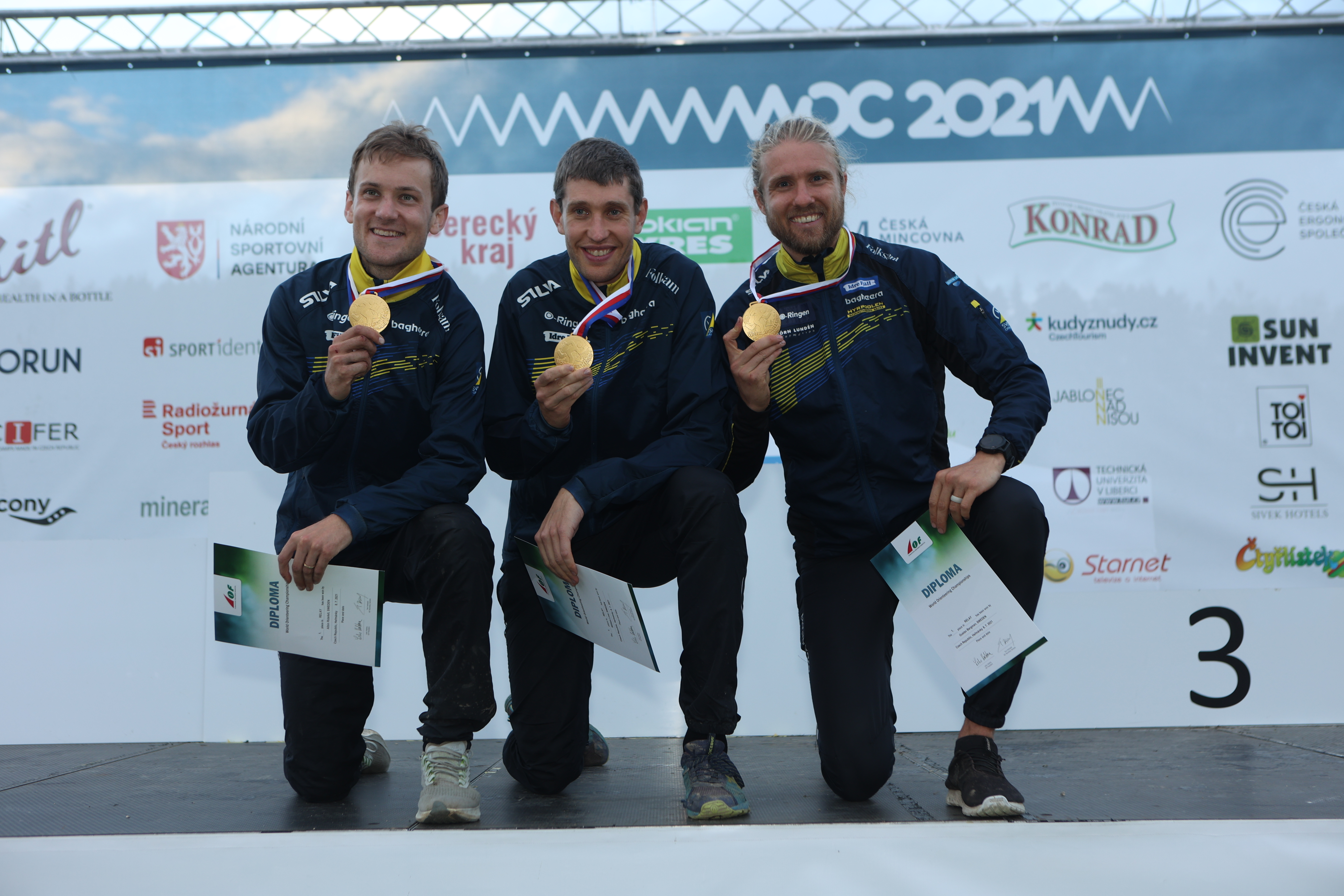
Vítězná štafeta mužů

| Zkrácené výsledky | Zkrácené výsledky | Zkrácené výsledky | Zkrácené výsledky | Zkrácené výsledky | Zkrácené výsledky | Zkrácené výsledky | Zkrácené výsledky |
| Muži | Muži | Muži | Muži | Ženy | Ženy | Ženy | Ženy |
| --- | --- | --- | --- | --- | --- | --- | --- |
| - Traťové parametry: 19 kontrol. - Mapa: Martinská stěna 1 : 10 000, E = 5 m - Stavitel tratí: Radek Novotný - 30 štafet | - Traťové parametry: 19 kontrol. - Mapa: Martinská stěna 1 : 10 000, E = 5 m - Stavitel tratí: Radek Novotný - 30 štafet | - Traťové parametry: 19 kontrol. - Mapa: Martinská stěna 1 : 10 000, E = 5 m - Stavitel tratí: Radek Novotný - 30 štafet | - Traťové parametry: 19 kontrol. - Mapa: Martinská stěna 1 : 10 000, E = 5 m - Stavitel tratí: Radek Novotný - 30 štafet | - Traťové parametry: 15 kontrol. - Mapa: Martinská stěna 1 : 10 000, E = 5 m - Stavitel tratí: Radek Novotný - 24 štafet | - Traťové parametry: 15 kontrol. - Mapa: Martinská stěna 1 : 10 000, E = 5 m - Stavitel tratí: Radek Novotný - 24 štafet | - Traťové parametry: 15 kontrol. - Mapa: Martinská stěna 1 : 10 000, E = 5 m - Stavitel tratí: Radek Novotný - 24 štafet | - Traťové parametry: 15 kontrol. - Mapa: Martinská stěna 1 : 10 000, E = 5 m - Stavitel tratí: Radek Novotný - 24 štafet |
| Umístění | Jméno | Čas | Ztráta | Umístění | Jméno | Čas | Ztráta |
| Zlatá medaile | Švédsko Albin Ridefelt William Lind Gustav Bergman                                                                       | 1:53:06 | | Zlatá medaile | Švédsko Lisa Risby Sara Hagstrom Tove Alexandersson                                                                      | 1:45:45 | |
| Stříbrná medaile | Norsko Gaute Steiwer Kasper Harlem Fosser Eskil Kinneberg                                                                | 1:53:57 | +0:51 | Stříbrná medaile | Švýcarsko Elena Roos Sabine Hauswirth Simona Aebersold                                                                   | 1:48:18 | +2:33 |
| Bronzová medaile | Švýcarsko Martin Hubmann Florian Howald Matthias Kyburz                                                                  | 1:55:06 | +2:00 | Bronzová medaile | Norsko Marie Olaussen Kamilla Steiwer Andrine Benjaminsen                                                                | 1:52:46 | +7:01 |
| 4 | Finsko Miika Kirmula Elias Kuukka Olli Ojanaho                                                                           | 1:55:28 | +2:22 | 4 | IOF Anastasia Rudnaya Tatiana Ryabkina Svetlana Mironova                                                                 | 1:52:58 | +7:13 |
| 5 | Česko Pavel Kubát Miloš Nykodým Vojtěch Král                                                                             | 1:57:25 | +4:19 | 5 | Česko Adéla Indráková Denisa Kosová Jana Knapová                                                                         | 1:53:14 | +7:29 |
| 6 | Ukrajina Ruslan Glibov Oleksandr Kratov Artem Panchenko                                                                  | 2:01:56 | +8:50 | 6 | Polsko Ewa Gwozdz Hanna Wisniewska Aleksandra Hornik                                                                     | 1:55:40 | +9:55 |
| Kompletní výsledky na IOF Eventor                                                                                        | | | | | | | |

## Závod na klasické trati (Long)
Poslední závod mistrovství byla klasická trať s cílovou arénou shodnou se závodem štafet v Heřmánkách.

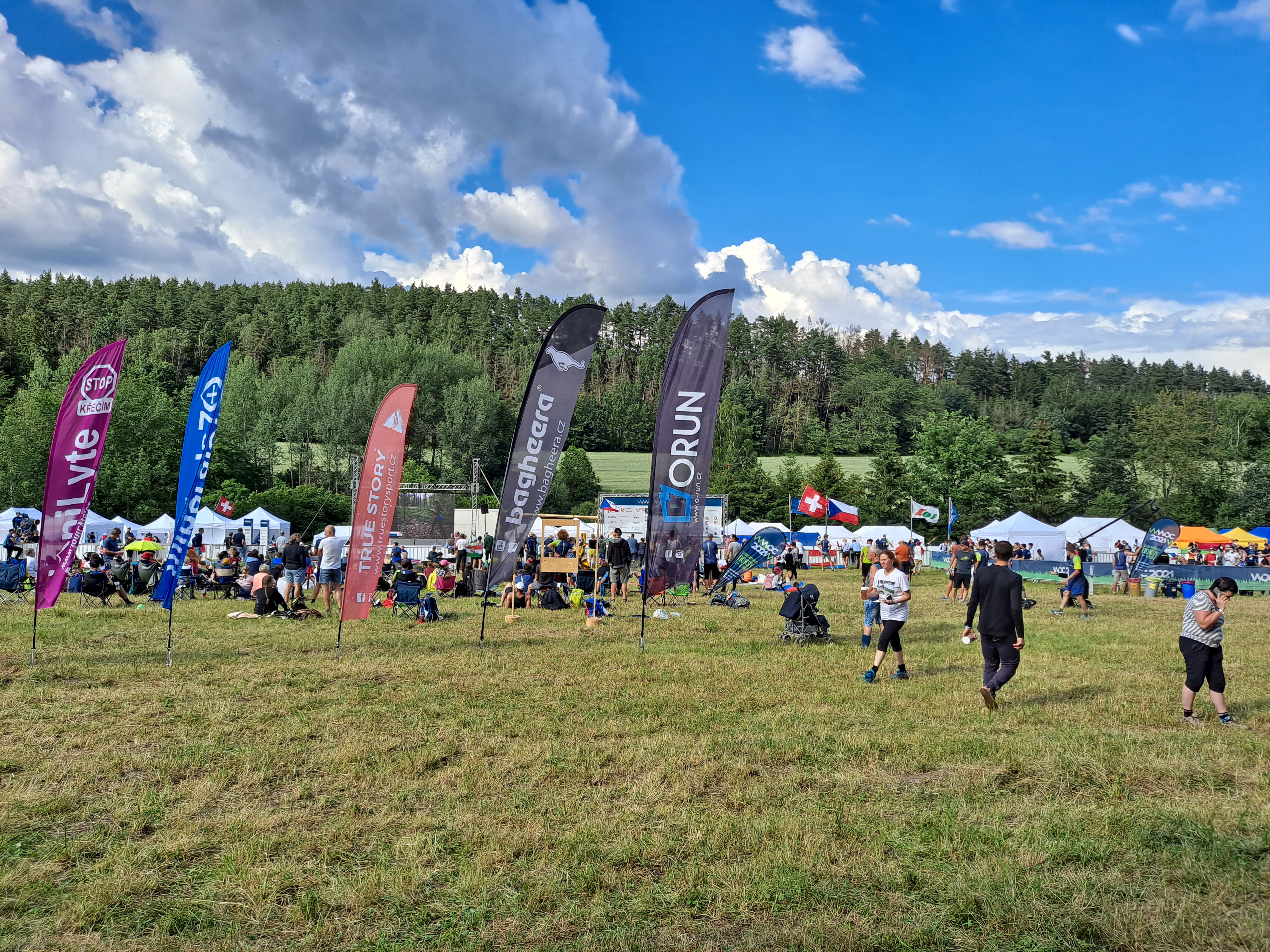
Aréna závodu
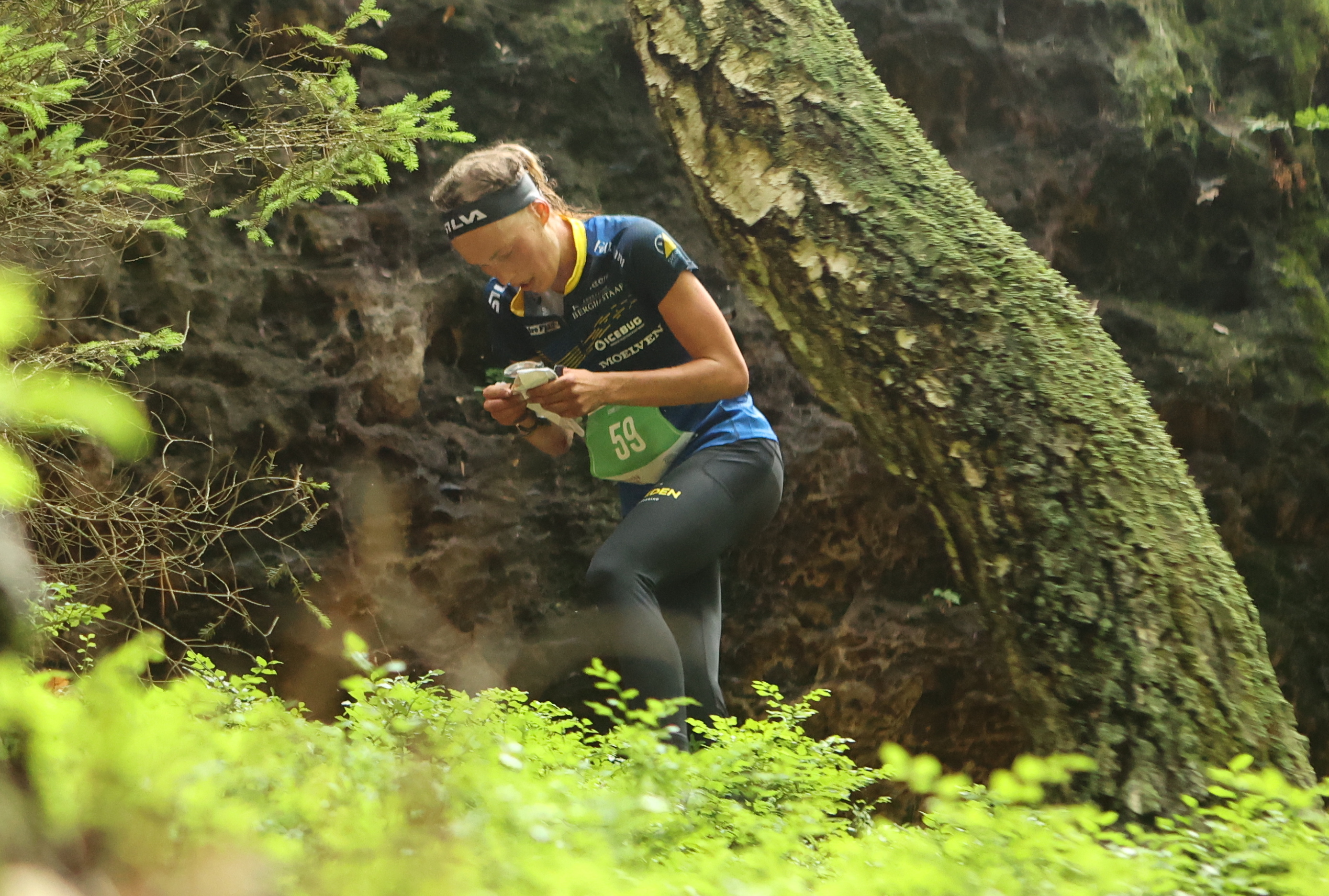
Tove Alexandersson
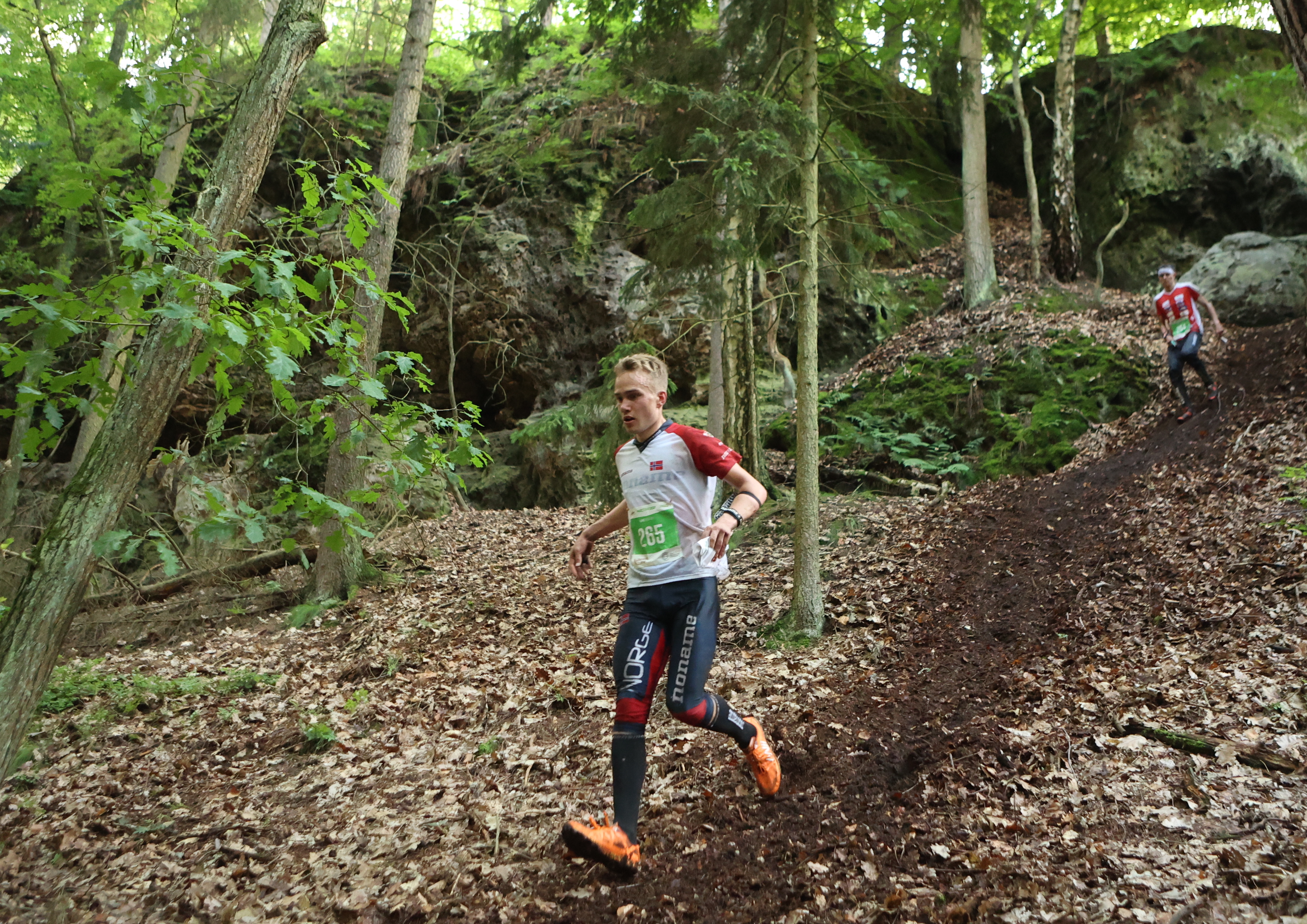
Kasper Harlem Fosser
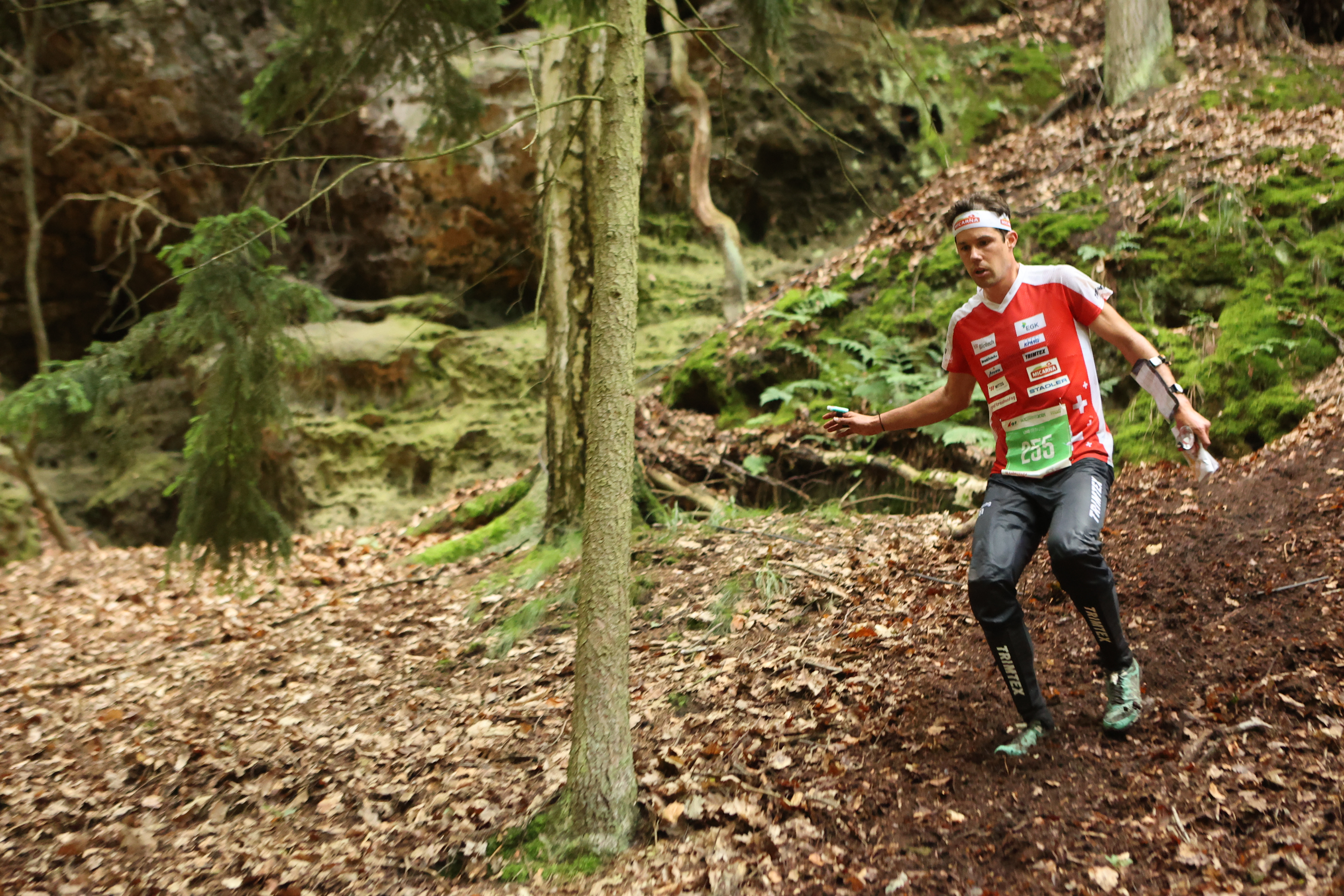
Matthias Kyburz
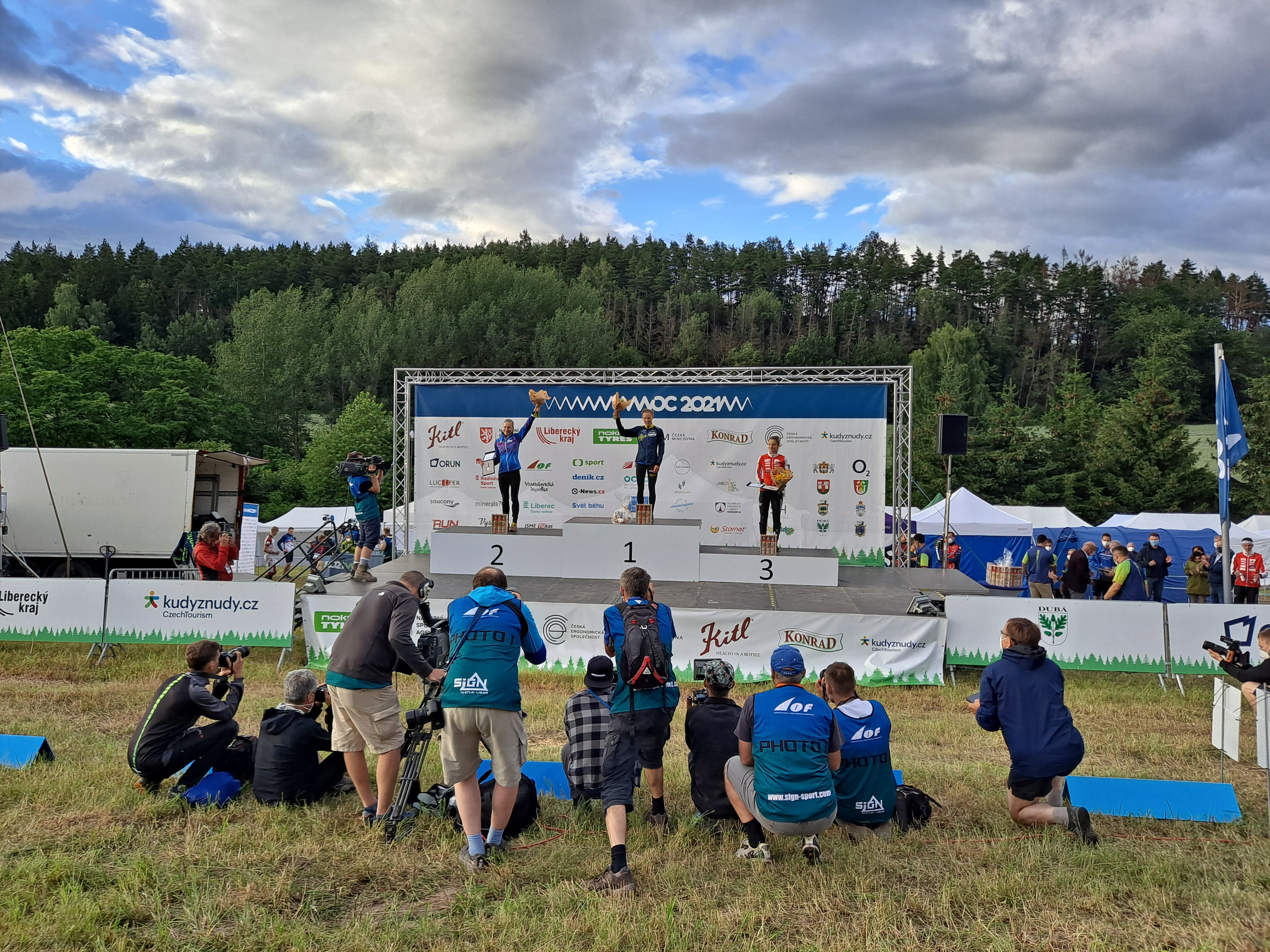
Květinové vyhlášení závodu žen
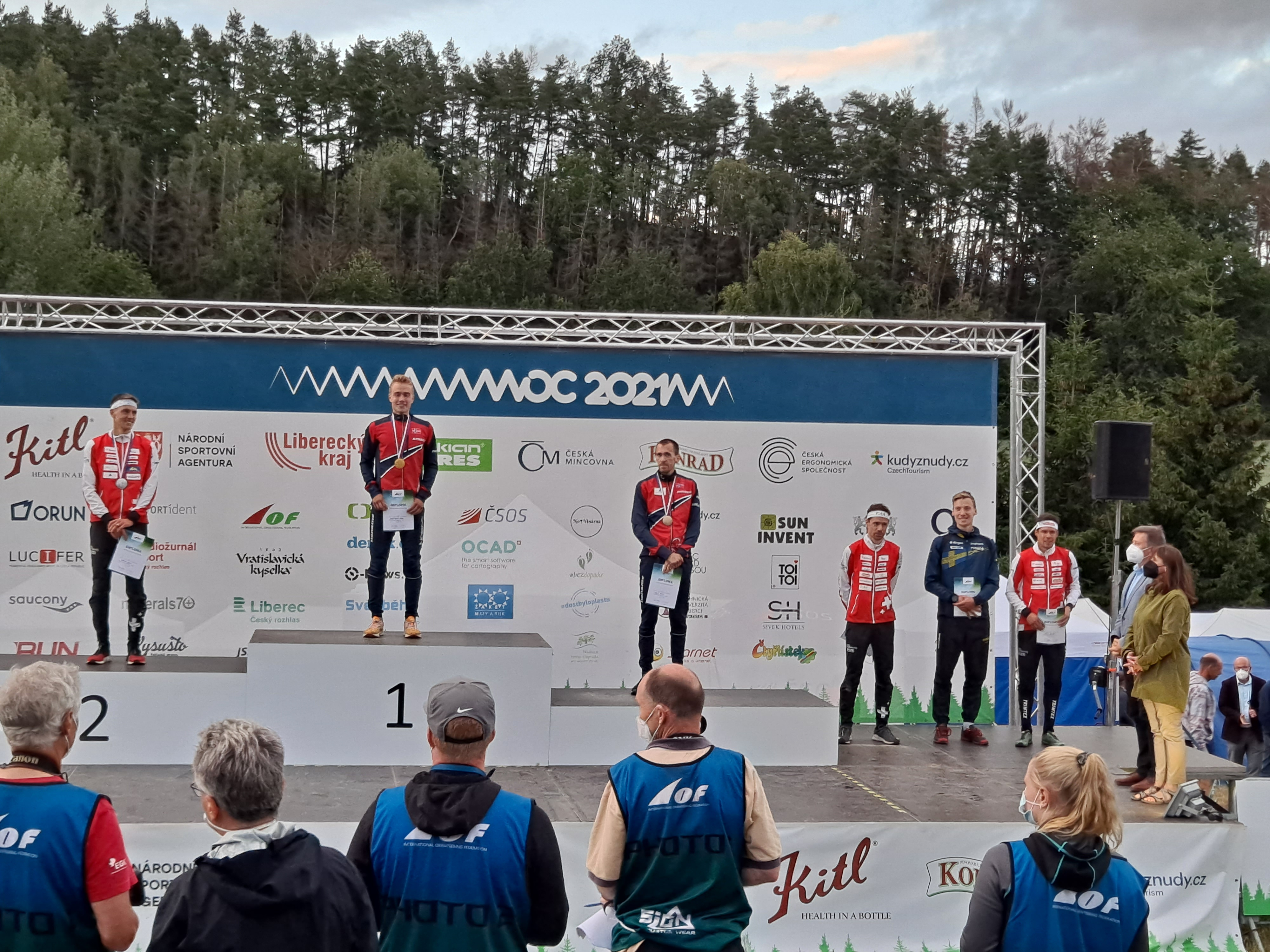
Stupně vítězů závodu mužů
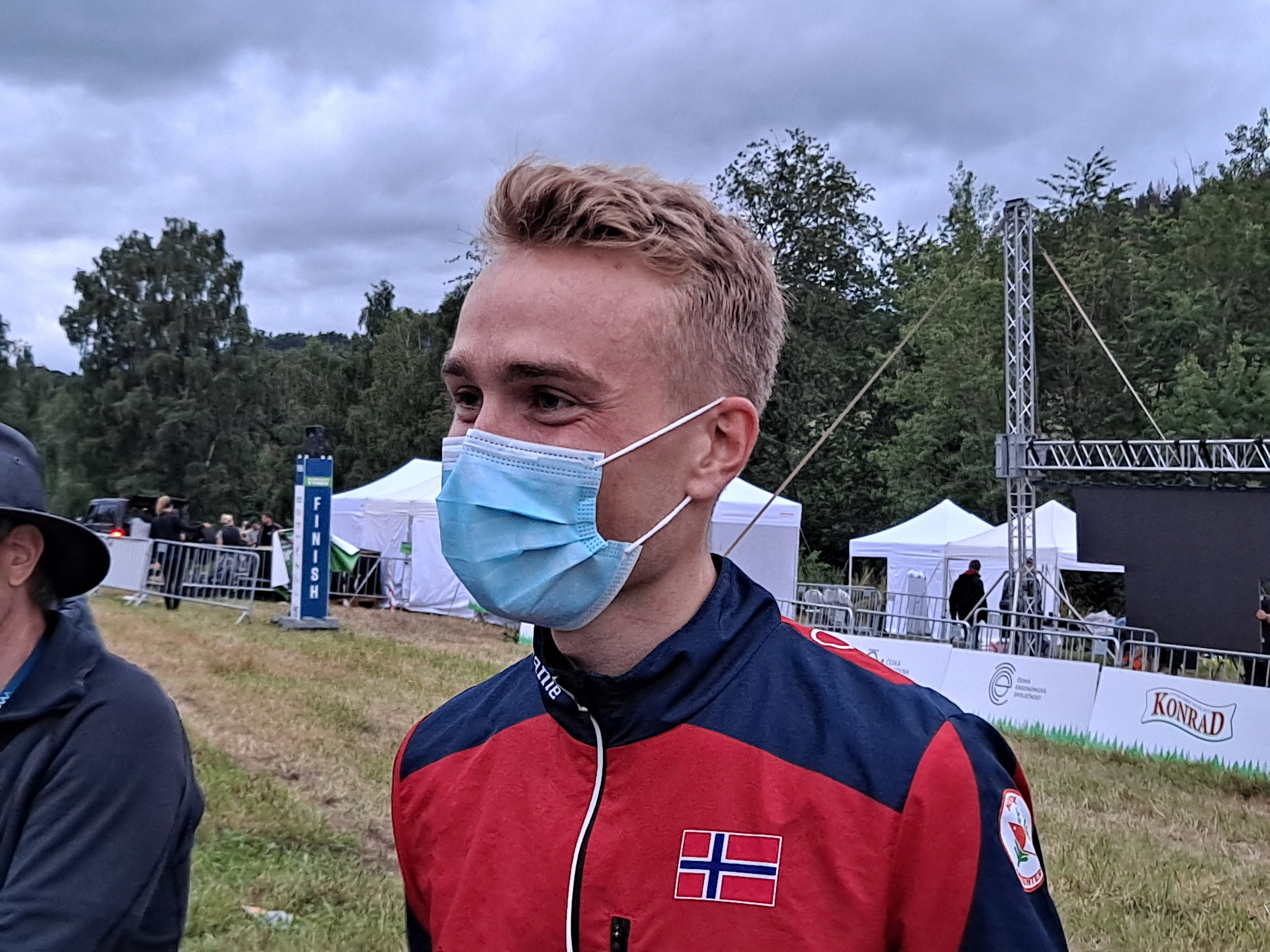
Kasper Harlem Fosser

| Zkrácené výsledky | Zkrácené výsledky | Zkrácené výsledky | Zkrácené výsledky | Zkrácené výsledky | Zkrácené výsledky | Zkrácené výsledky | Zkrácené výsledky |
| Muži | Muži | Muži | Muži | Ženy | Ženy | Ženy | Ženy |
| --- | --- | --- | --- | --- | --- | --- | --- |
| - Traťové parametry: 13,6 km, 1050 m převýšení, 29 kontrol. - Mapa: Husa 1 : 15 000, E = 5 m - Stavitel tratí: Petr Karvánek - 67 závodníků | - Traťové parametry: 13,6 km, 1050 m převýšení, 29 kontrol. - Mapa: Husa 1 : 15 000, E = 5 m - Stavitel tratí: Petr Karvánek - 67 závodníků | - Traťové parametry: 13,6 km, 1050 m převýšení, 29 kontrol. - Mapa: Husa 1 : 15 000, E = 5 m - Stavitel tratí: Petr Karvánek - 67 závodníků | - Traťové parametry: 13,6 km, 1050 m převýšení, 29 kontrol. - Mapa: Husa 1 : 15 000, E = 5 m - Stavitel tratí: Petr Karvánek - 67 závodníků | - Traťové parametry: 9,5 km, 690 m převýšení, 21 kontrol. - Mapa: Husa 1 : 15 000, E = 5 m - Stavitel tratí: Petr Karvánek - 59 závodnic | - Traťové parametry: 9,5 km, 690 m převýšení, 21 kontrol. - Mapa: Husa 1 : 15 000, E = 5 m - Stavitel tratí: Petr Karvánek - 59 závodnic | - Traťové parametry: 9,5 km, 690 m převýšení, 21 kontrol. - Mapa: Husa 1 : 15 000, E = 5 m - Stavitel tratí: Petr Karvánek - 59 závodnic | - Traťové parametry: 9,5 km, 690 m převýšení, 21 kontrol. - Mapa: Husa 1 : 15 000, E = 5 m - Stavitel tratí: Petr Karvánek - 59 závodnic |
| Umístění | Jméno | Čas | Ztráta | Umístění | Jméno | Čas | Ztráta |
| Zlatá medaile | Kasper Harlem Fosser | 1:35:55 | | Zlatá medaile | Tove Alexandersson | 1:17:11 | |
| Stříbrná medaile | Matthias Kyburz | 1:39:00 | +3:05 | Stříbrná medaile | IOF Natalia Gemperle | 1:20:09 | +2:58 |
| Bronzová medaile | Magne Daehli | 1:41:53 | +5:58 | Bronzová medaile | Simona Aebersold | 1:20:28 | +3:17 |
| 4 | Daniel Hubmann | 1:42:10 | +6:15 | 4 | Lisa Risby | 1:22:56 | +5:45 |
| 5 | Emil Svensk | 1:43:08 | +7:13 | 4 | Andrine Benjaminsen | 1:22:56 | +5:45 |
| 6 | Martin Hubmann | 1:43:54 | +7:59 | 6 | Megan Carter Davies | 1:24:53 | +7:42 |
| Kompletní výsledky na IOF Eventor | | | | | | | |

## Česká reprezentace na MS
Česko reprezentovalo 6 mužů a 5 žen pod vedením šéftrenéra Jana Šedivého a asistentů Jana Procházky a Jaroslava Kačmarčíka.

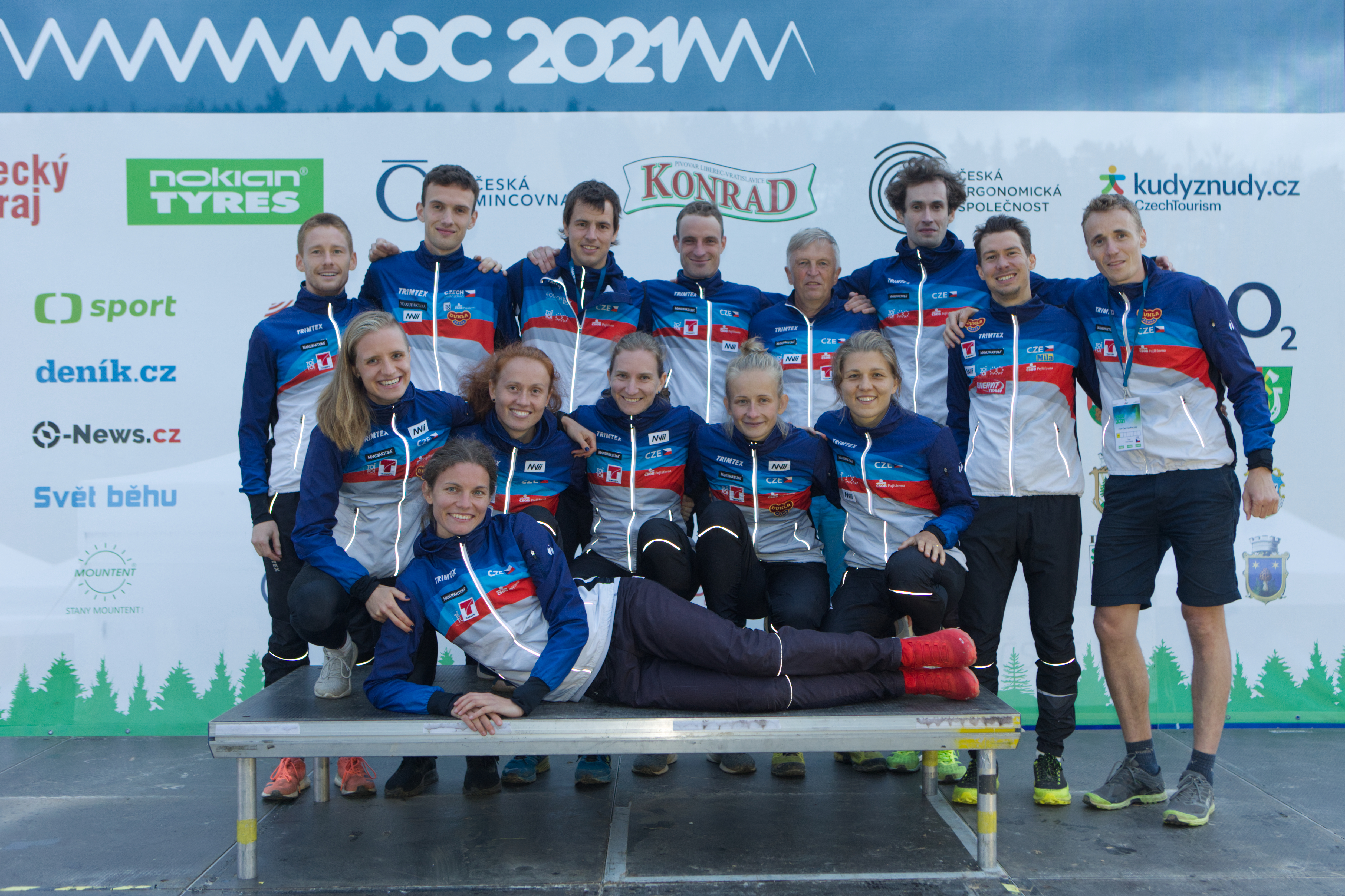
Reprezentační tým MS 2021
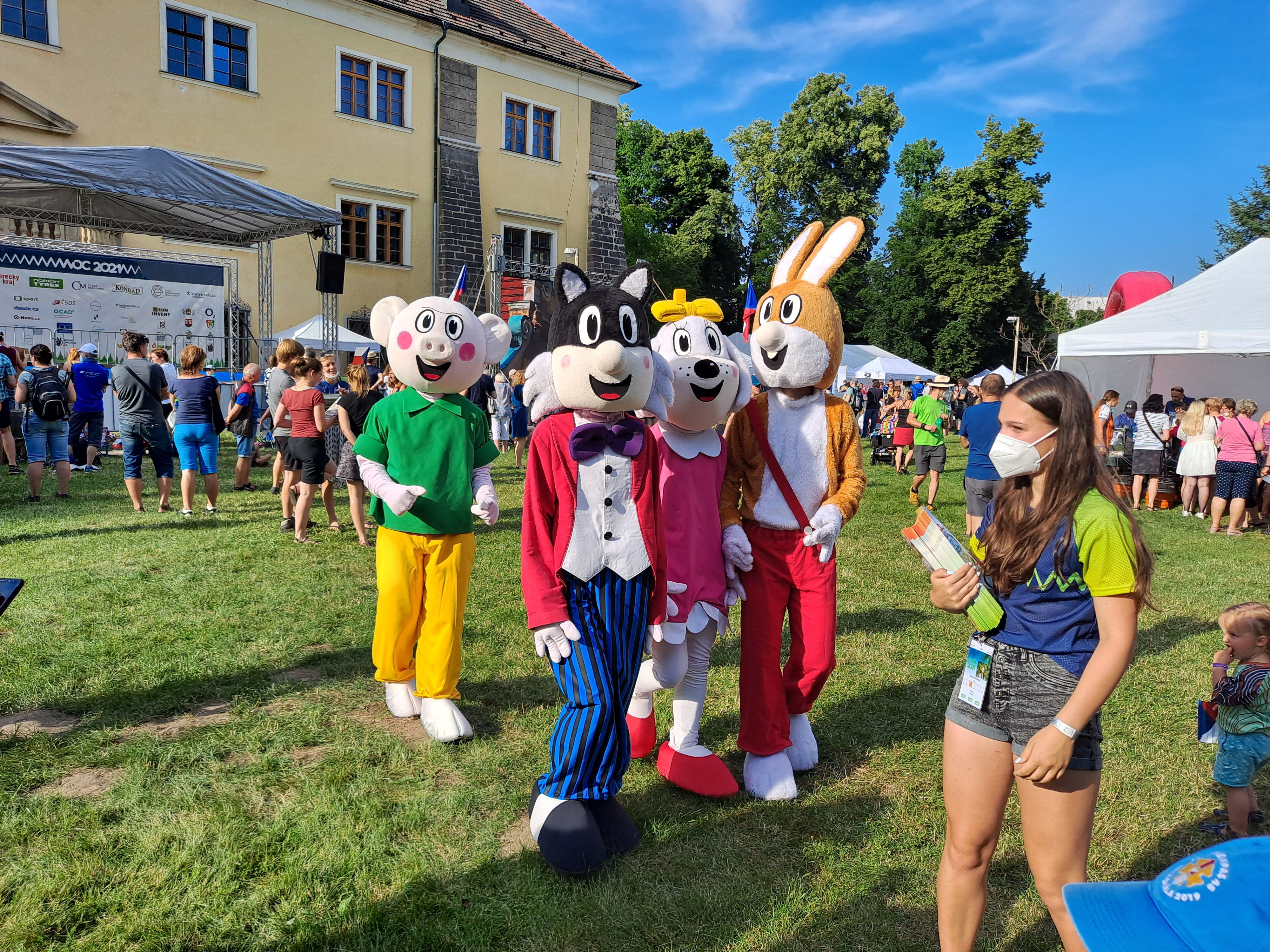
Maskot MS

| Přehled umístění českých reprezentantů | Přehled umístění českých reprezentantů | Přehled umístění českých reprezentantů | Přehled umístění českých reprezentantů | Přehled umístění českých reprezentantů | Přehled umístění českých reprezentantů | Přehled umístění českých reprezentantů |
| Kategorie                              | Jméno                                  | Sprint                                 | Sprintové štafety                      | Klasika                                | Krátká                                 | Štafety                                |
| -------------------------------------- | -------------------------------------- | -------------------------------------- | -------------------------------------- | -------------------------------------- | -------------------------------------- | -------------------------------------- |
| Ženy                                   | Vendula Horčičková                     | 22. místo                              | X                                      | X                                      | X                                      | X                                      |
| Ženy                                   | Adéla Indráková                        | 16. místo                              | X                                      | X                                      | 9. místo                               | 5. místo                               |
| Ženy                                   | Tereza Janošíková                      | 14. místo                              | 5. místo                               | 13. místo                              | X                                      | X                                      |
| Ženy                                   | Jana Knapová                           | X                                      | 5. místo                               | 8. místo                               | disk                                   | 5. místo                               |
| Ženy                                   | Denisa Kosová                          | X                                      | X                                      | 15. místo                              | 8. místo                               | 5. místo                               |
| Muži                                   | Jakub Glonek                           | 9. místo                               | X                                      | X                                      | X                                      | X                                      |
| Muži                                   | Vojtěch Král                           | 11. místo                              | 5. místo                               | 16. místo                              | X                                      | 5. místo                               |
| Muži                                   | Tomáš Křivda                           | 31. místo                              | X                                      | X                                      | 36. místo                              | X                                      |
| Muži                                   | Pavel Kubát                            | X                                      | X                                      | X                                      | 14. místo                              | 5. místo                               |
| Muži                                   | Tomáš Kubelka                          | X                                      | X                                      | 42. místo                              | X                                      | X                                      |
| Muži                                   | Miloš Nykodým                          | X                                      | 5. místo                               | 8. místo                               | 21. místo                              | 5. místo                               |

### Fotogalerie českých závodníků

#### Sprint

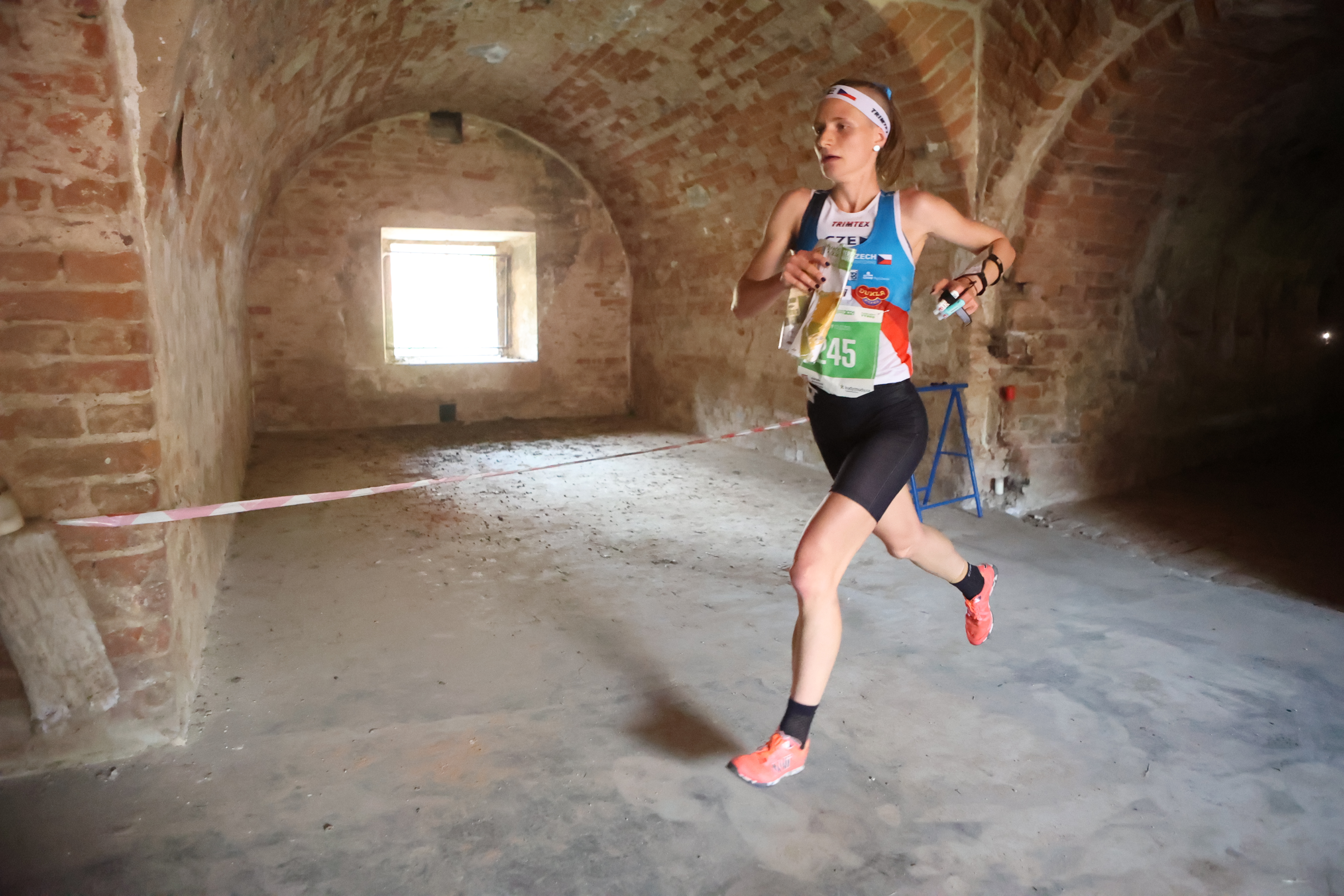
Tereza Janošíková
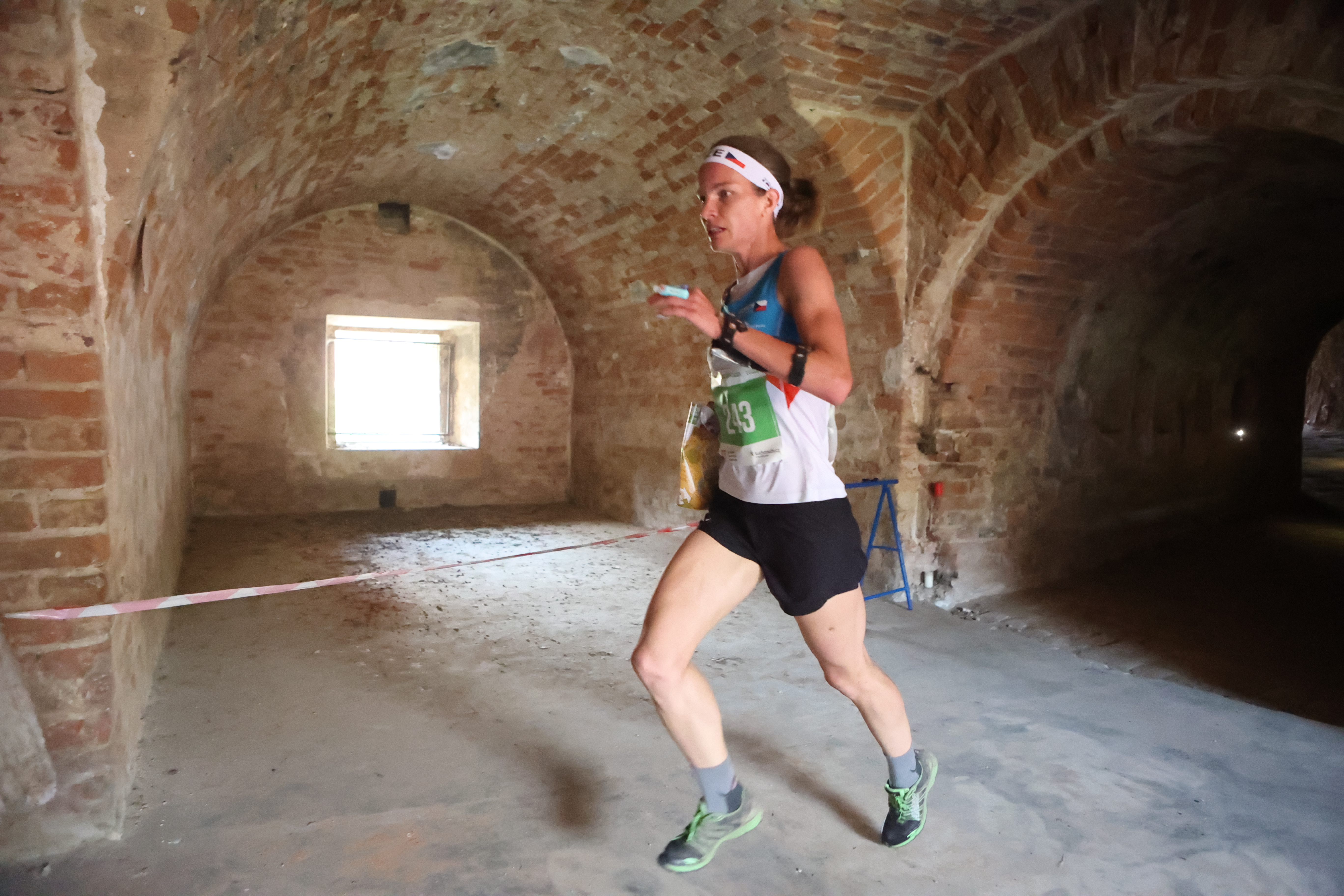
Adéla Indráková
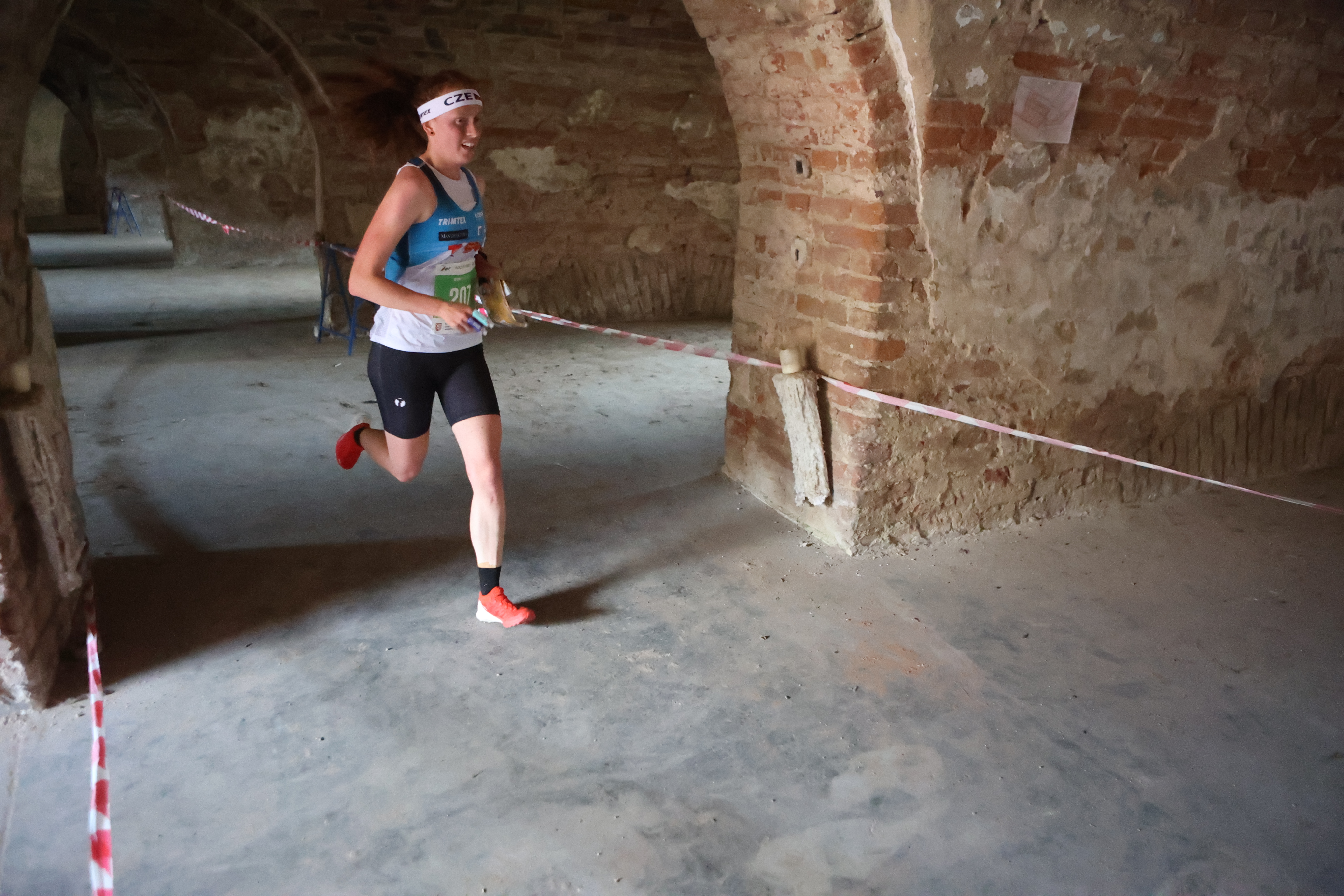
Vendula Horčičková
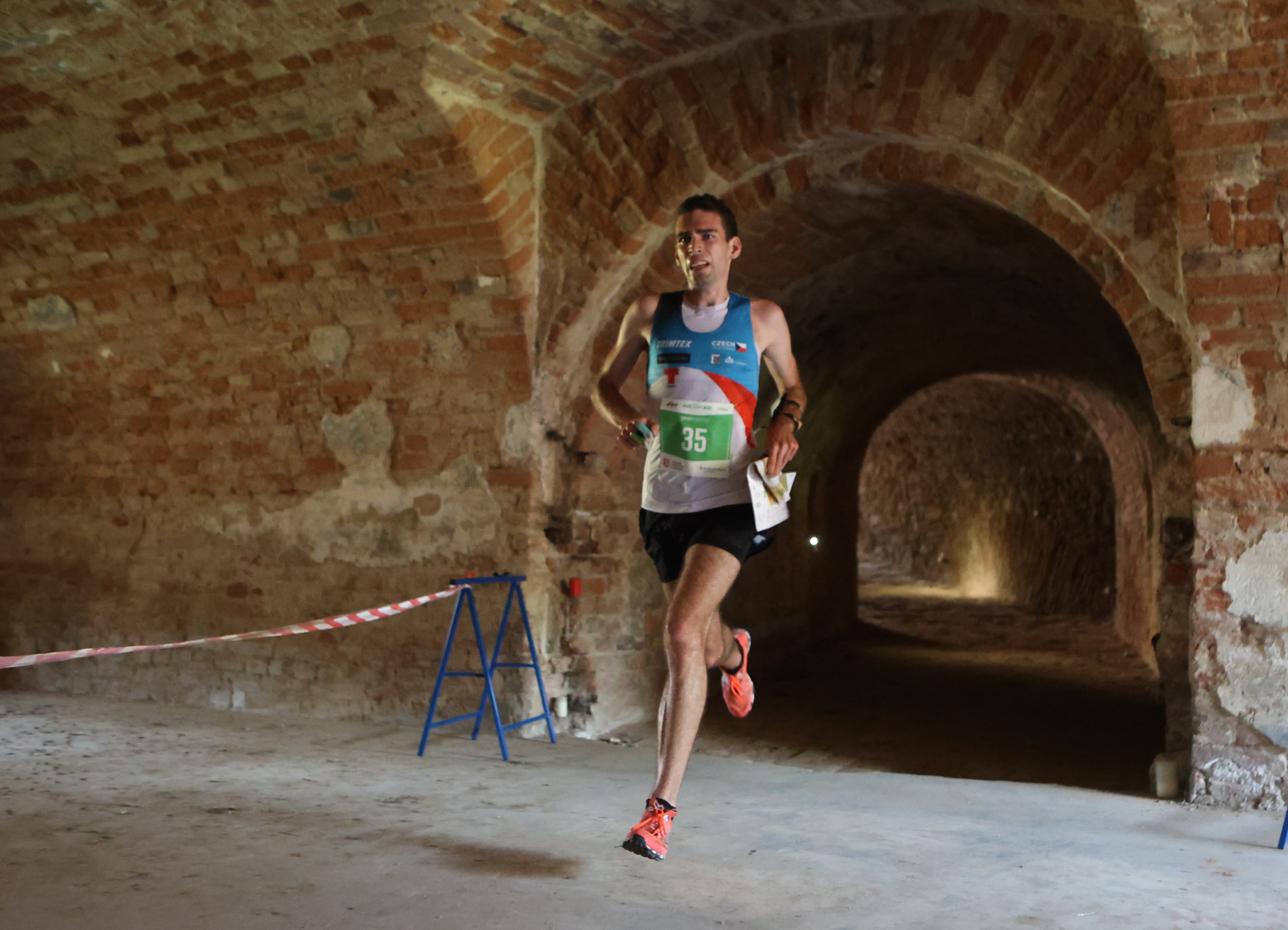
Jakub Glonek
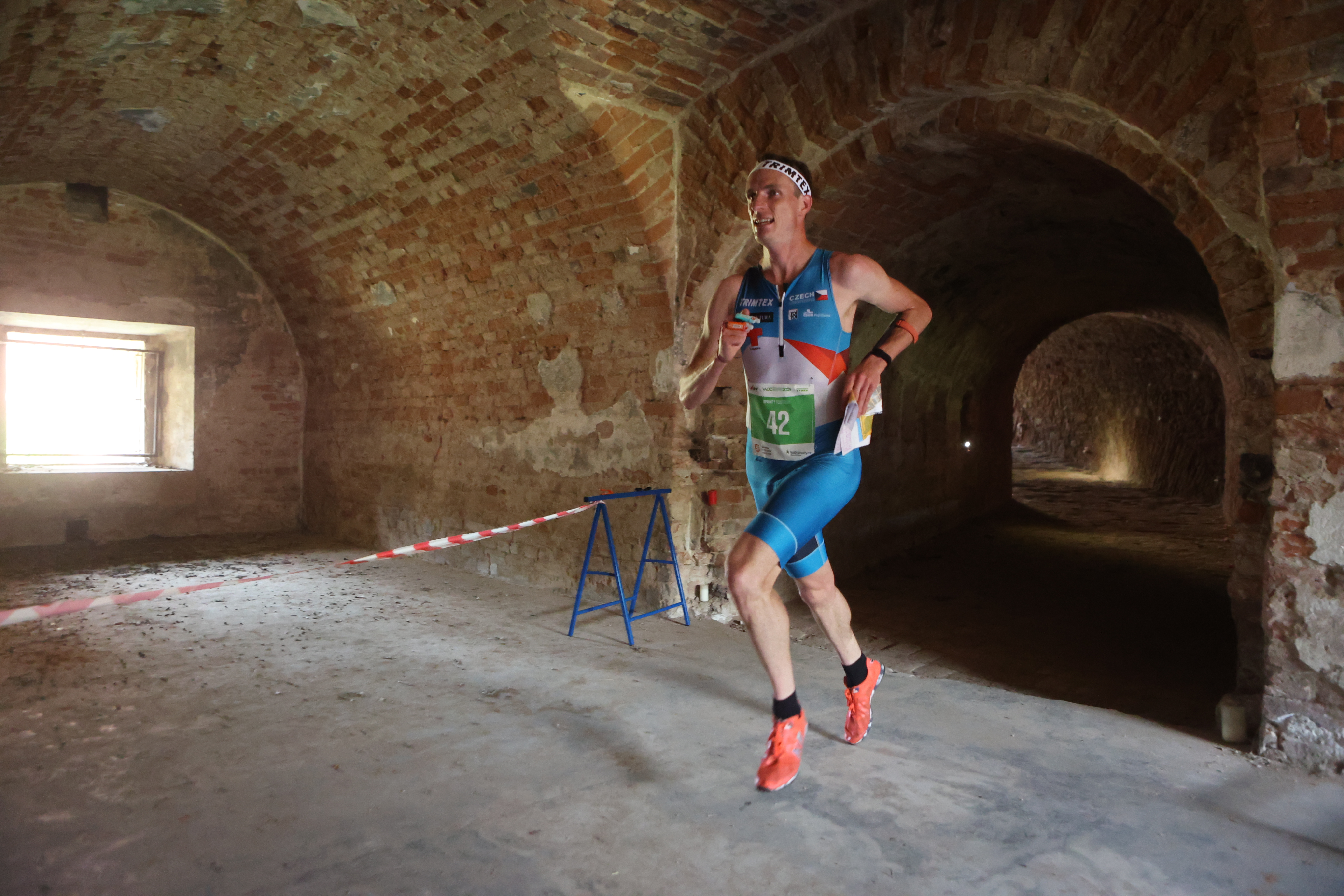
Vojtěch Král
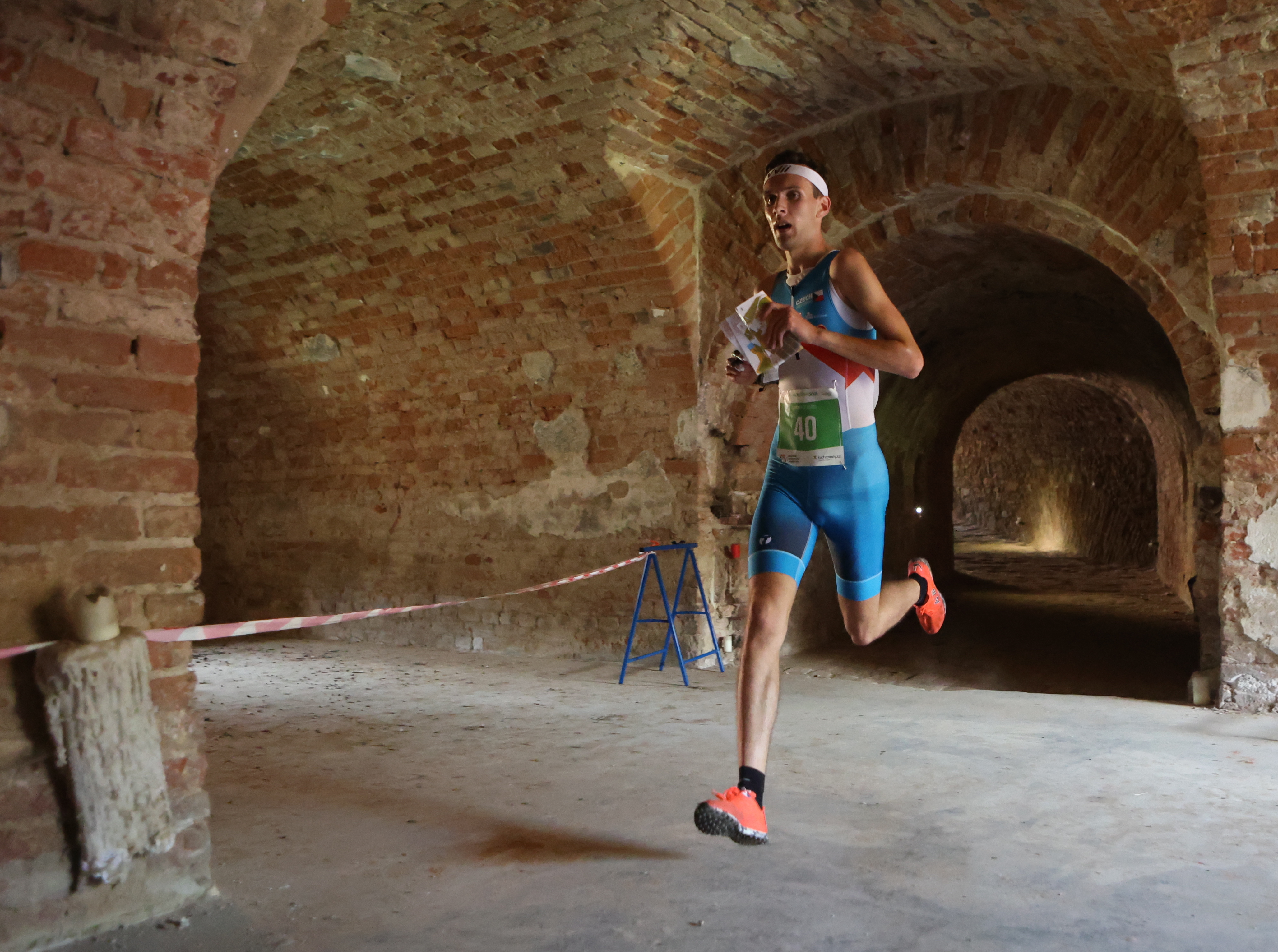
Tomáš Křivda

#### Sprintové štafety

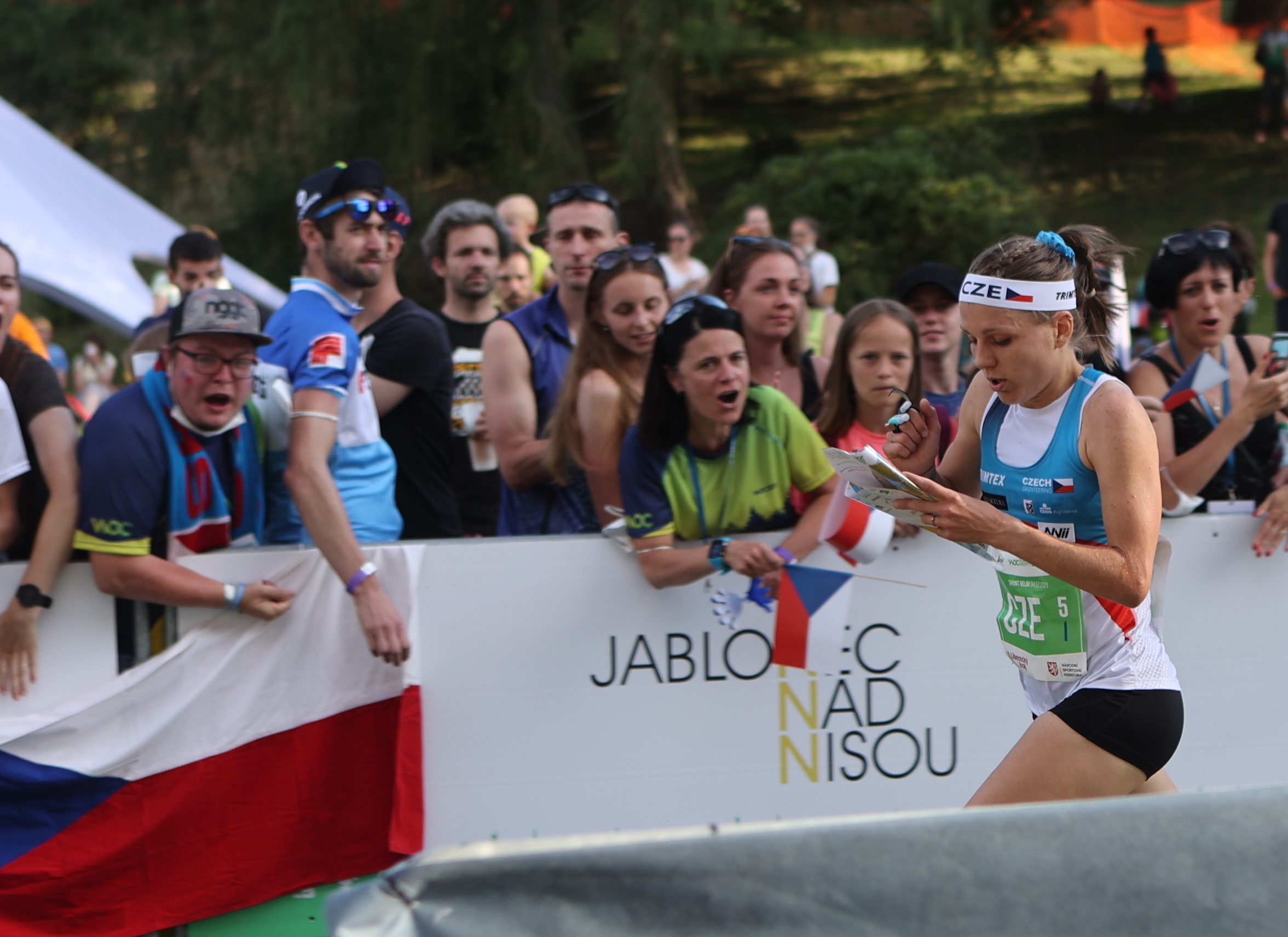
Jana Knapová
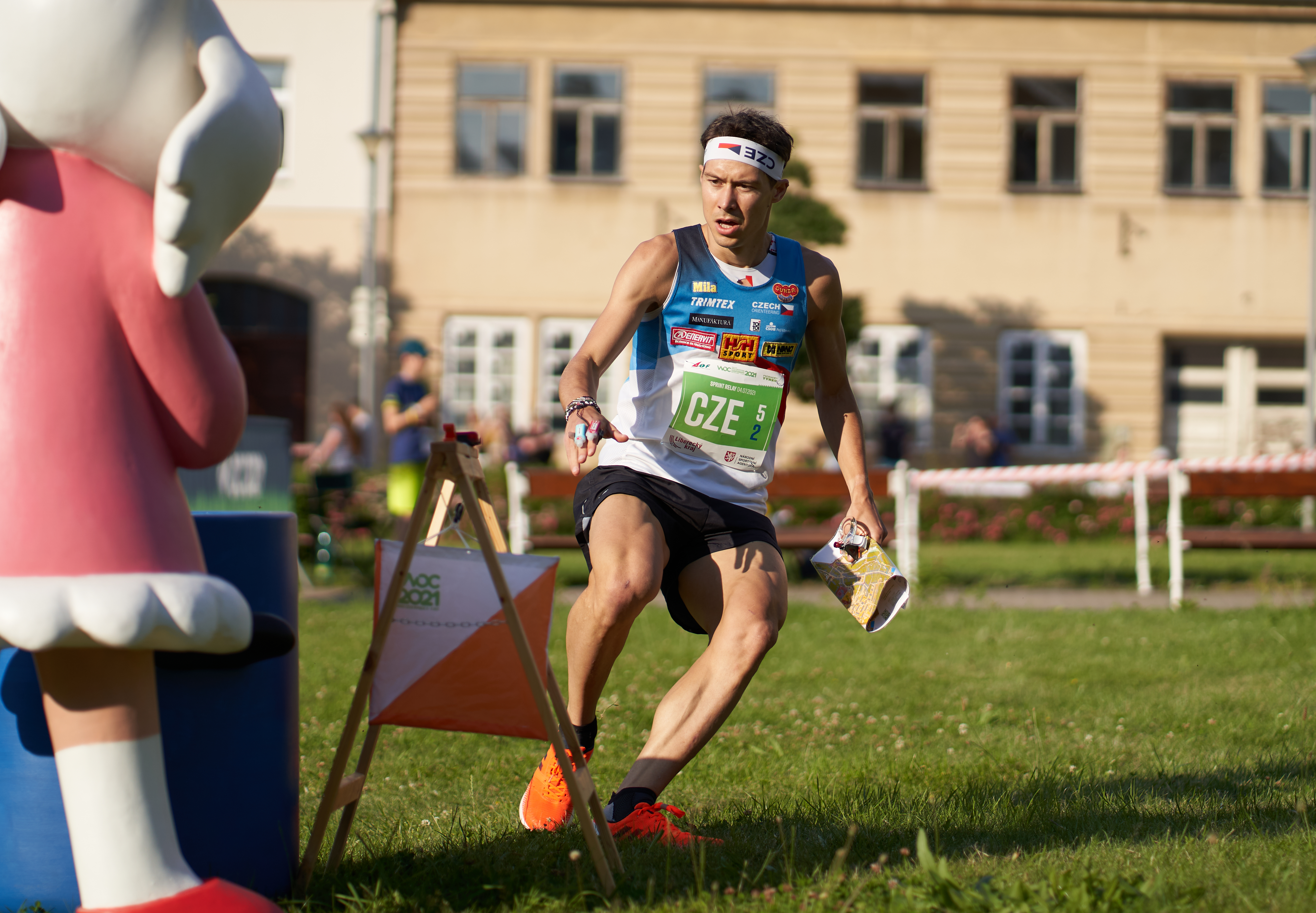
Miloš Nykodým
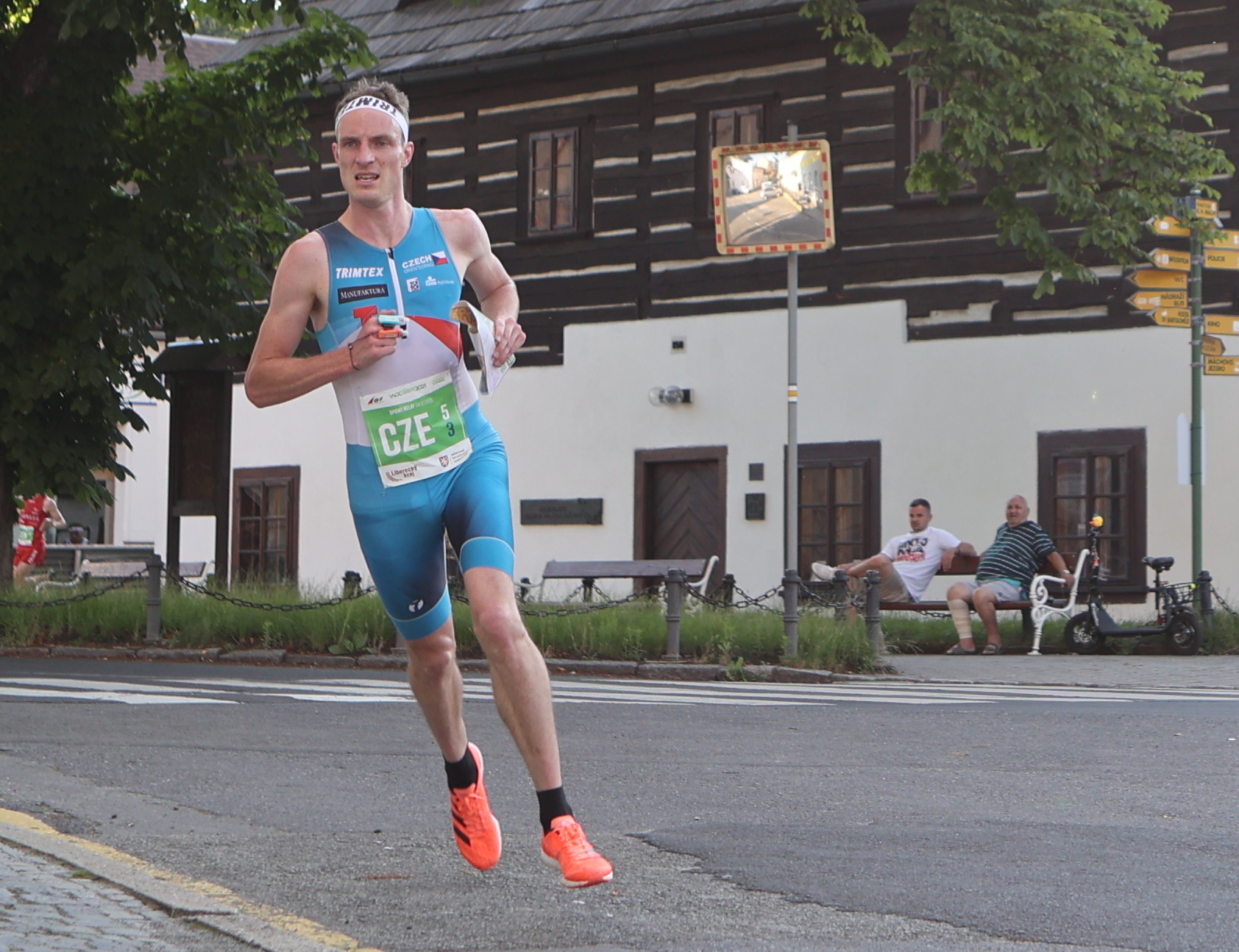
Vojtěch Král
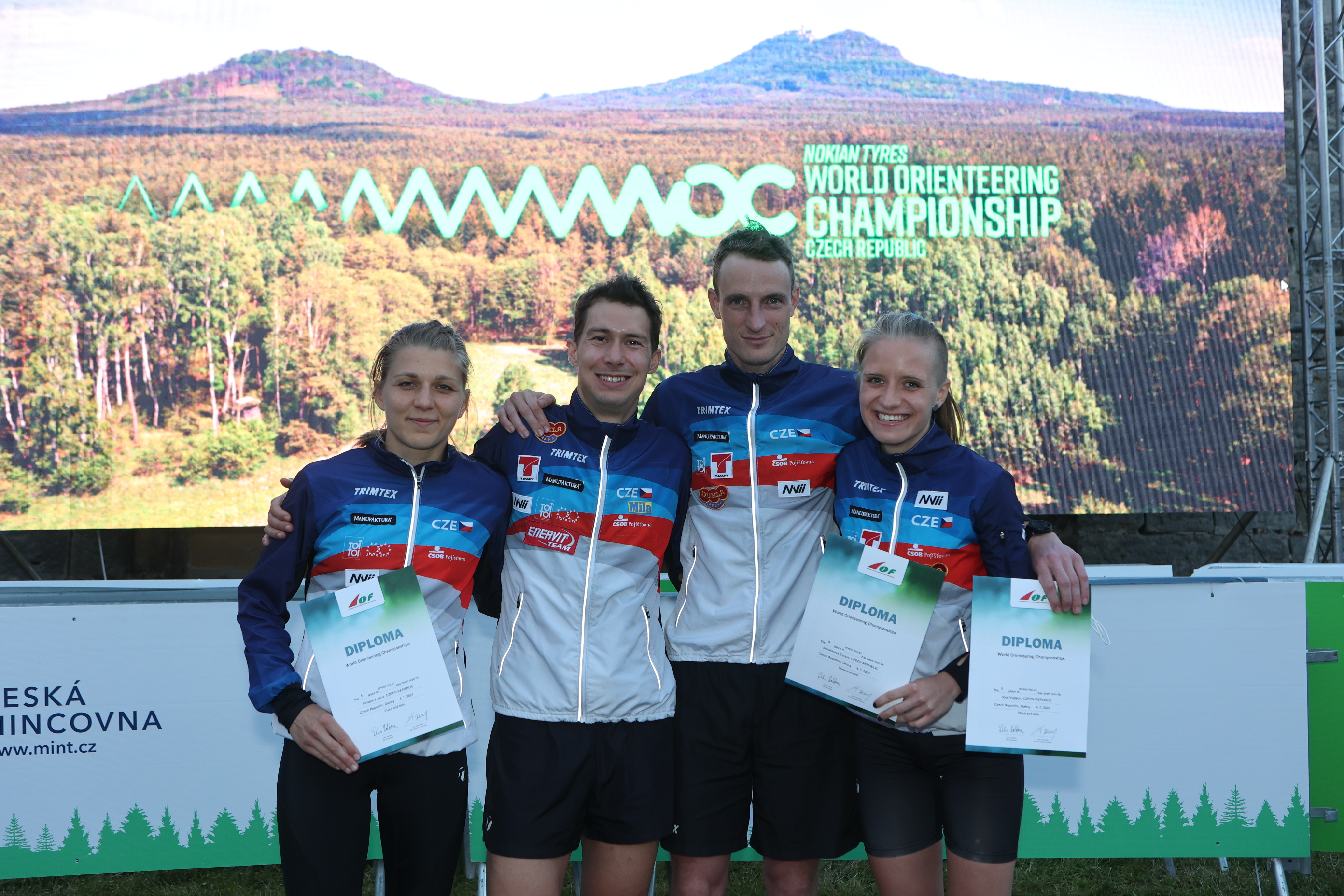
Česká štafeta

#### Krátká trať

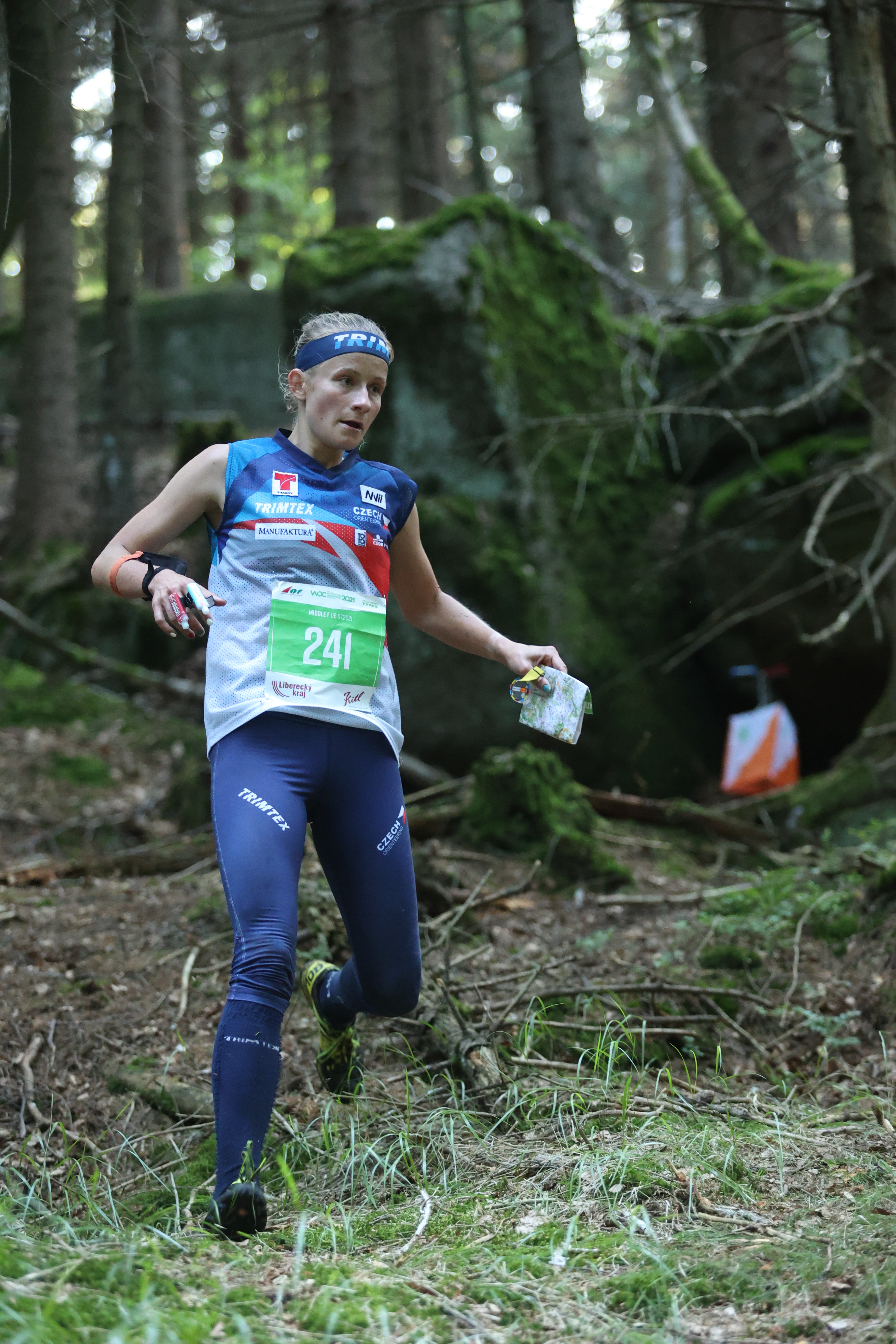
Denisa Kosová
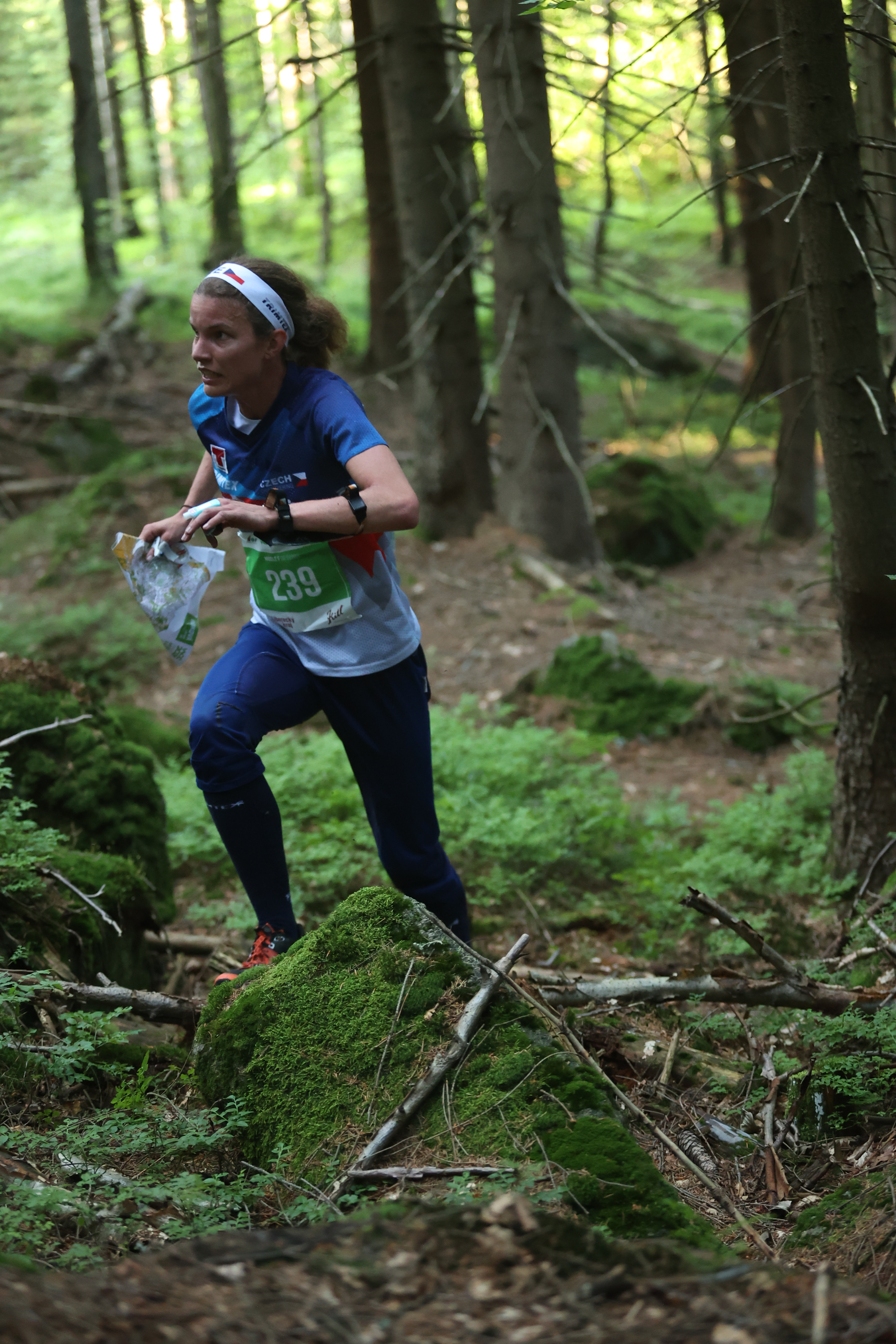
Adéla Indráková
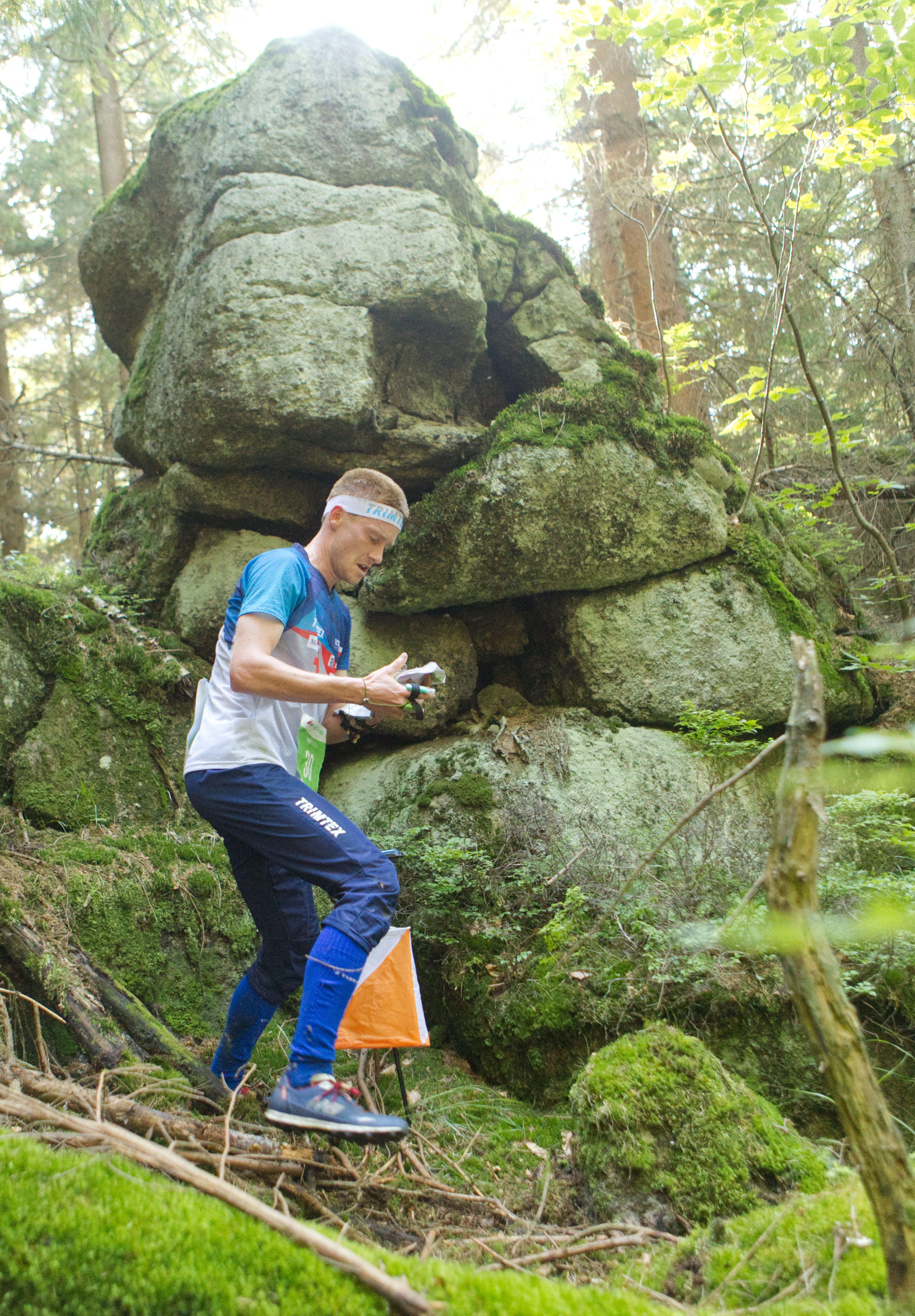
Pavel Kubát
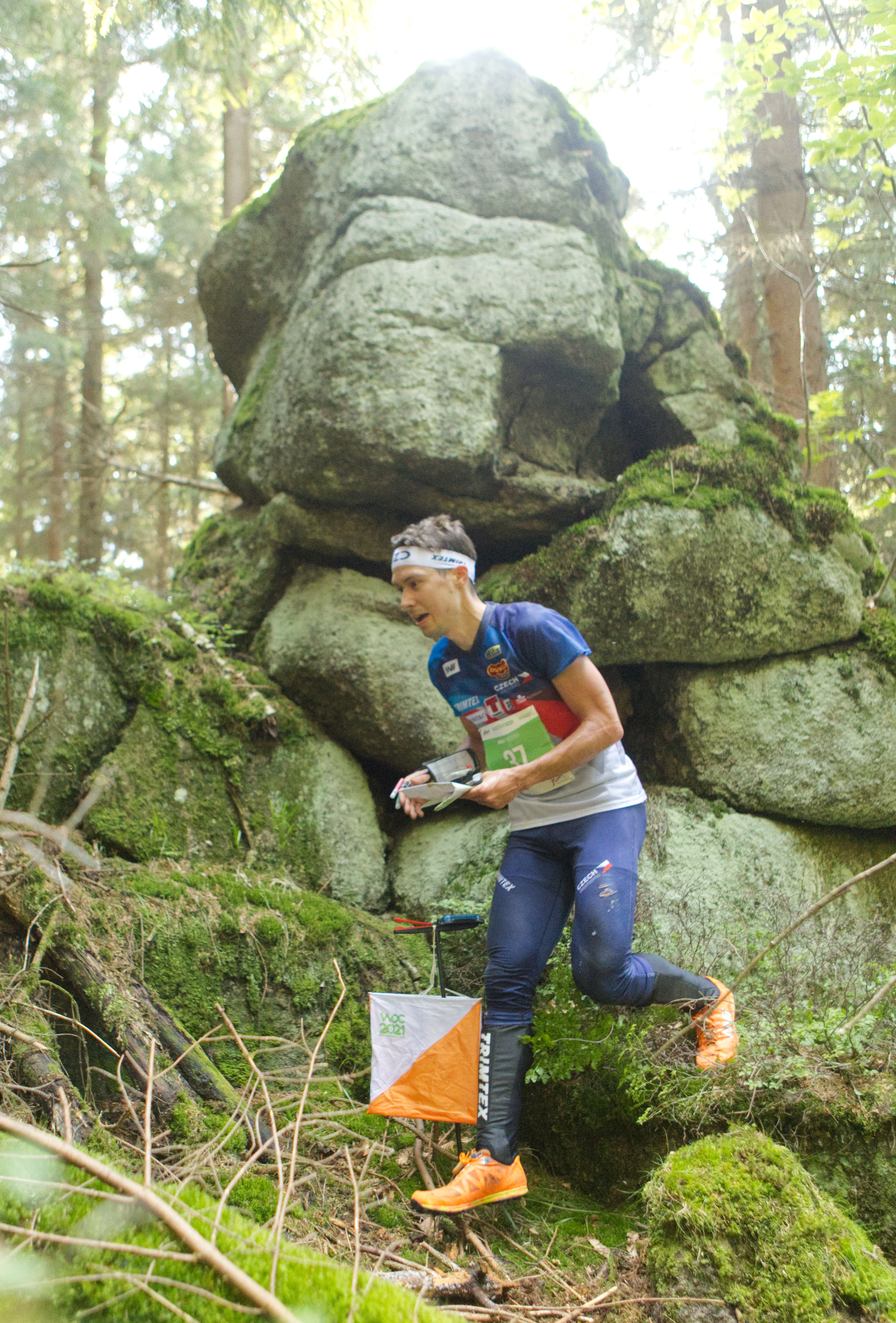
Miloš Nykodým
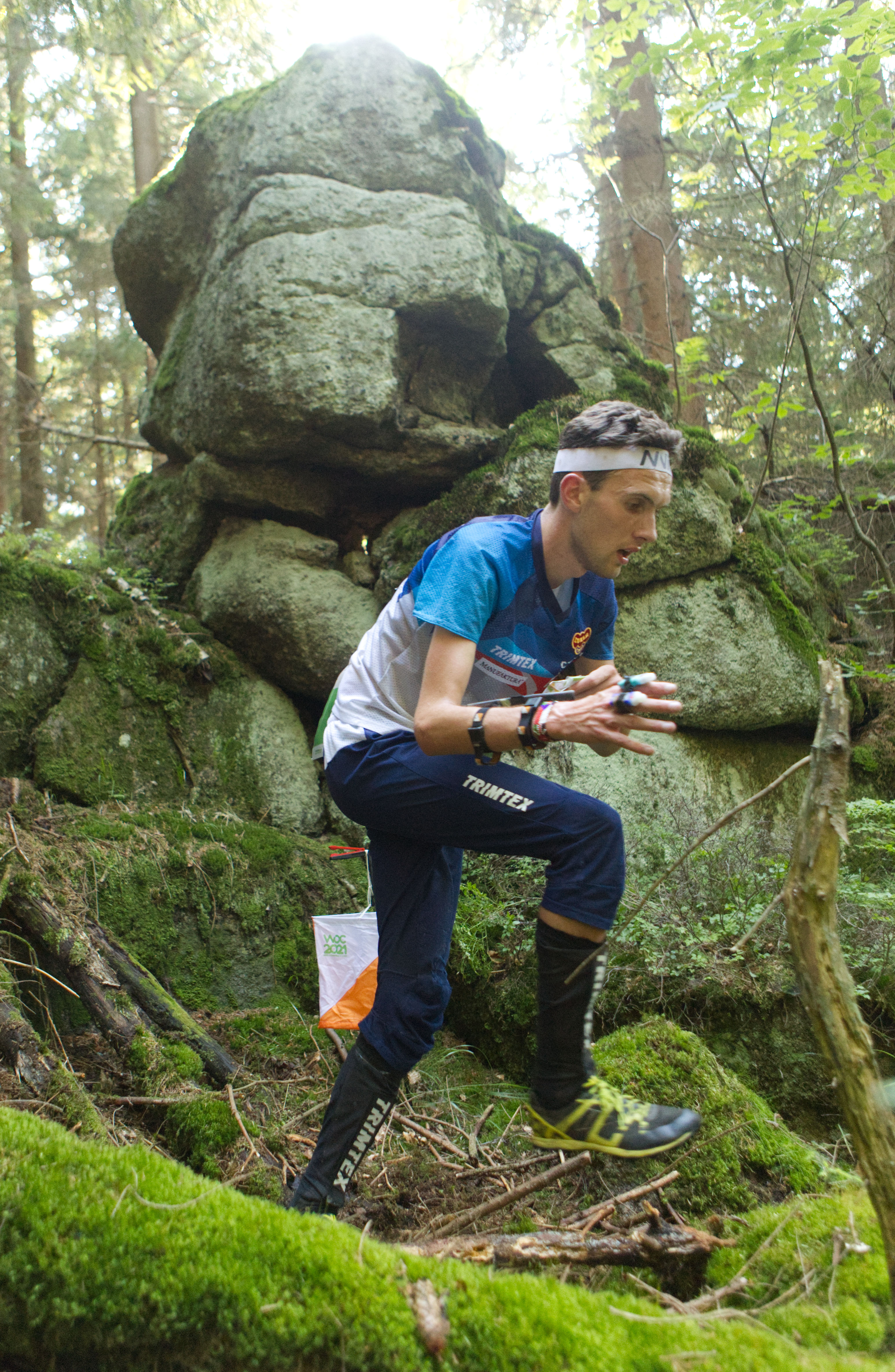
Tomáš Křivda

#### Štafety

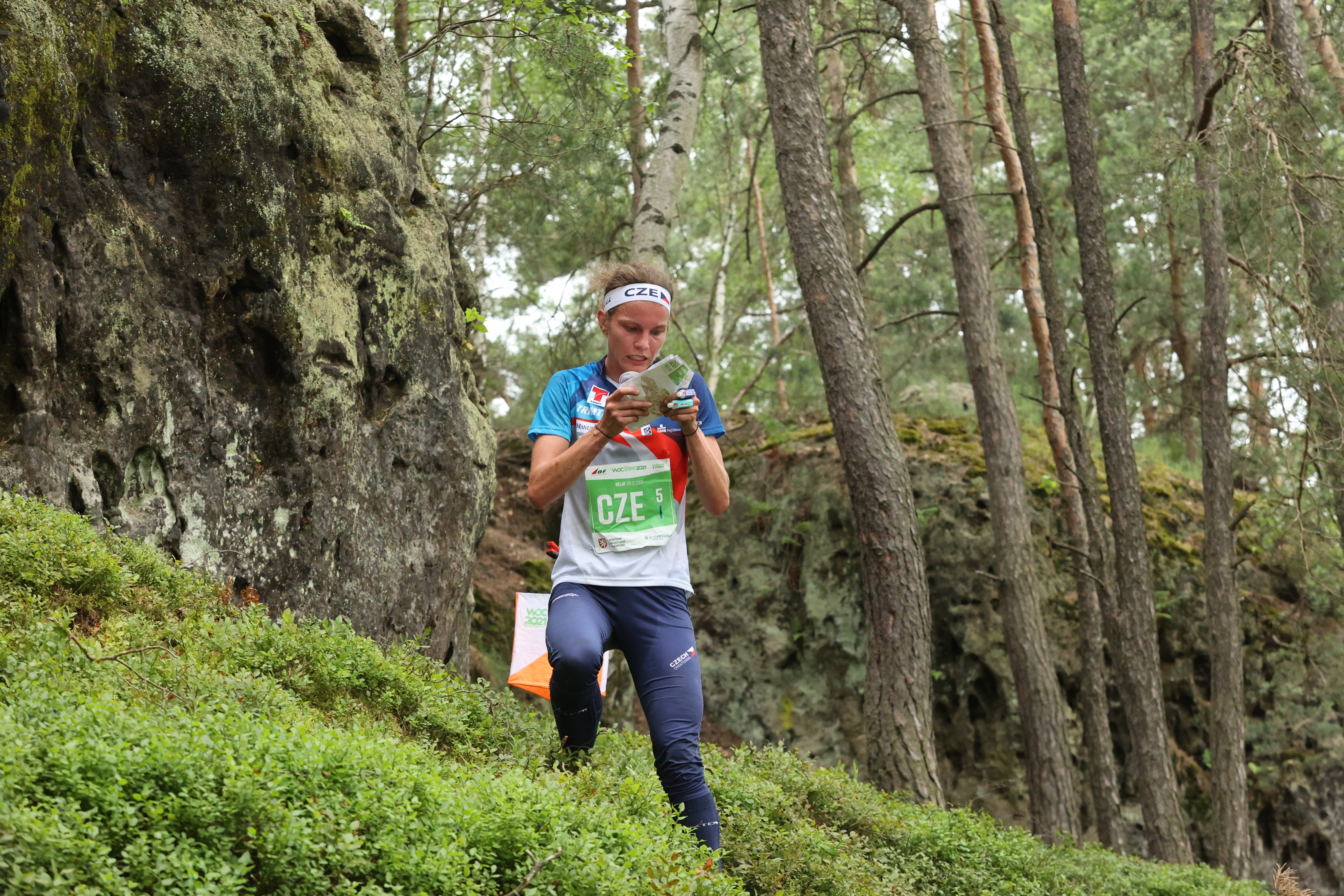
Adéla Indráková
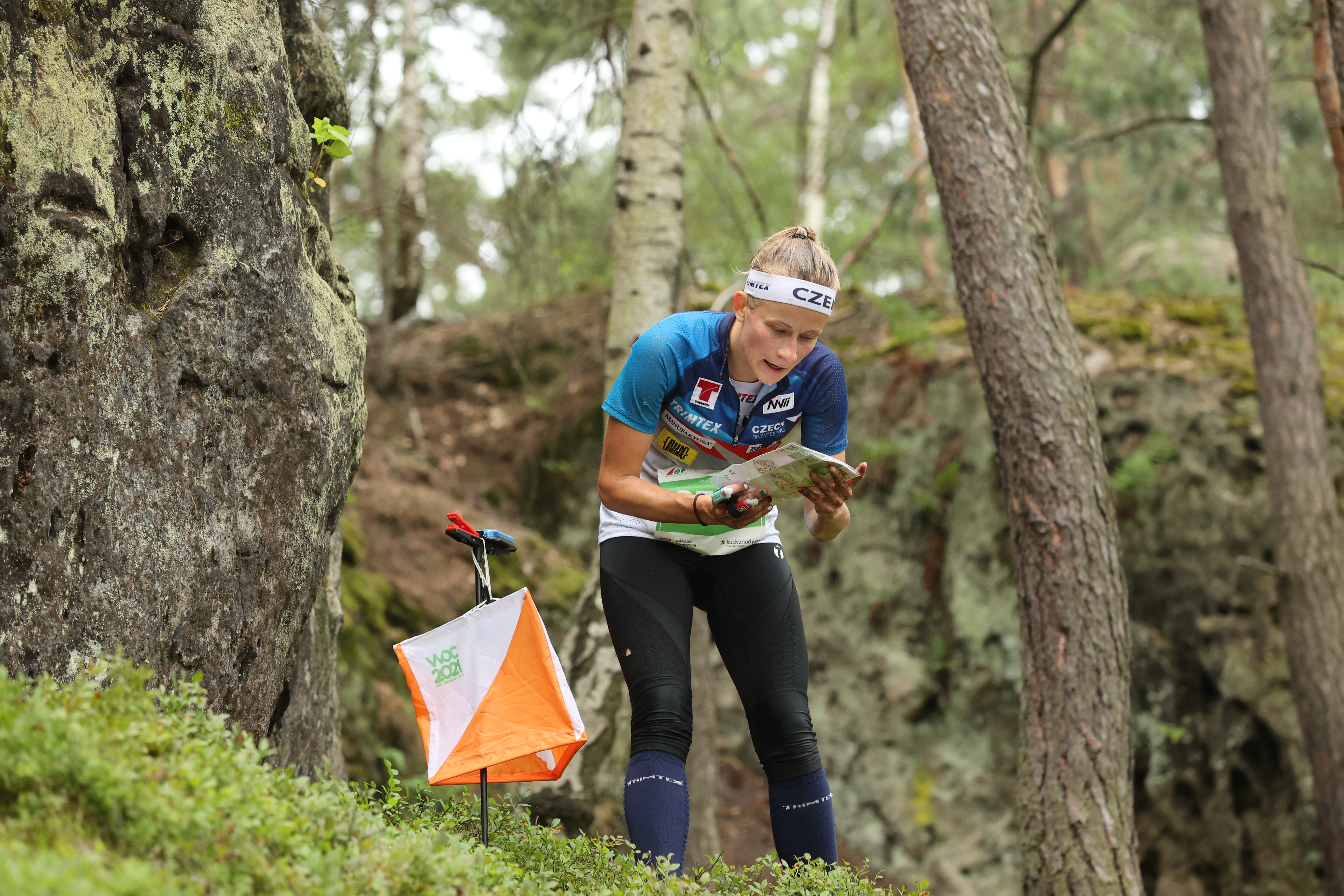
Denisa Kosová
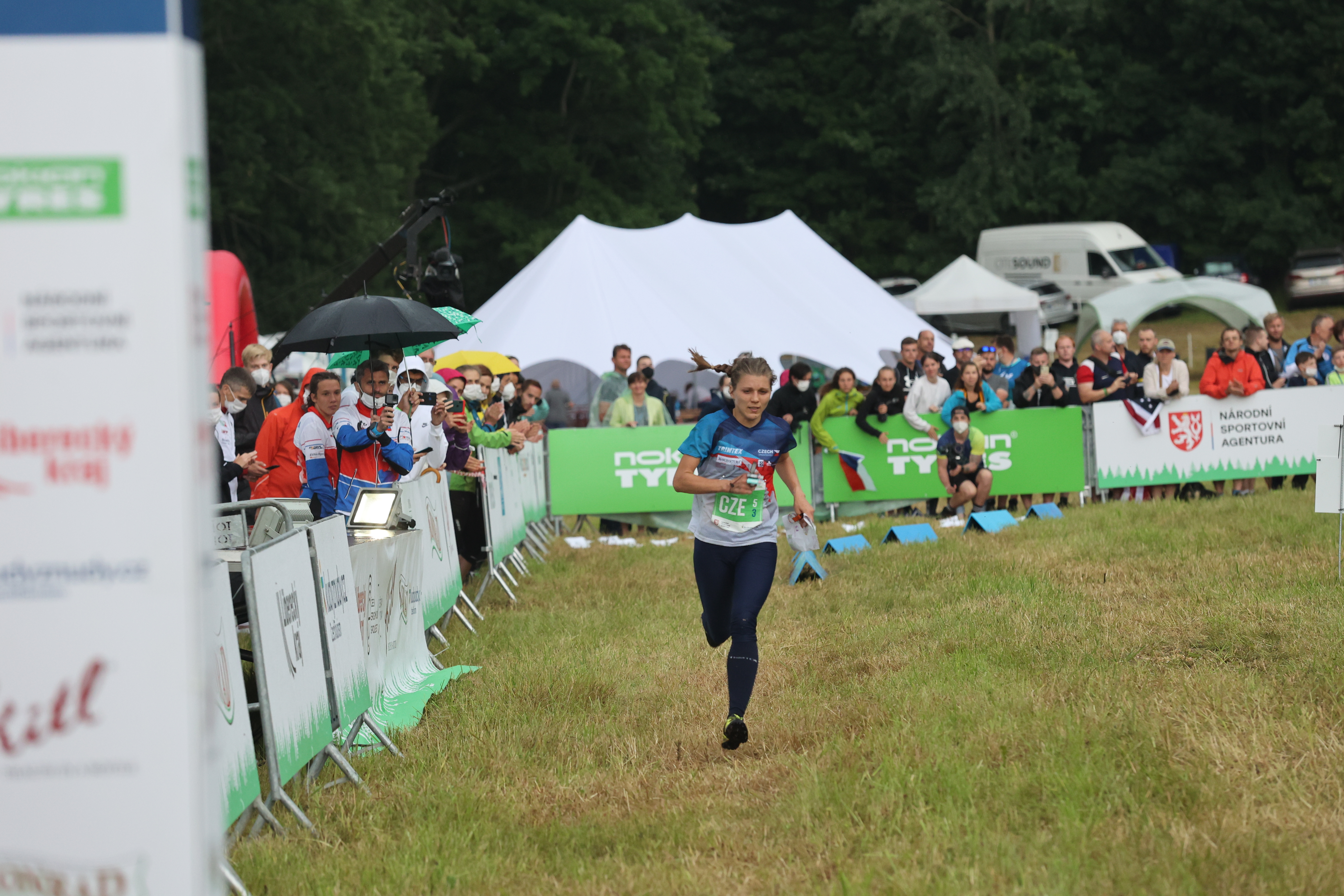
Jana Knapová
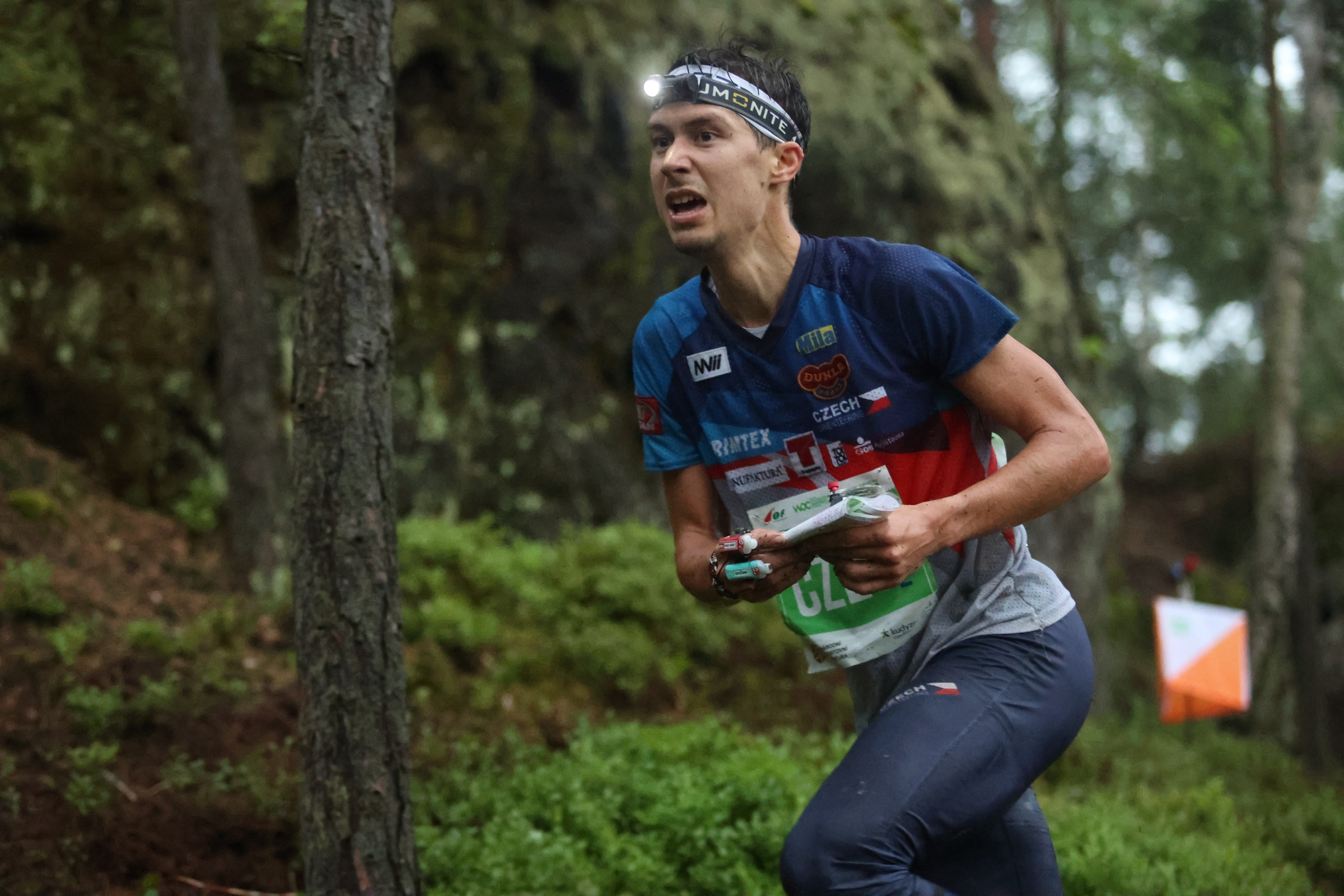
Miloš Nykodým
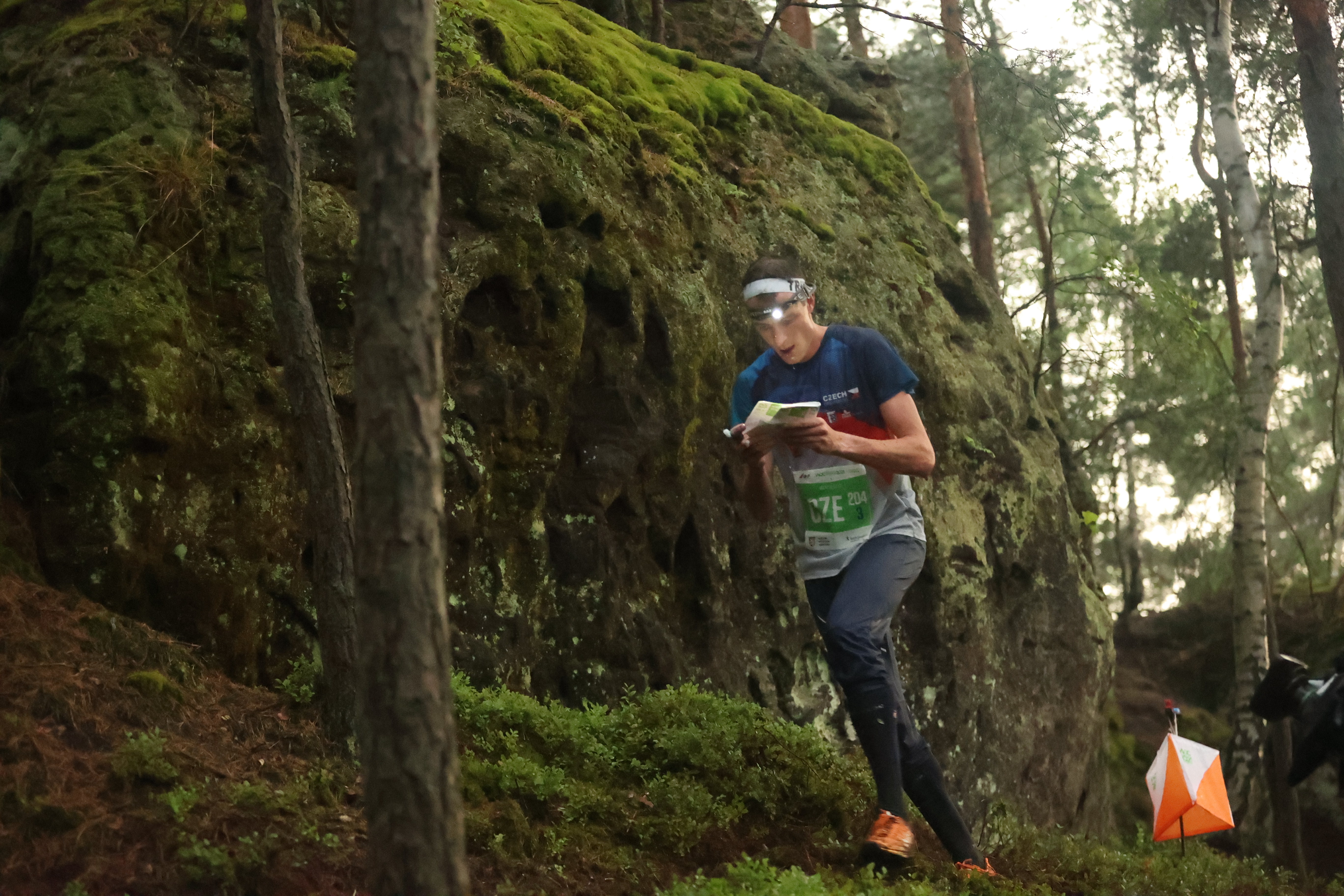
Vojtěch Král
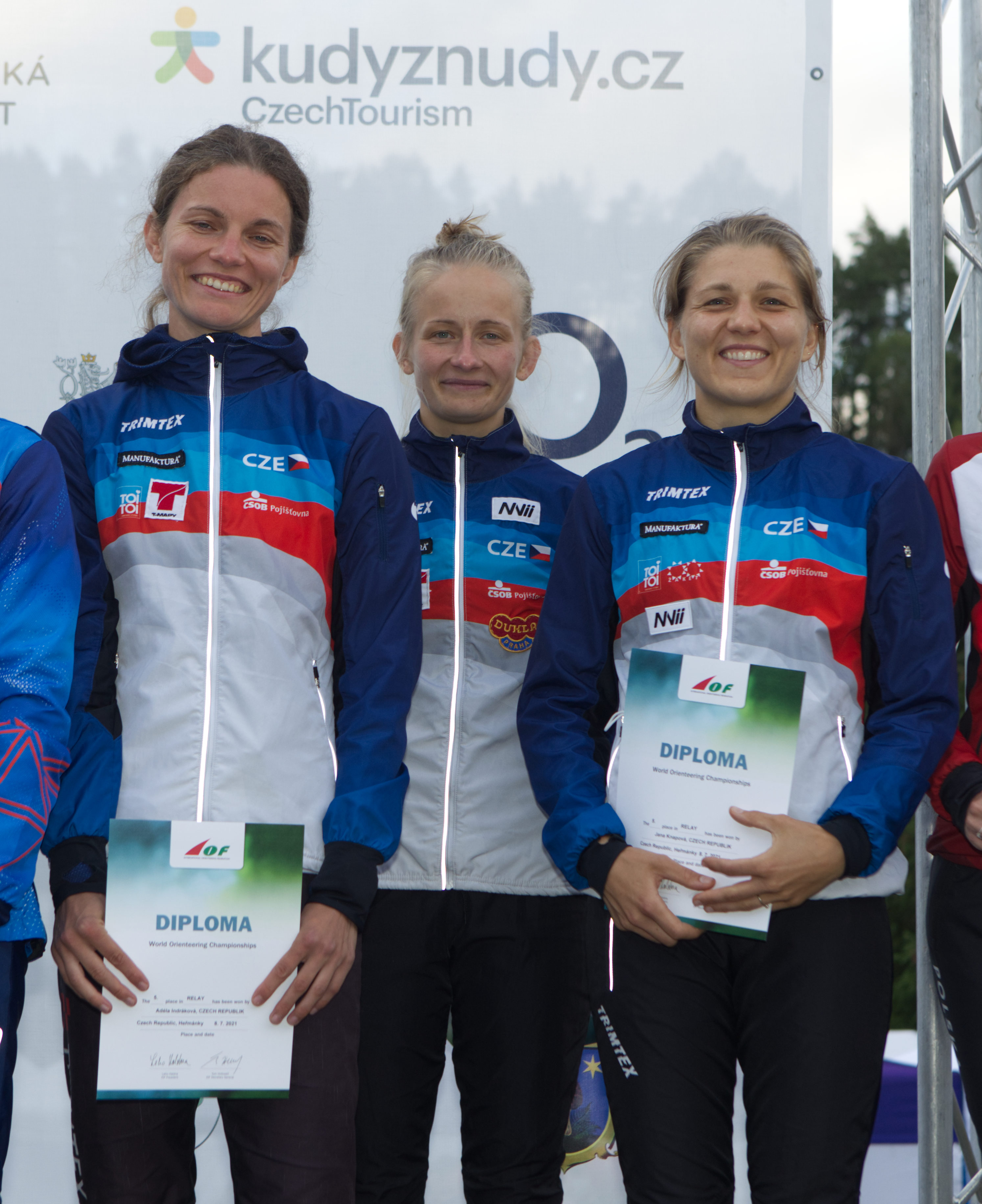
Štafeta žen
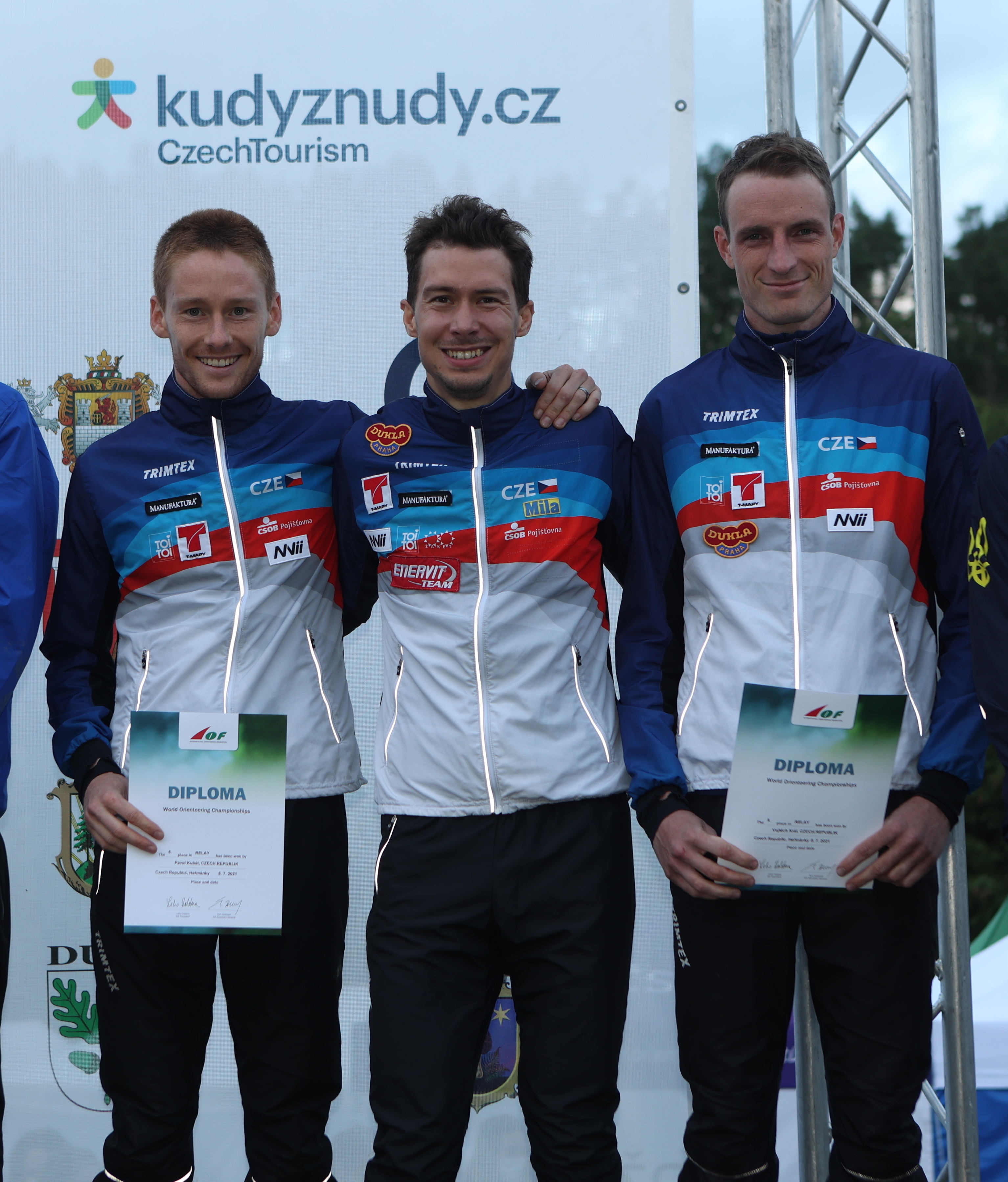
Štafeta mužů

#### Klasická trať

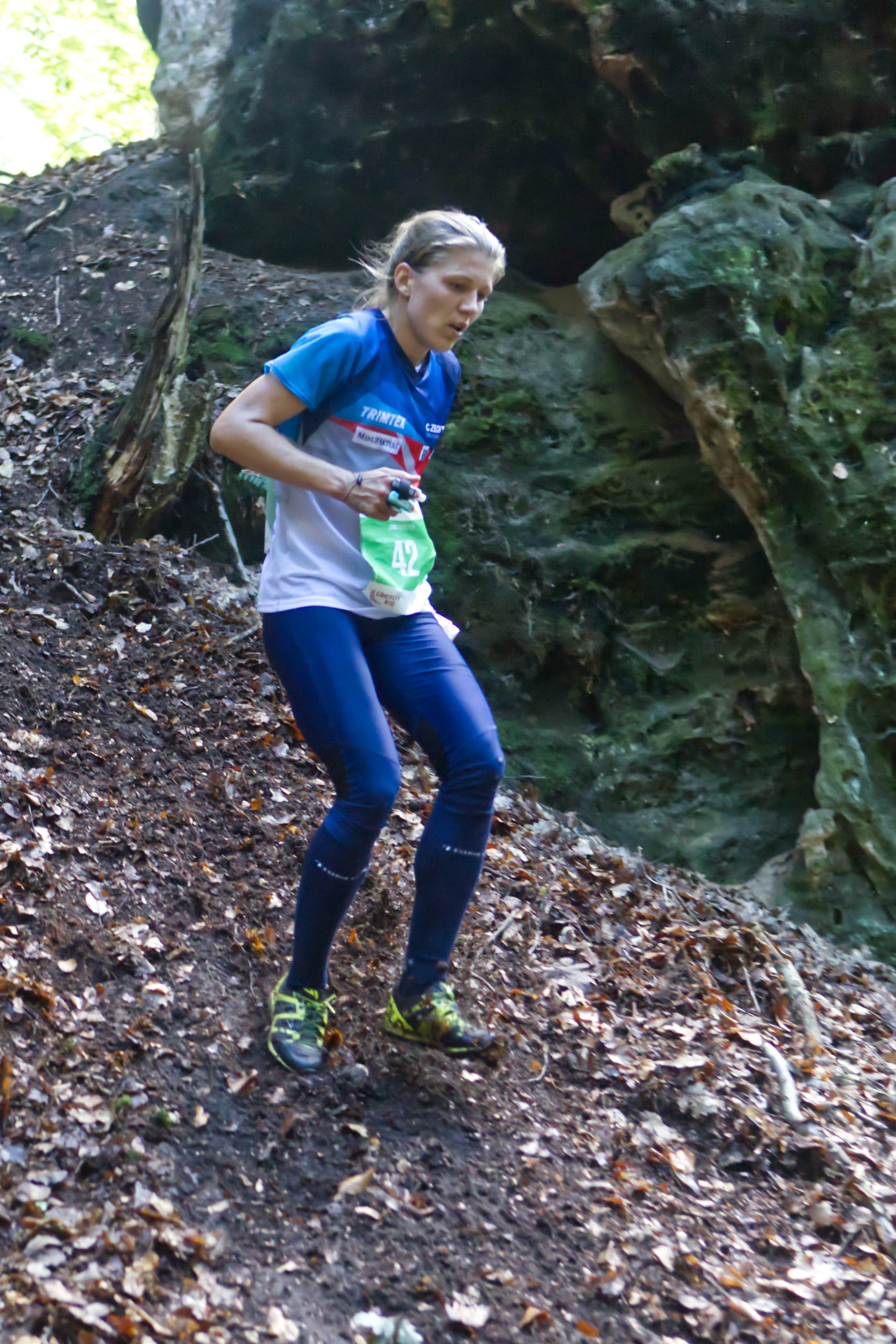
Jana Knapová
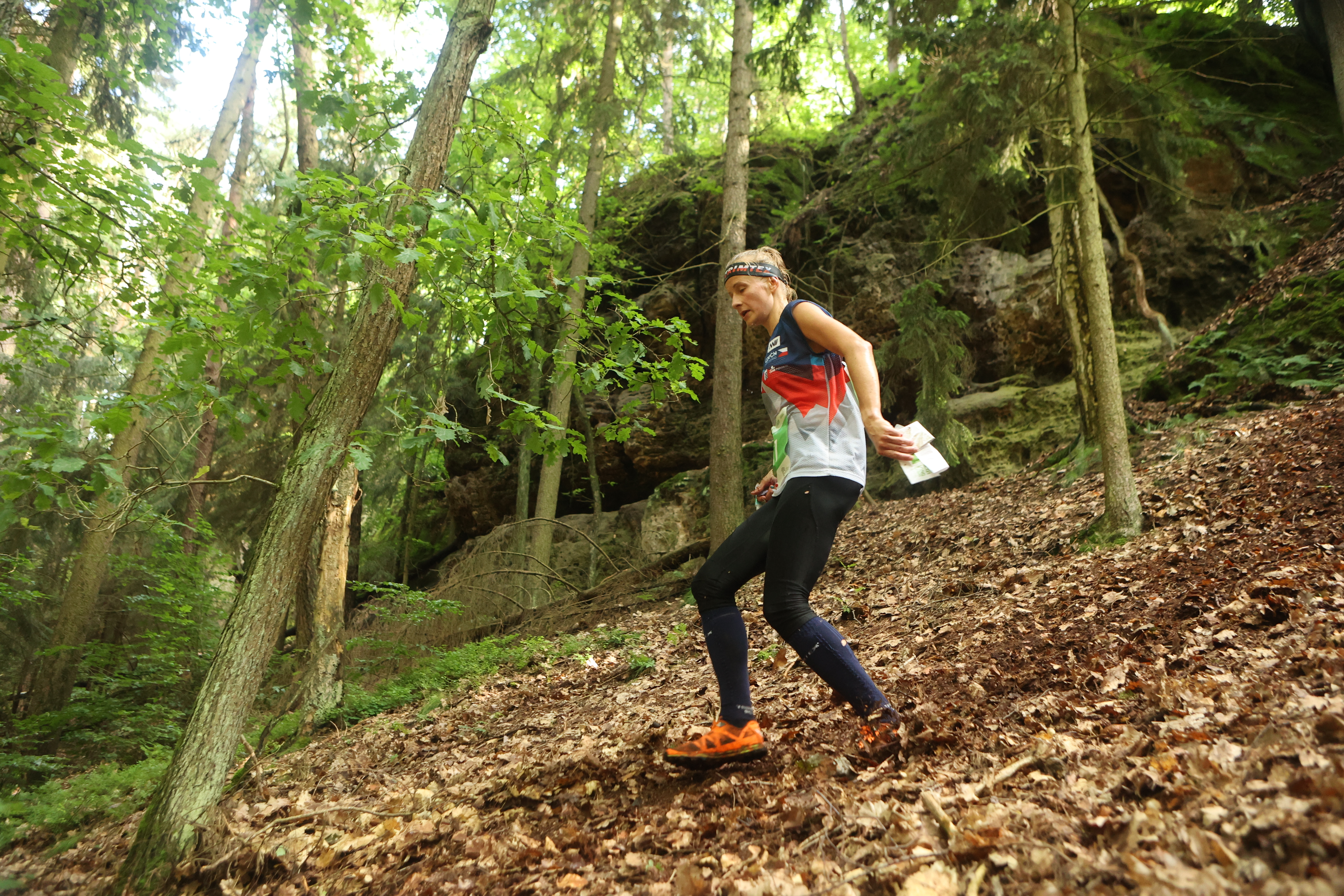
Denisa Kosová
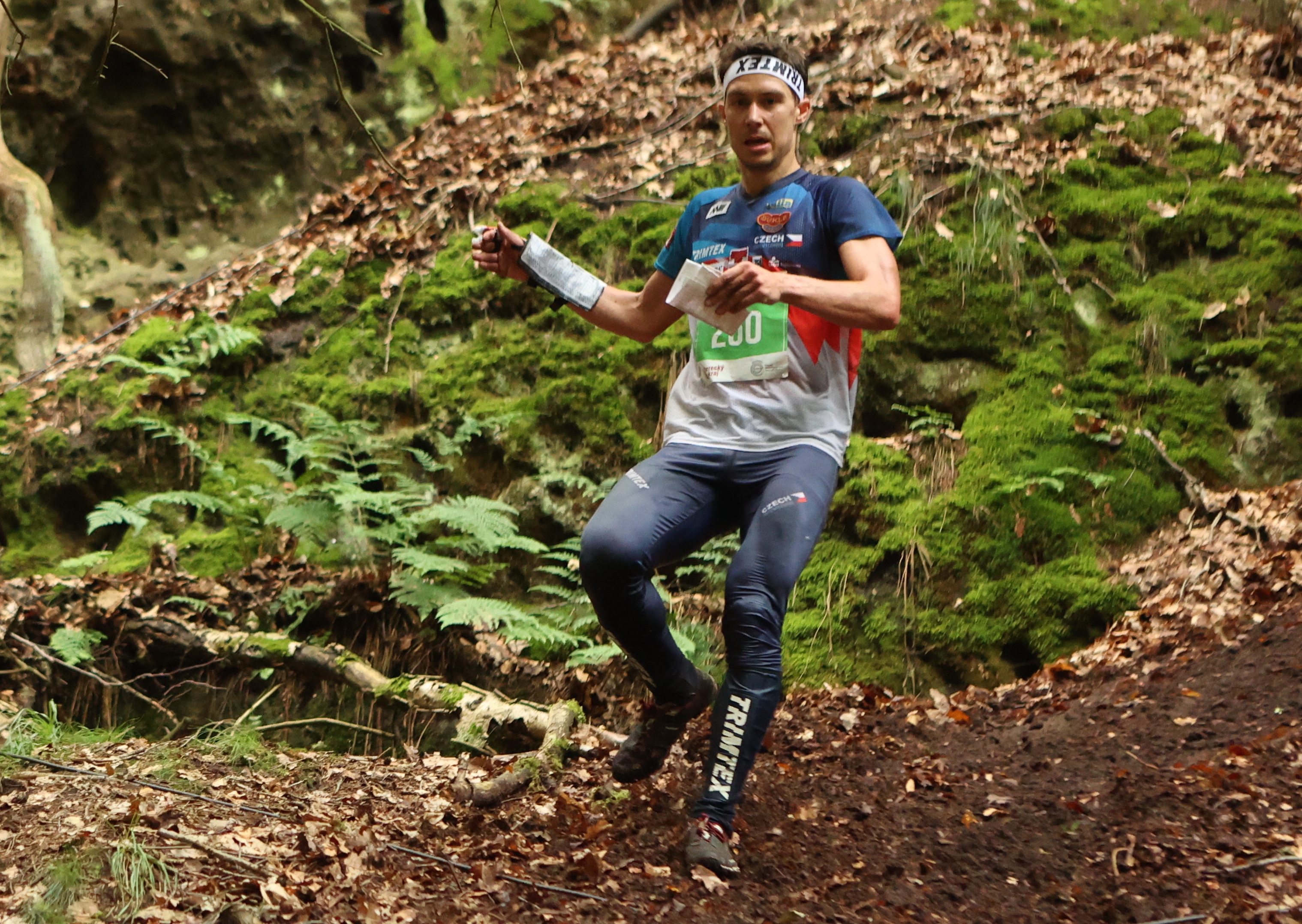
Miloš Nykodým
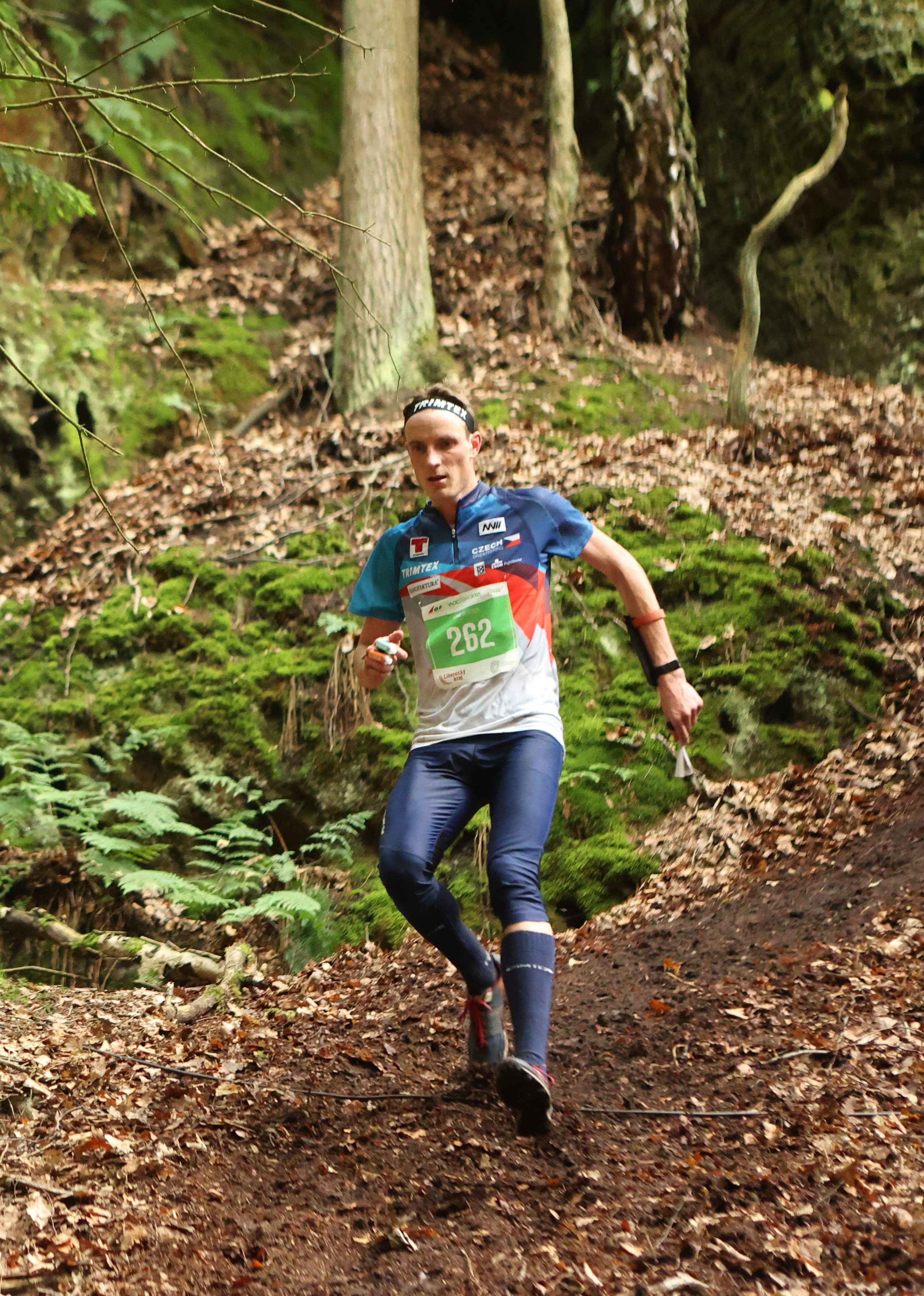
Vojtěch Král
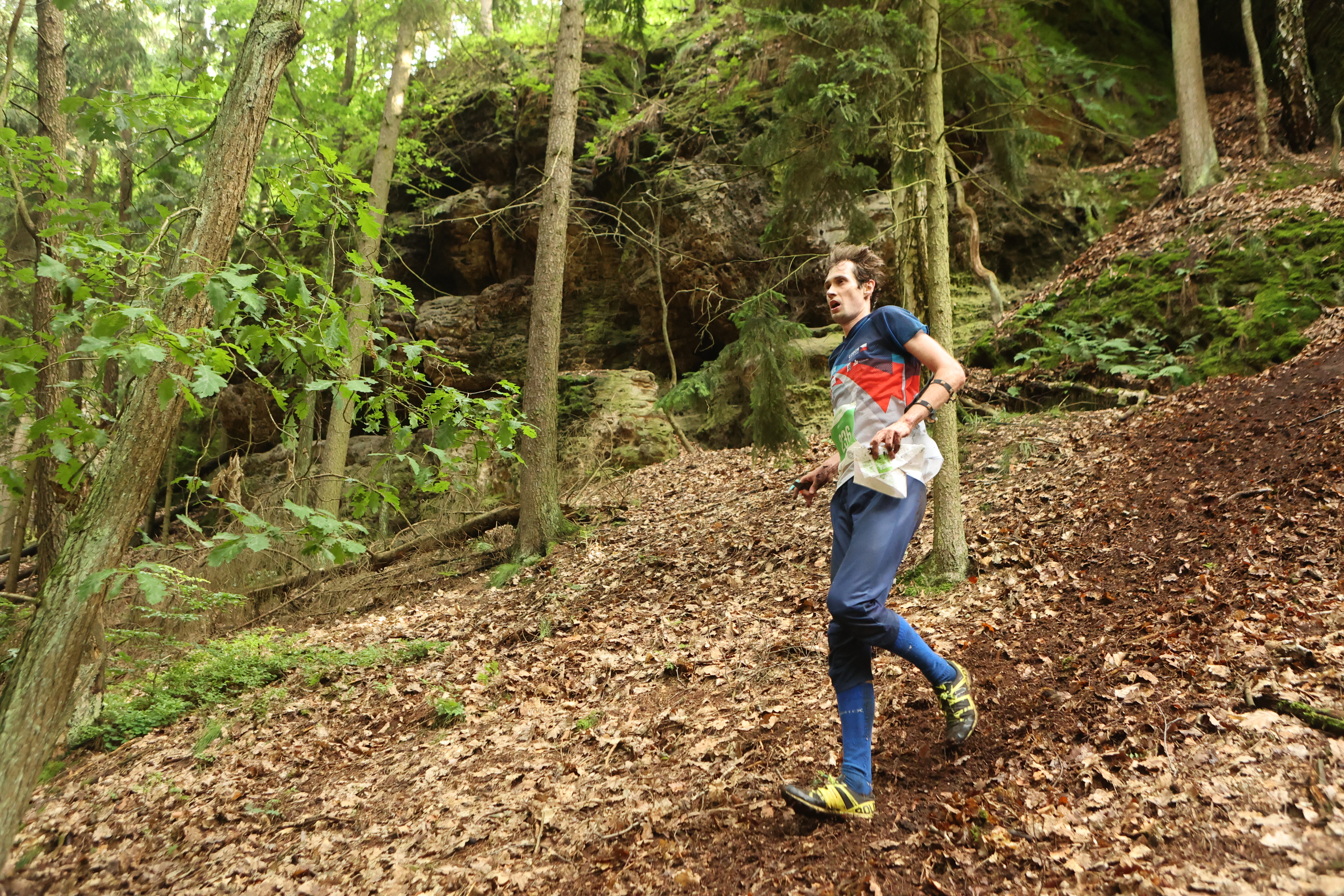
Tomáš Kubelka